# 2001 dans les parcs de loisirs
| Années des parcs de loisirs : 1998 - 1999 - 2000 - 2001 - 2002 - 2003 - 2004    |
| Décennies des parcs de loisirs : 1970 - 1980 - 1990 - 2000 - 2010 - 2020 - 2030 |

## Parcs d'attractions

### Ouverture
- China Dinosaurs Park ( Chine)
- Disney's California Adventure ( États-Unis) ouvert au public le 8 février.
- Universal Studios Japan ( Japon) ouvert au public le 31 mars.
- Gilroy Gardens ( États-Unis) ouvert au public le 15 juin.
- Tokyo DisneySea ( Japon) ouvert au public le 4 septembre.
- Etnaland ( Italie)
- Toverland ( Pays-Bas)

### Fermeture
- Branson USA ( États-Unis)

### Changement de nom
- Futuroscope devient Planète Futuroscope ( France)
- Walibi Wavre devient Six Flags Belgium ( Belgique)

## Événements
- Janvier
  - 10 janvier -  France - Le parc Disneyland accueille son 100 millionième visiteur.
  - 12 janvier -  Belgique - Six Flags annonce officiellement à la presse la transformation de Walibi Wavre en Six Flags Belgium avec l'arrivée de nouveaux personnages et d'une quinzaine d'attractions.
- Avril
  - 18 avril -  France - Le Futuroscope accueille son 25 millionième visiteur.
- Mai
  - 1er mai -  Allemagne - A Phantasialand, un incendie détruit en pleine journée les deux montagnes russes Gebirgsbahn et Grand Canyon Bahn ainsi que la salle de spectacle Tanagra Theater. On compte une cinquantaine de blessés légers[1].

## Attractions
Ces listes sont non exhaustives.

### Montagnes russes

#### Délocalisations
| Nom          | Type / Modèle       | Constructeur      | Parc                            | Pays        | Anciennement                               |
| ------------ | ------------------- | ----------------- | ------------------------------- | ----------- | ------------------------------------------ |
| Alpine Bobs  | Métal / Jet Star    | Anton Schwarzkopf | Holly Park                      | France      | Jet Star à Parque de Atracciones de Madrid |
| Cyclone      | Assises             | Arrow Dynamics    | Dreamworld                      | Australie   | Big Dipper à Luna Park Sydney              |
| Looping Star | Métal / Silverarrow | Schwarzkopf       | Dreamland Margate               | Royaume-Uni | Tower of Terror à Camelot Theme Park       |
| Ragin' Cajun | Boomerang           | Vekoma            | Dixie Landin' Family Theme Park | États-Unis  | Boomerang à Hafan y Môr Holiday Park       |
| Tornado      | Métal / Corkscrew   | Vekoma            | Bosque Mágico                   | Mexique     | Wervelwind à Bobbejaanland                 |

#### Transformations
| Nom               | Type / Modèle | Constructeur   | Parc      | Pays       | Anciennement                                                   |
| ----------------- | ------------- | -------------- | --------- | ---------- | -------------------------------------------------------------- |
| Phantom's Revenge | Métal         | Arrow Dynamics | Kennywood | États-Unis | Steel Phantom de 1991 à 2000 les inversions furent supprimées. |

#### Nouveautés
| Nom                                                            | Type / Modèle                          | Constructeur                  | Parc                             | Pays           |
| -------------------------------------------------------------- | -------------------------------------- | ----------------------------- | -------------------------------- | -------------- |
| Achterbahn                                                     | Junior / Tivoli New                    | Zierer                        | Bayern Park                      | Allemagne      |
| Batflyer                                                       | Suspendue                              | Caripro                       | Nasu Highland Park               | Japon          |
| Batwing                                                        | Volante                                | Vekoma                        | Six Flags America                | États-Unis     |
| Boomerang                                                      | Junior / Vekoma Junior Coaster         | Vekoma                        | Toverland                        | Pays-Bas       |
| California Screamin'                                           | Métal / Looping Coaster (sur mesure)   | Intamin                       | Disney's California Adventure    | États-Unis     |
| Cheetah                                                        | Hybride                                | Custom Coasters International | Wild Adventures                  | États-Unis     |
| Cobra                                                          | Boomerang                              | Vekoma                        | Six Flags Belgium                | Belgique       |
| Colossos                                                       | Bois                                   | Intamin                       | Heide Park                       | Allemagne      |
| Cornball Express                                               | Bois                                   | Custom Coasters International | Indiana Beach                    | États-Unis     |
| Crazy Croc                                                     | Junior / Go Gator                      | Wisdom Rides                  | Loudoun Castle                   | Royaume-Uni    |
| Crazy Mouse                                                    | Wild Mouse Tournoyante                 | Reverchon Industries          | Magic World                      | Italie         |
| Déjà Vu                                                        | Giant Inverted Boomerang               | Vekoma                        | Six Flags Great America          | États-Unis     |
| Déjà Vu                                                        | Giant Inverted Boomerang               | Vekoma                        | Six Flags Magic Mountain         | États-Unis     |
| Déjà Vu                                                        | Giant Inverted Boomerang               | Vekoma                        | Six Flags Over Georgia           | États-Unis     |
| Do-Dodonpa                                                     | Lancées / Thrust Air                   | S&S Worldwide                 | Fuji-Q Highland                  | Japon          |
| Elf                                                            | Bois                                   | Intamin                       | Parc Hirakata                    | Japon          |
| Expedition GeForce                                             | Hyper                                  | Intamin                       | Holiday Park                     | Allemagne      |
| Family Adventure                                               | Junior / Vekoma Junior Coaster 335 m   | Vekoma                        | Mirabilandia                     | Italie         |
| Flagermusen                                                    | Wild Mouse Tournoyante                 | Reverchon Industries          | Fårup Sommerland                 | Danemark       |
| Flounder's Flying Fish Coaster                                 | Junior                                 | Togo                          | Tokyo DisneySea                  | Japon          |
| Fuwa Fuwa Osora No Dai-Bouken                                  | À véhicules suspendus                  | Hoei Sangyo Co., Ltd.         | Fuji-Q Highland                  | Japon          |
| Gauntlet                                                       | Métal / Zyklon ZL42                    | Pinfari                       | Camelot Theme Park               | Royaume-Uni    |
| Grand Huit                                                     | Junior                                 | Soquet                        | La Récré des 3 Curés             | France         |
| HyperSonic XLC                                                 | Lancées / Thrust Air                   | S&S Worldwide                 | Paramount's Kings Dominion       | États-Unis     |
| Insane Speed                                                   | Sans plancher                          | Bolliger & Mabillard          | Janfusun Fancyworld              | Taïwan         |
| Kombo                                                          | Assises                                | Zierer                        | Zoo d'Indianapolis               | États-Unis     |
| Kumba                                                          | SLC 689                                | Vekoma                        | Superland                        | Israël         |
| Looping Star                                                   | Métal / Zyklon ZL42                    | Pinfari                       | Beech Bend Park                  | États-Unis     |
| Loup Garou                                                     | Bois                                   | Vekoma                        | Six Flags Belgium                | Belgique       |
| Mariehønen                                                     | Junior / Tivoli Small                  | Zierer                        | Bakken                           | Danemark       |
| Mine Express                                                   | Junior / Vekoma Junior Coaster (335 m) | Vekoma                        | Discovery World                  | Taïwan         |
| Mine Train                                                     | Junior / Vekoma Junior Coaster (335 m) | Vekoma                        | Attractiepark Slagharen          | Pays-Bas       |
| MP Xpress                                                      | SLC 689                                | Vekoma                        | Warner Bros. Movie World Germany | Allemagne      |
| Mulholland Madness                                             | Wild Mouse sur mesure                  | Mack Rides                    | Disney's California Adventure    | États-Unis     |
| Nitro                                                          | Hyper                                  | Bolliger & Mabillard          | Six Flags Great Adventure        | États-Unis     |
| Pedro's Mouse                                                  | Wild Mouse                             | L&T Systems                   | Pedroland Park                   | États-Unis     |
| Psycho Mouse                                                   | Wild Mouse                             | Arrow Dynamics                | Paramount's Great America        | États-Unis     |
| Quicksilver Express                                            | Train de la mine                       | Chance Morgan                 | Gilroy Gardens                   | États-Unis     |
| Rugrats Runaway Reptar Devenu Flying ACE Aerial Chase en 2010. | Suspendue / Suspended Family (342 m)   | Vekoma                        | Paramount's Kings Island         | États-Unis     |
| Screaming Condor                                               | Navette inversée / Twisted Impulse     | Intamin                       | Leofoo Village Theme Park        | Taïwan         |
| Silver Streak                                                  | Suspendue / Suspended Family (342 m)   | Vekoma                        | Paramount Canada's Wonderland    | Canada         |
| Sky Rider                                                      | Suspendue / Gyroflyer                  | Caripro                       | Skyline Park                     | Allemagne      |
| Snoopy's Great Race                                            | Junior / Intérieur                     | Senyo Kogyo (en)              | Universal Studios Japan          | Japon          |
| Speedy                                                         | Tournoyante / Compact Spinning         | Maurer Rides                  | CentrO.Park                      | Allemagne      |
| Tacot Express                                                  | E-Powered                              | Soquet                        | Jardin d'acclimatation           | France         |
| Talon                                                          | Inversée                               | Bolliger & Mabillard          | Dorney Park                      | États-Unis     |
| Technic Coaster                                                | Wild Mouse                             | Mack Rides                    | Legoland California              | États-Unis     |
| ThunderCoaster                                                 | Bois                                   | Vekoma                        | TusenFryd                        | Norvège        |
| Timber Twister                                                 | Junior                                 | Zierer                        | Gilroy Gardens                   | États-Unis     |
| Titan                                                          | Hyper                                  | Giovanola                     | Six Flags Over Texas             | États-Unis     |
| Tornado                                                        | Inversée                               | Intamin                       | Särkänniemi                      | Finlande       |
| Tower of Terror                                                | Lancées                                | Nauta Bussink                 | Gold Reef City                   | Afrique du Sud |
| La Trace du Hourra                                             | Bobsleigh                              | Mack Rides                    | Parc Astérix                     | France         |
| Twister                                                        | Wild Mouse Tournoyante                 | Reverchon Industries          | Lightwater Valley                | Royaume-Uni    |
| Twistrix                                                       | Tournoyante                            | Maurer Rides                  | Drievliet Family Park            | Pays-Bas       |
| V2: Vertical Velocity                                          | Navette / Twisted Impulse              | Intamin                       | Six Flags Marine World           | États-Unis     |
| Vertical Velocity                                              | Navette / Twisted Impulse Coaster      | Intamin                       | Six Flags Great America          | États-Unis     |
| Vonkaputous                                                    | Aquatique / Liquid Coaster             | Premier Rides                 | Linnanmäki                       | Finlande       |
| Wild Lightnin'                                                 | Wild Mouse                             | L&T Systems                   | Lake Winnepesaukah               | États-Unis     |
| Wildfire                                                       | Métal                                  | Bolliger & Mabillard          | Silver Dollar City               | États-Unis     |
| Wile E. Coyote's Grand Canyon Blaster                          | Junior / Big Dipper                    | Chance Morgan                 | Six Flags Over Texas             | États-Unis     |
| X-Flight                                                       | Volante                                | Vekoma                        | Geauga Lake                      | États-Unis     |

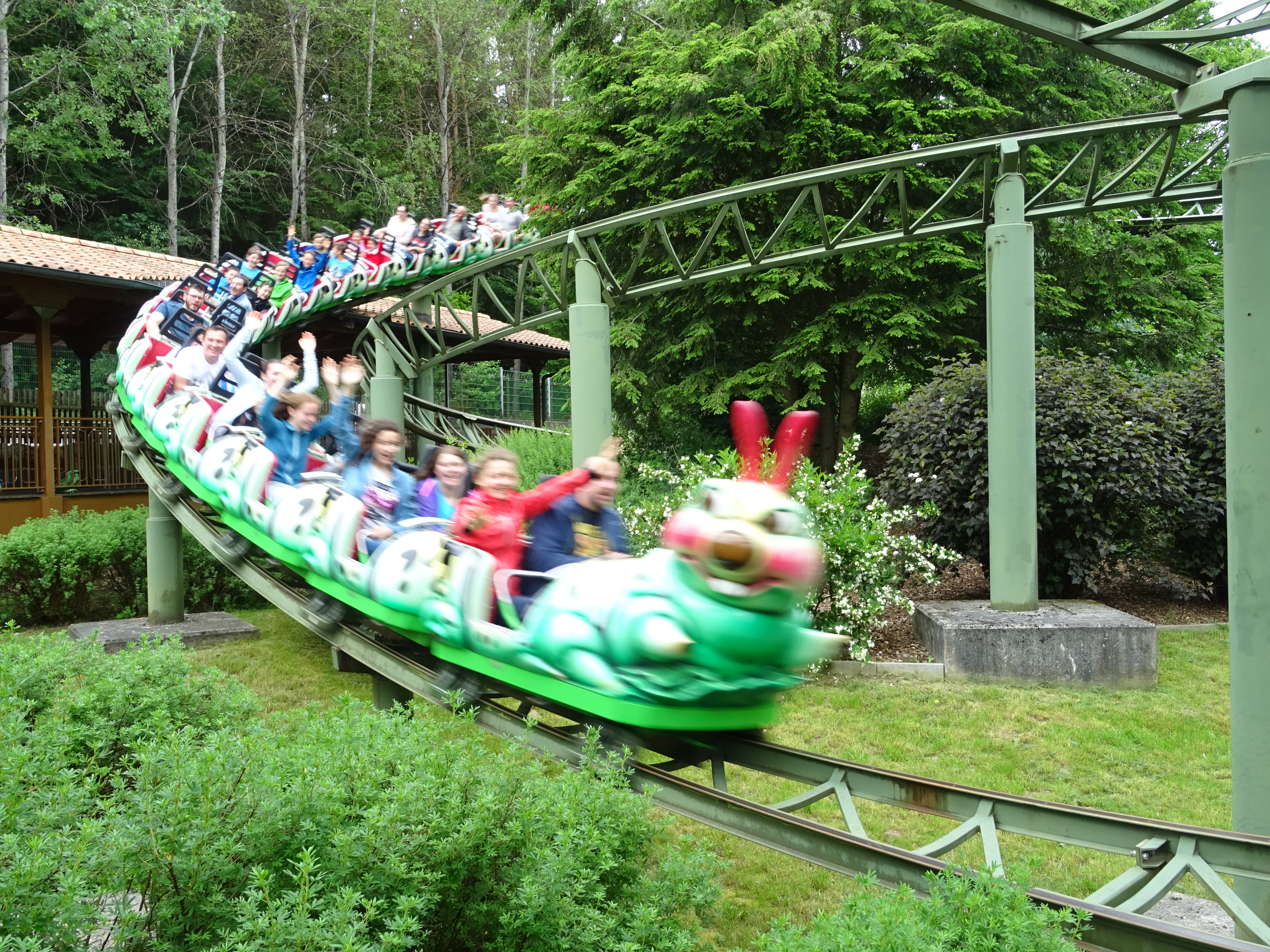
Achterbahn à Bayern Park
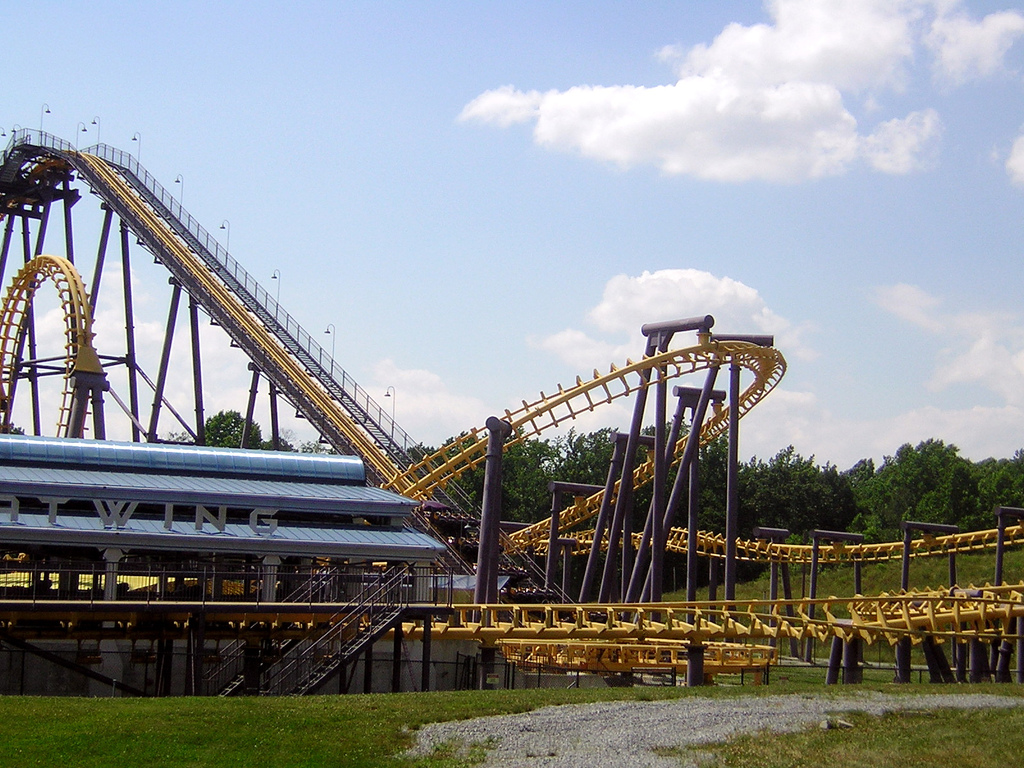
Batwing à Six Flags America
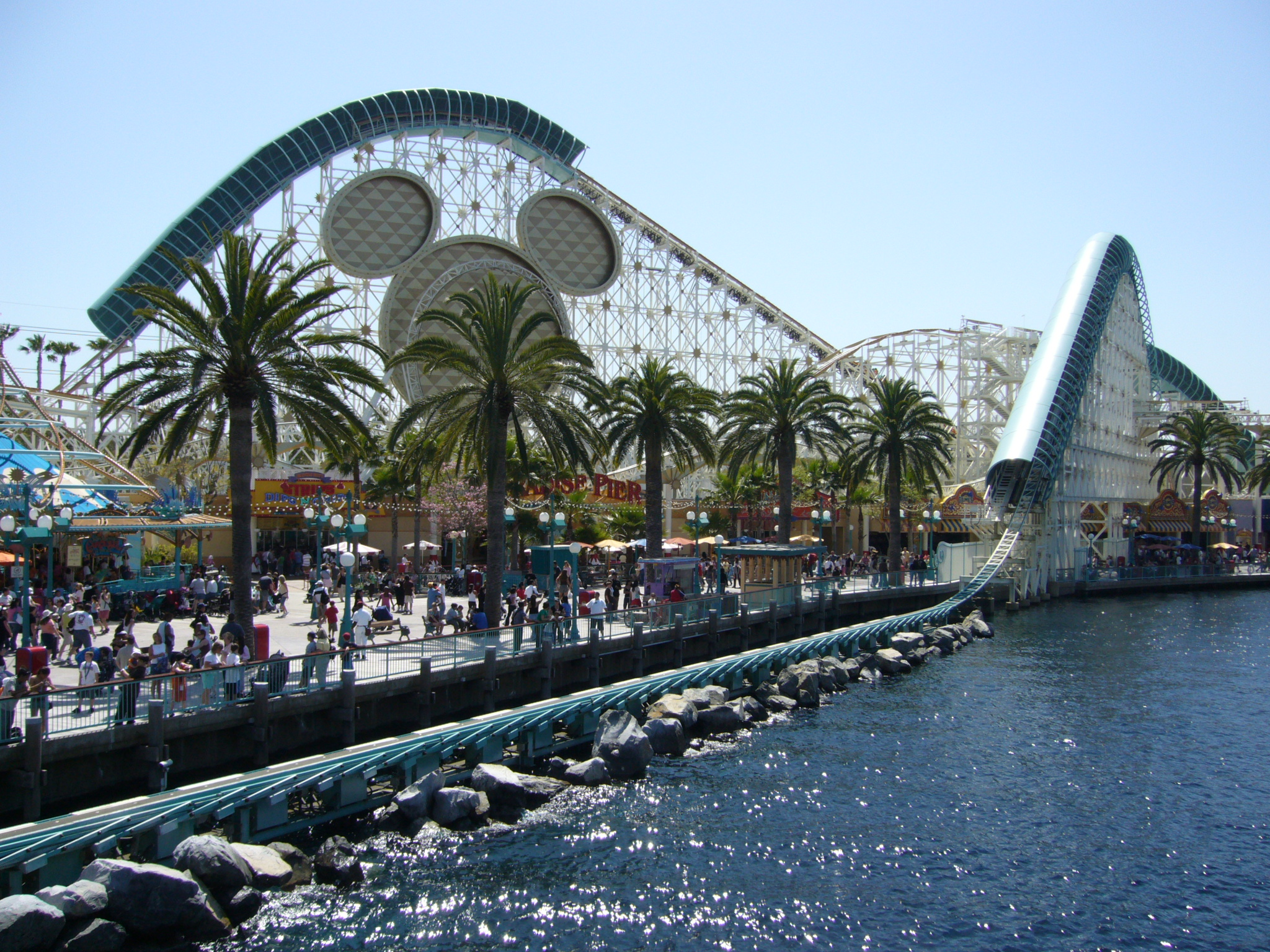
California Screamin' à Disney's California Adventure
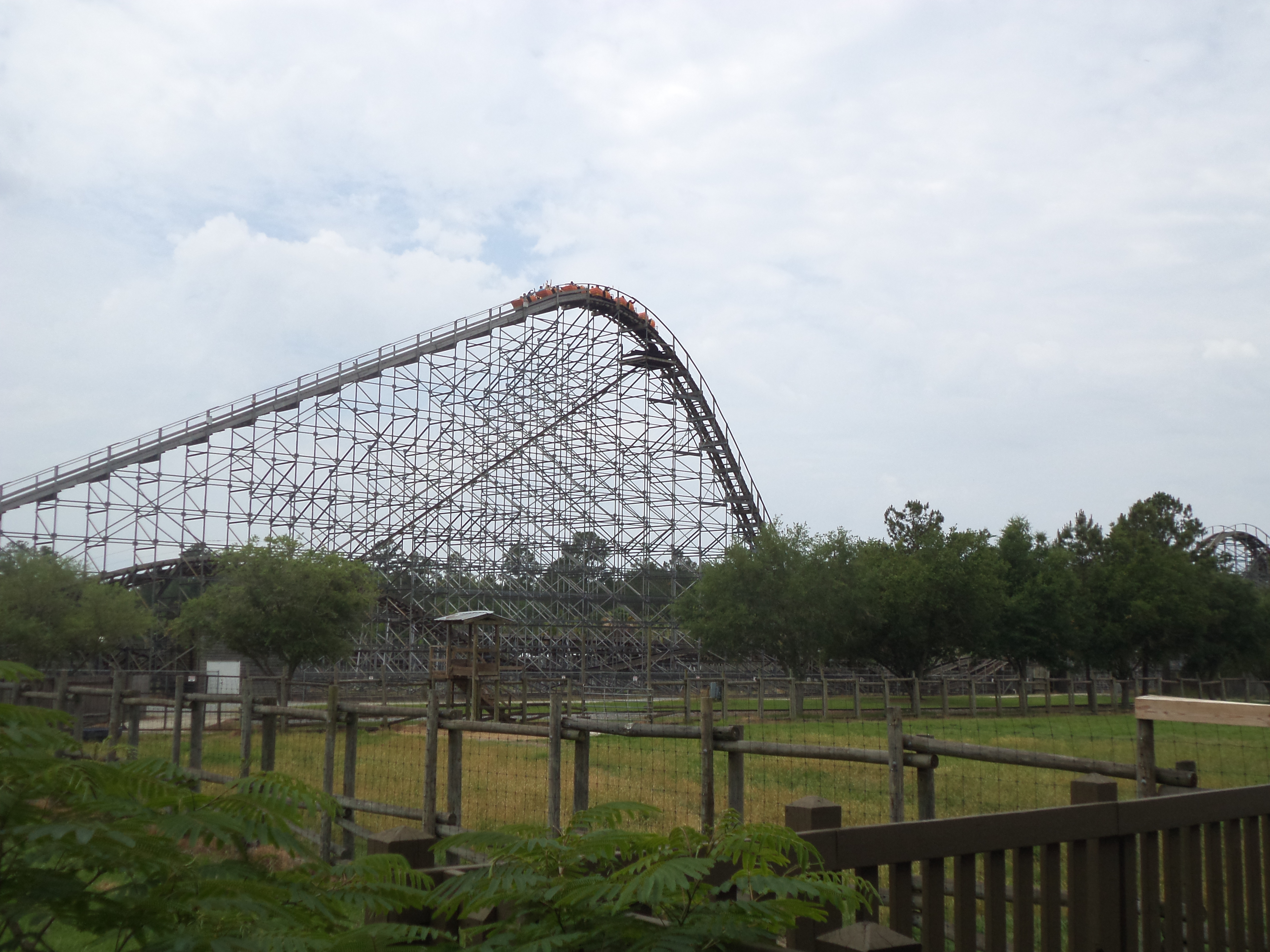
Cheetah à Wild Adventures
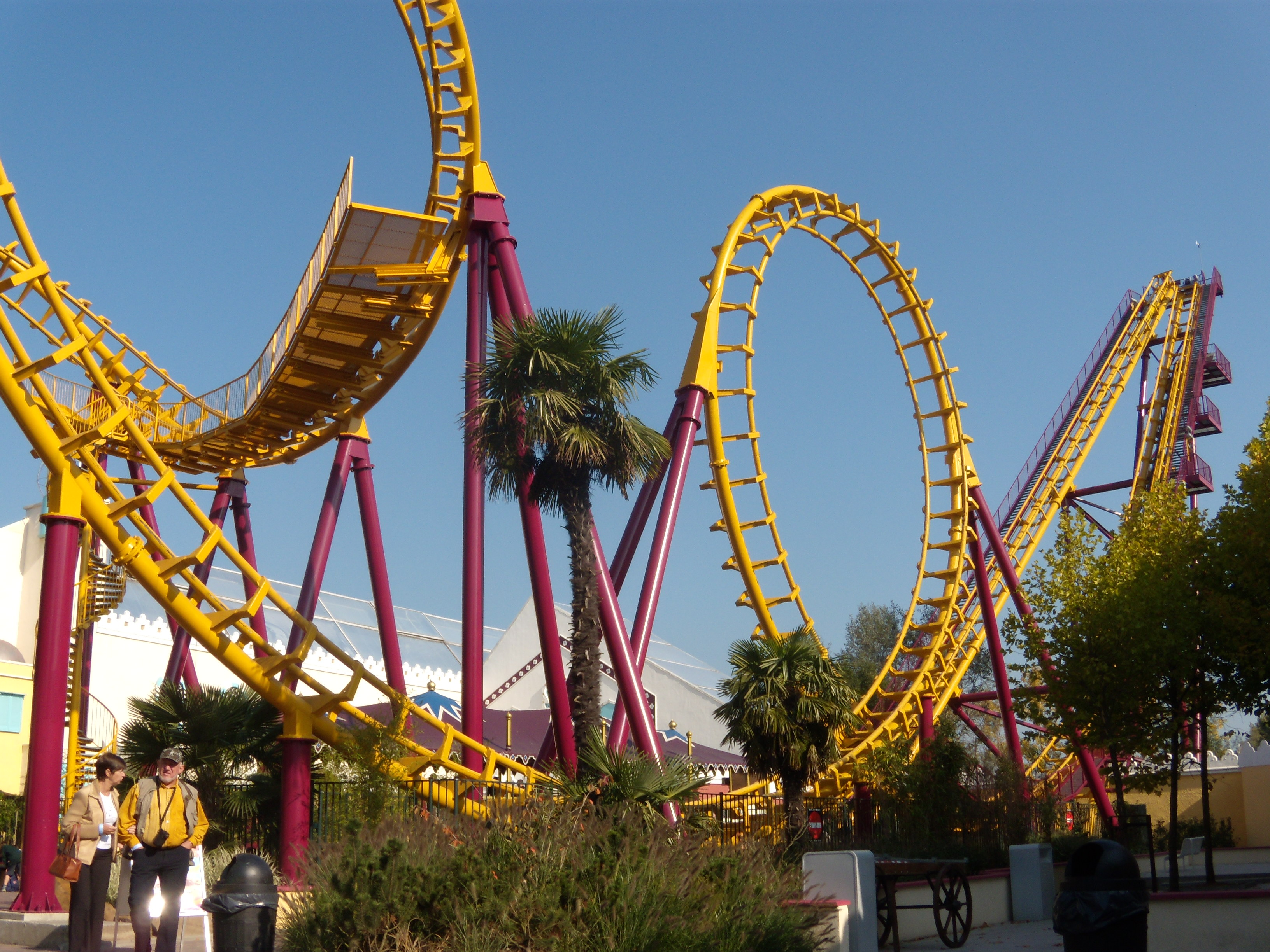
Cobra à Six Flags Belgium
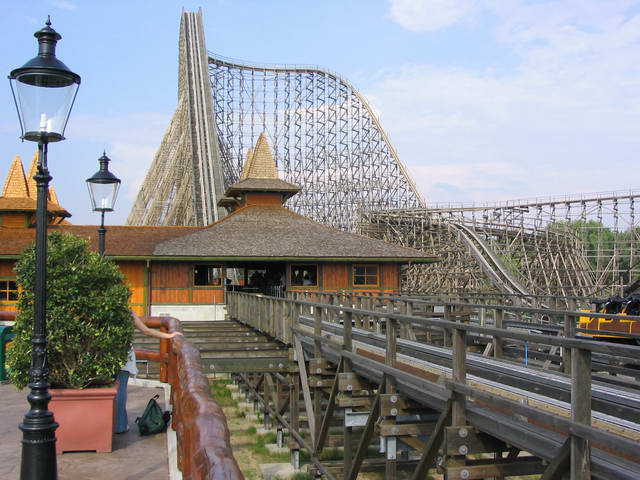
Colossos à Heide Park
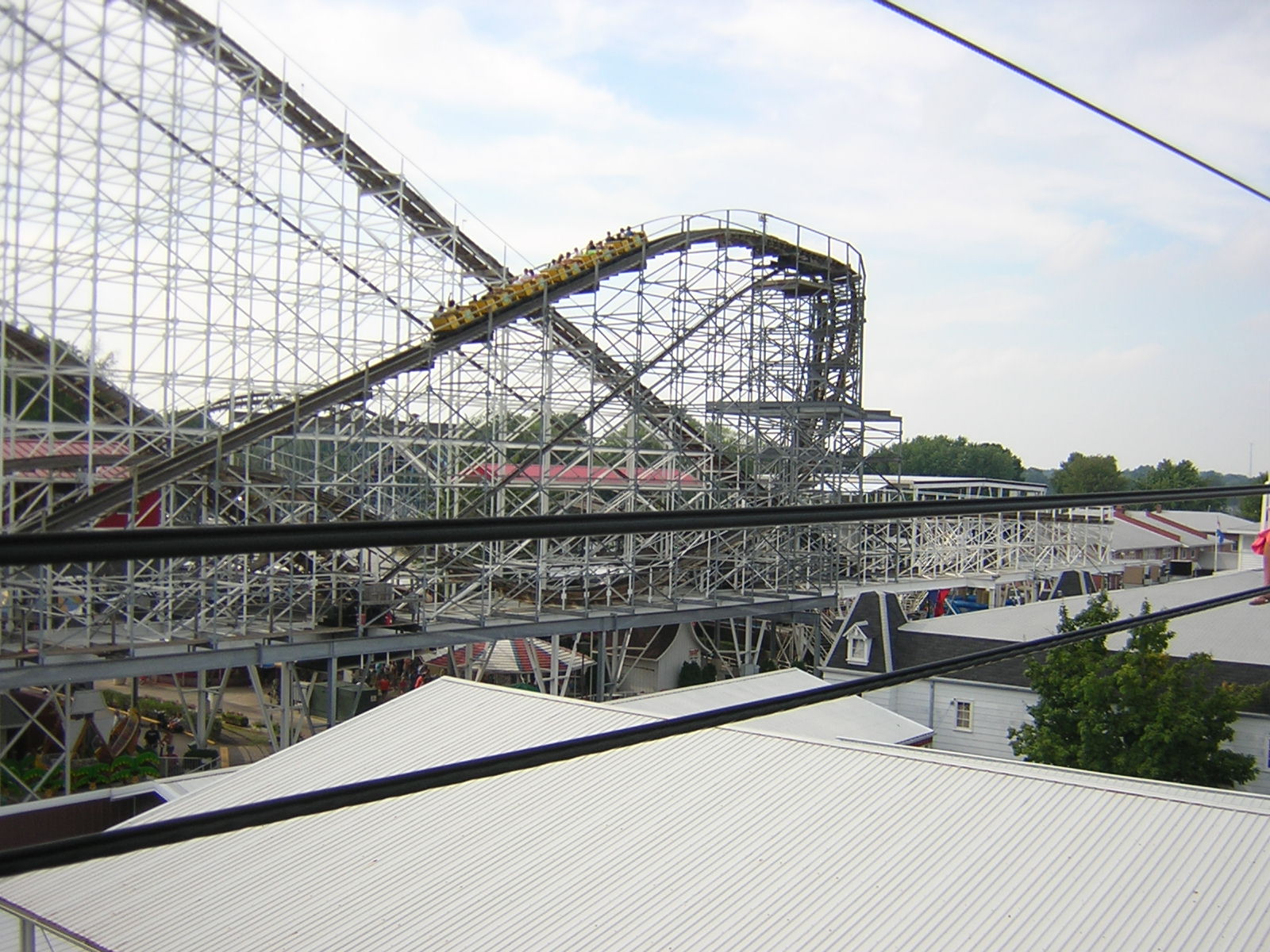
Cornball Express à Indiana Beach
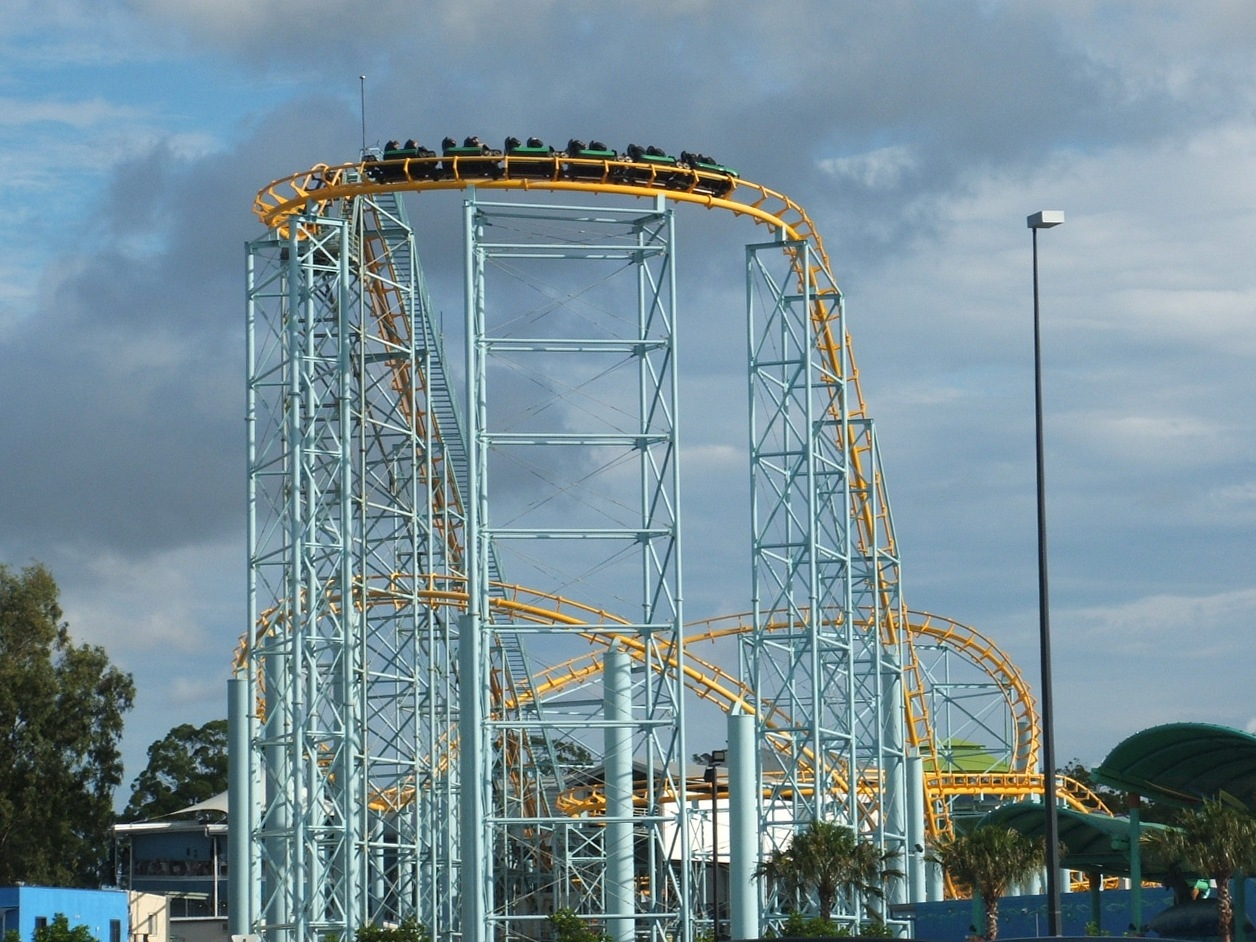
Cyclone à Dreamworld
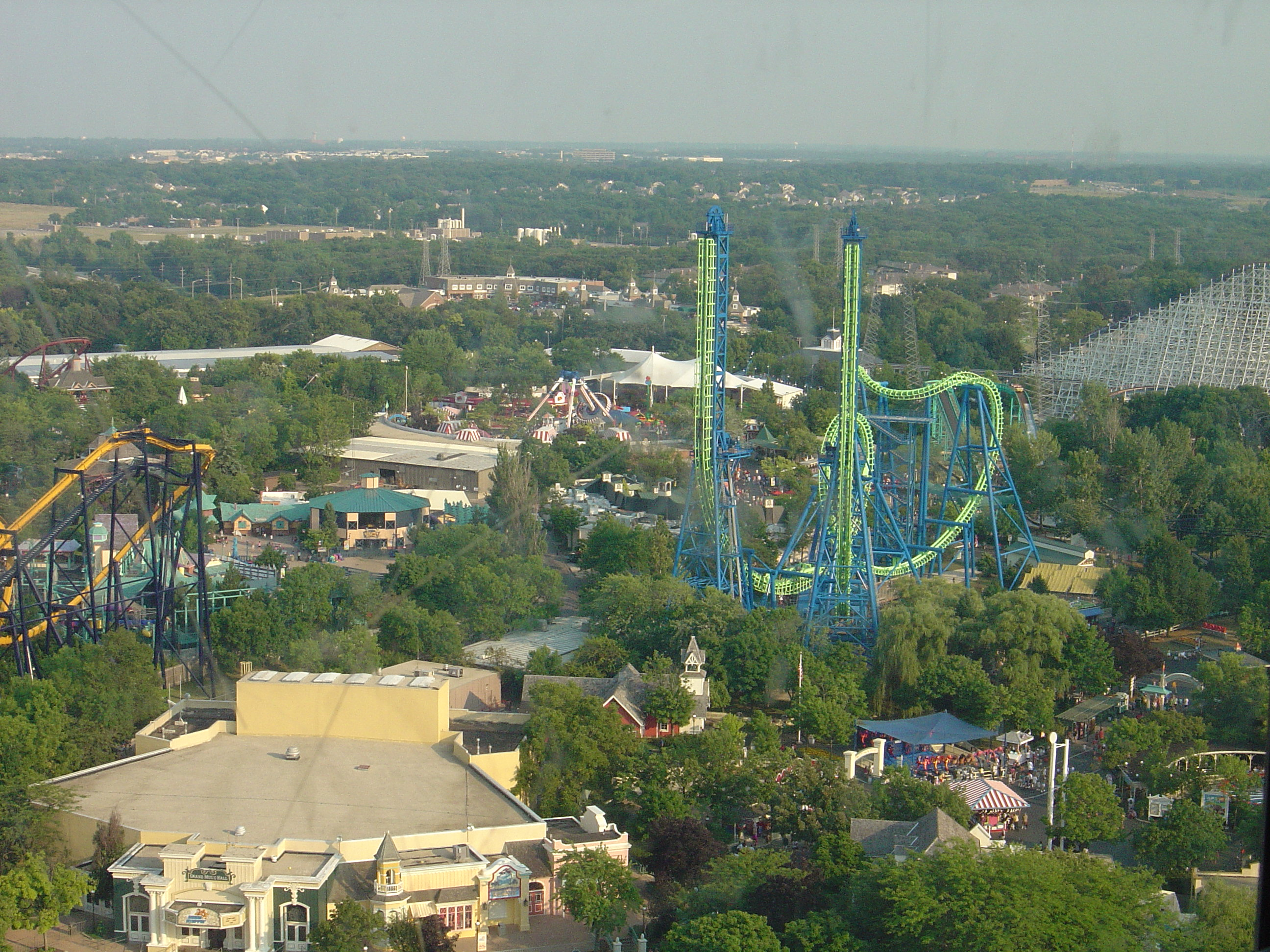
Déjà Vu à Six Flags Great America
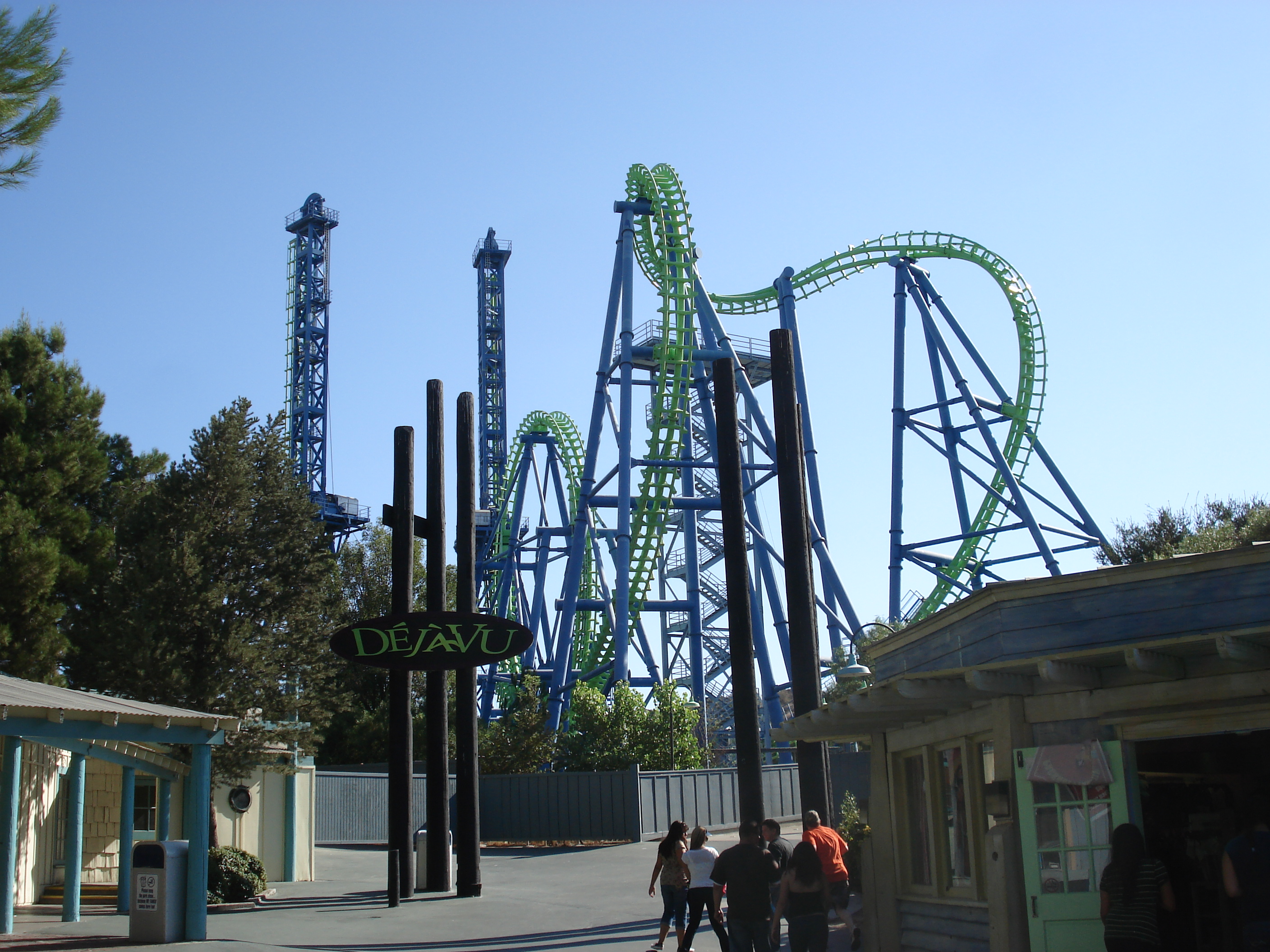
Déjà Vu à Six Flags Magic Mountain
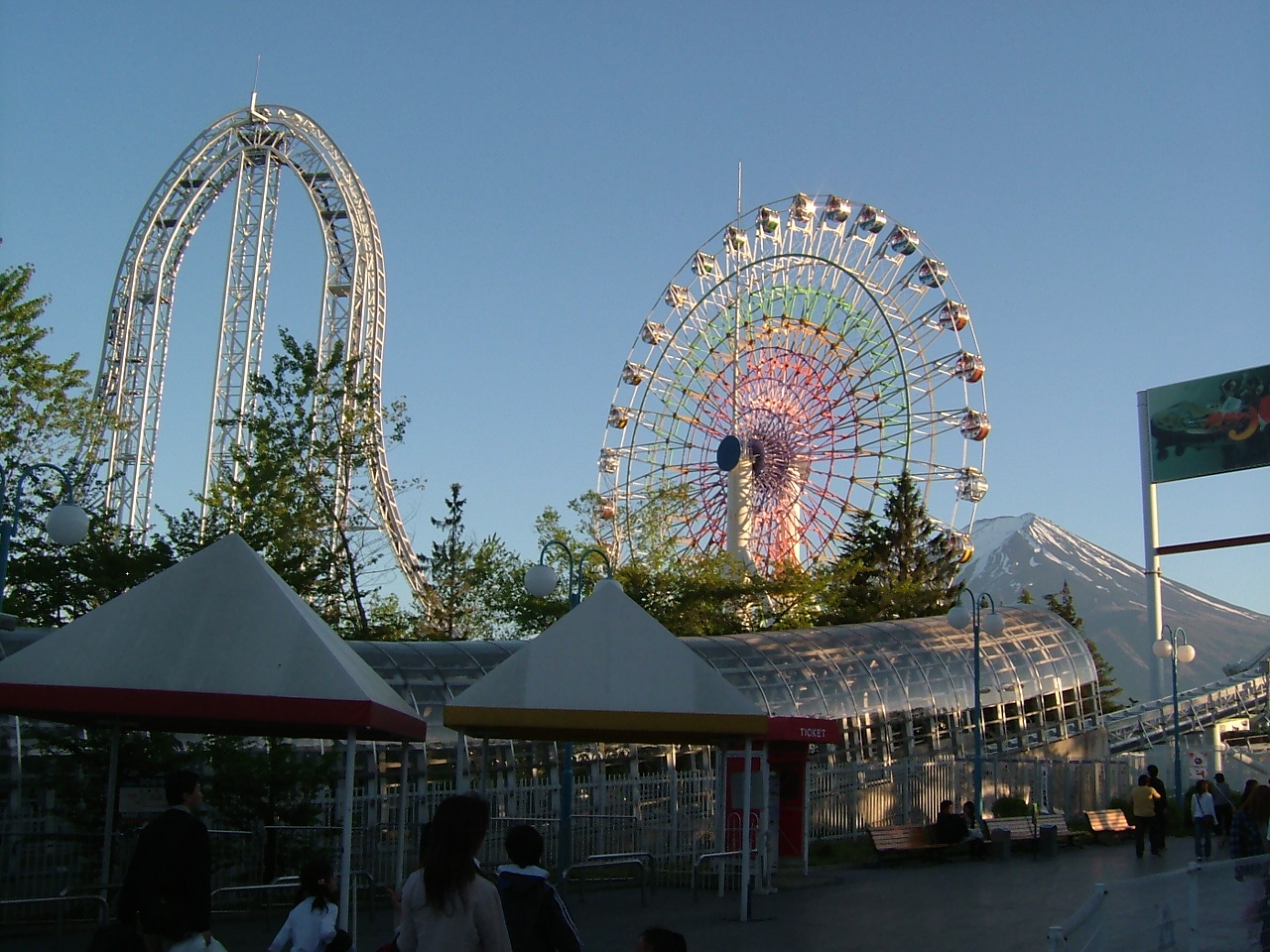
Do-Dodonpa à Fuji-Q Highland
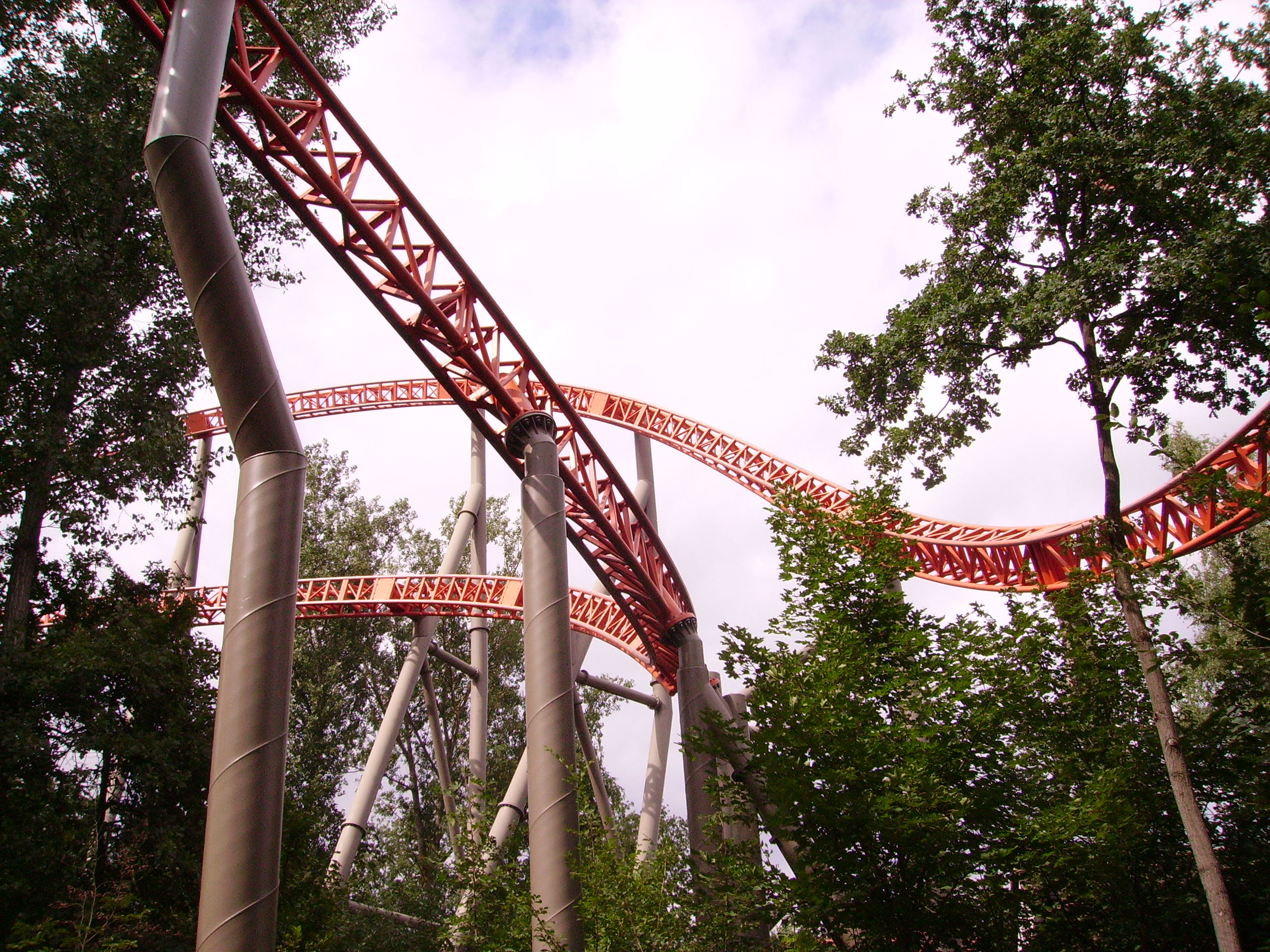
Expedition GeForce à Holiday Park
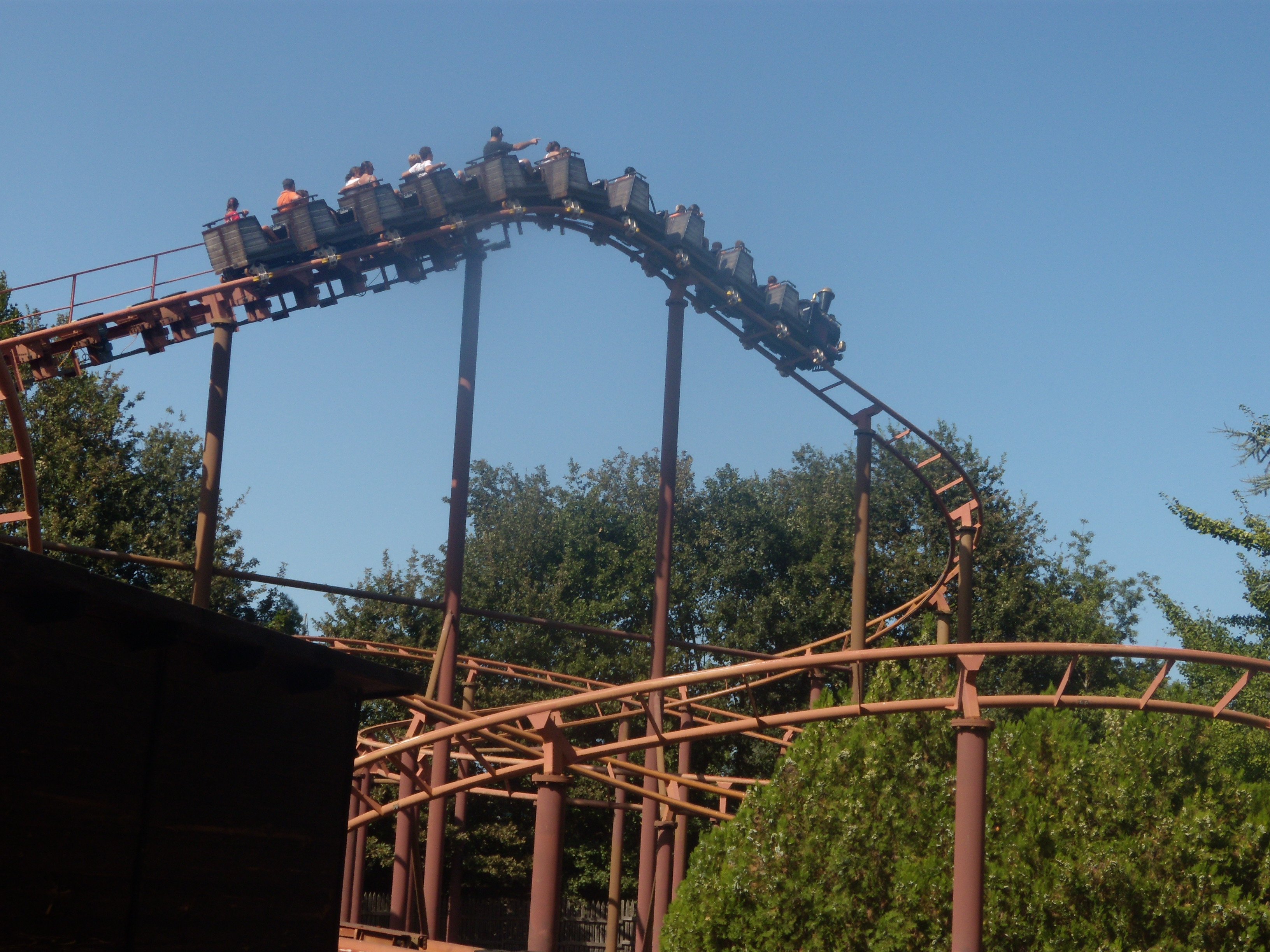
Family Adventure à Mirabilandia
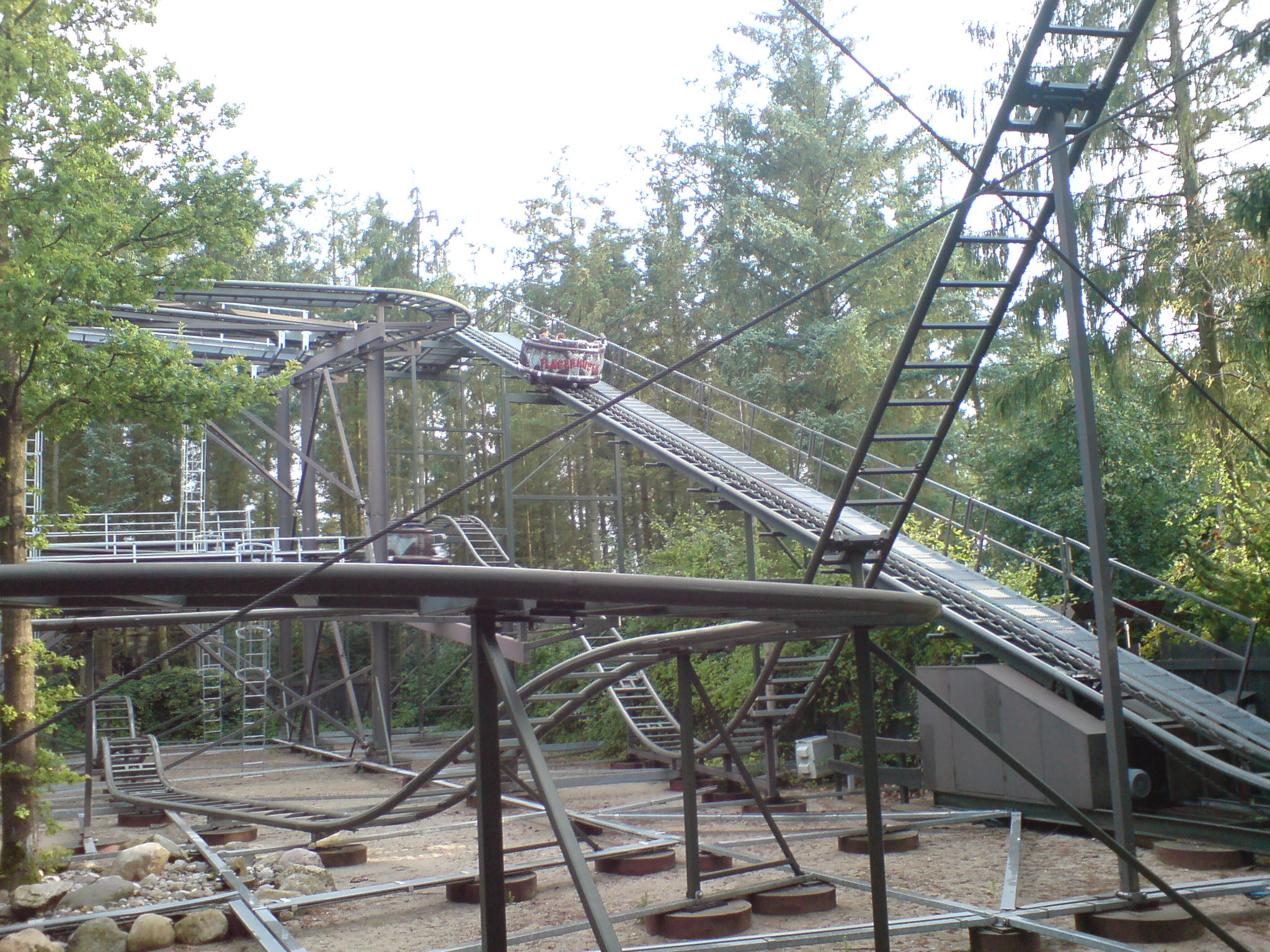
Flagermusen à Fårup Sommerland
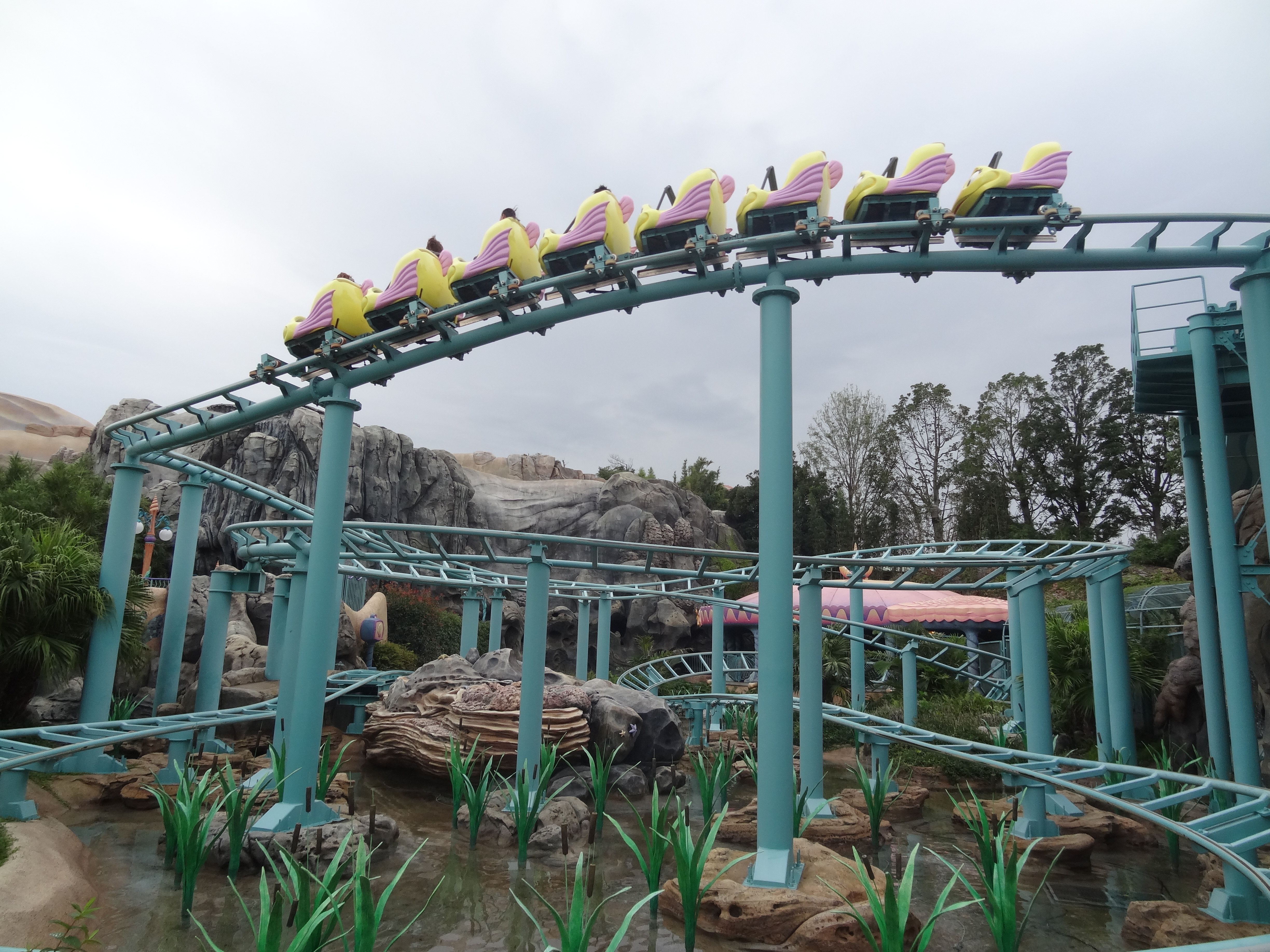
Flounder's Flying Fish Coaster à Tokyo DisneySea
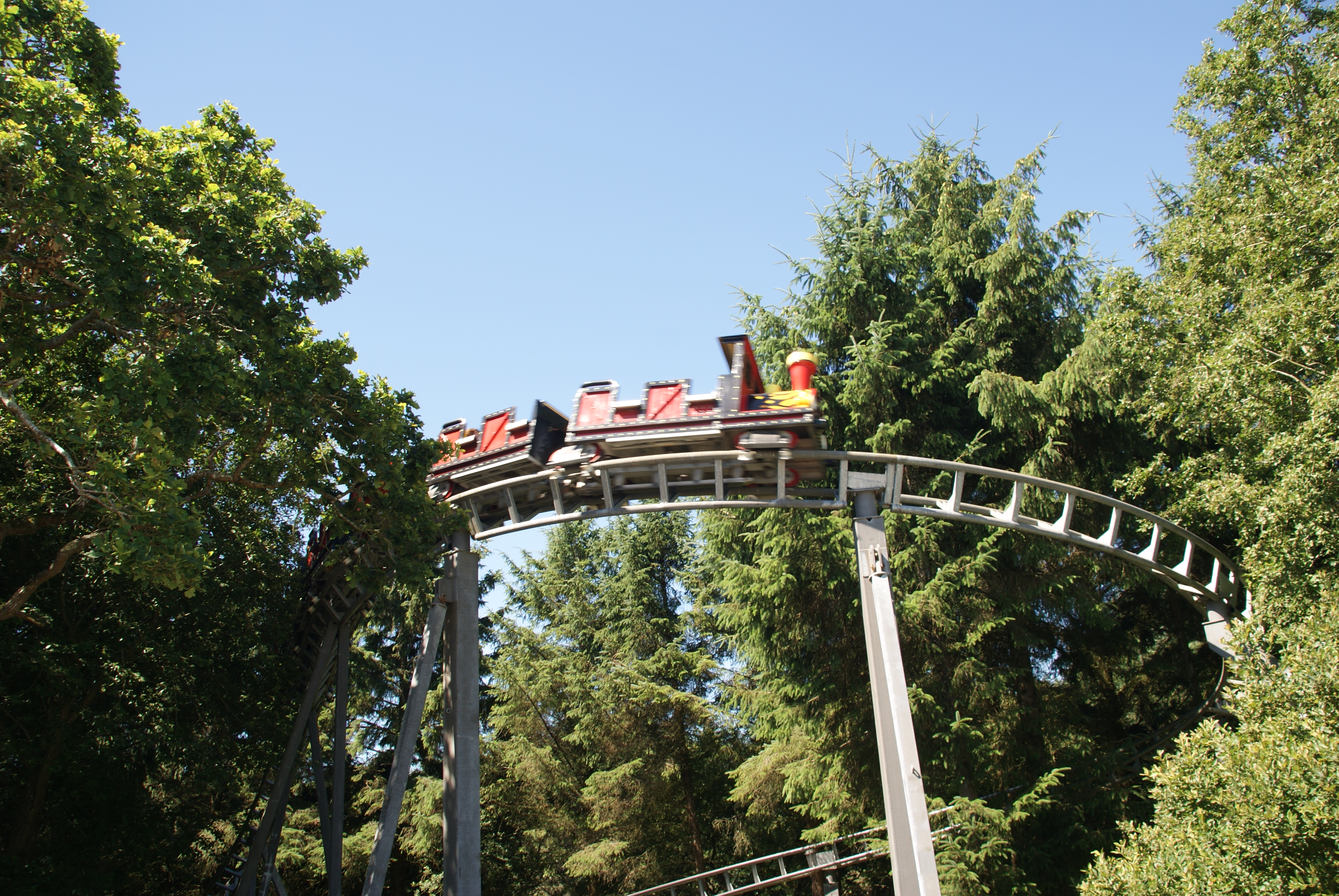
Grand Huit à La Récré des 3 Curés
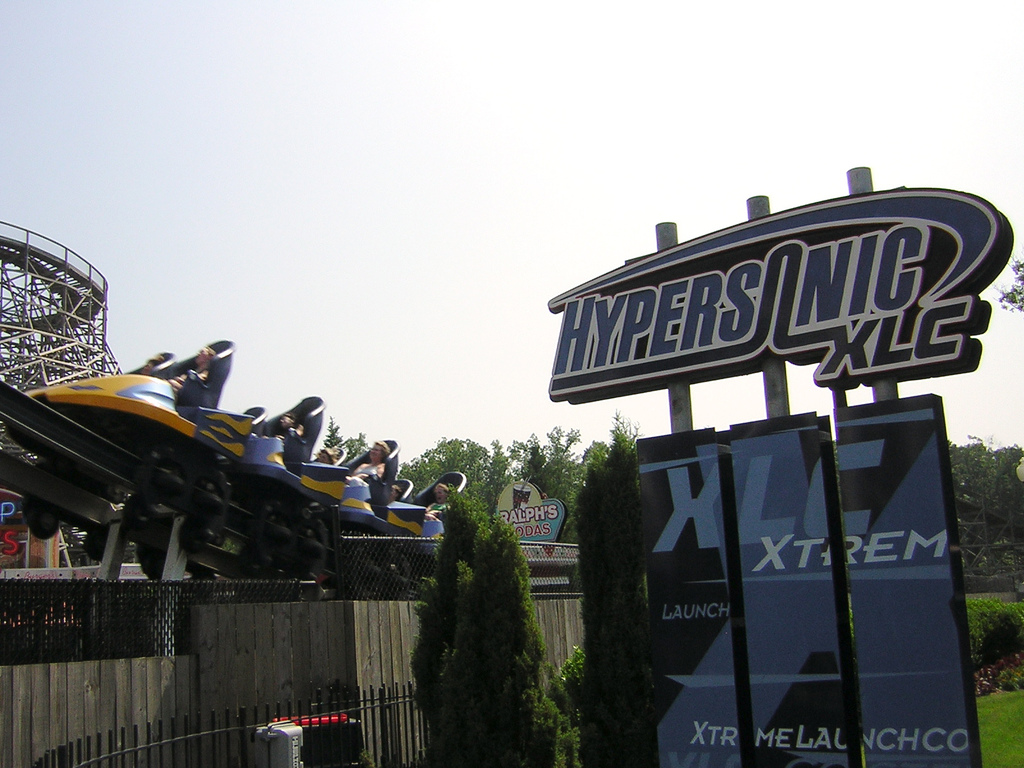
HyperSonic XLC à Paramount's Kings Dominion
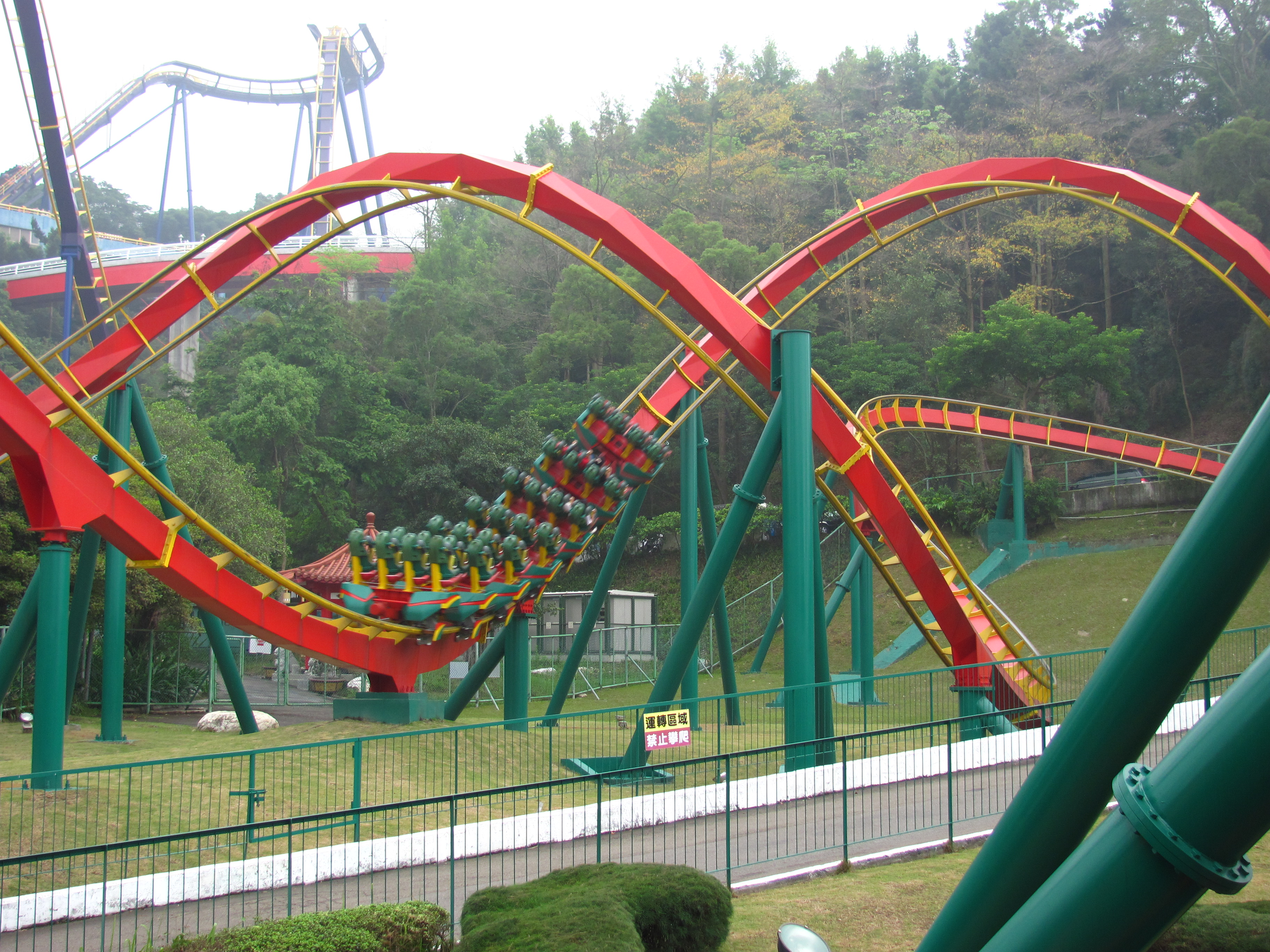
Insane Speed à Janfusun Fancyworld
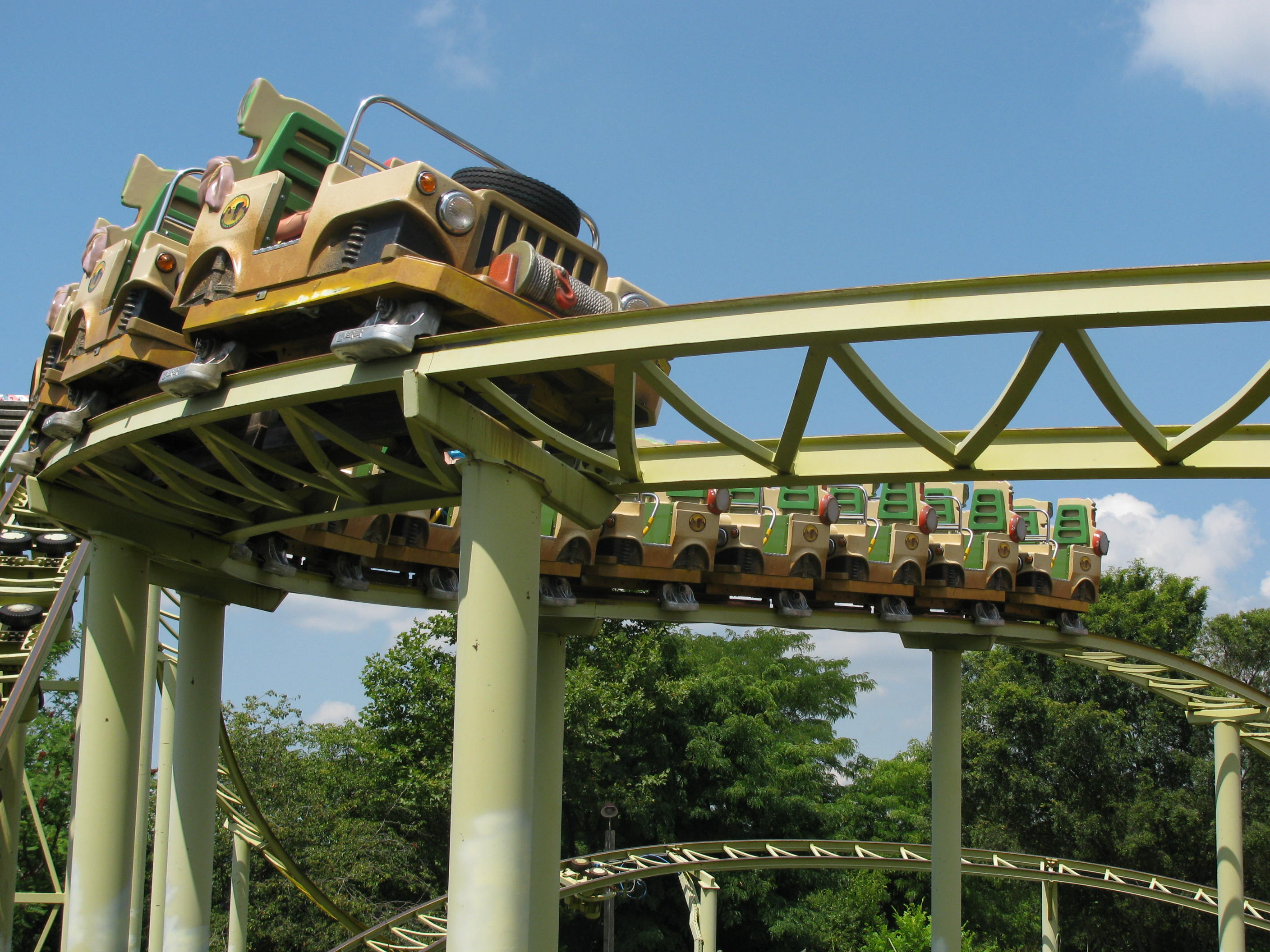
Kombo au zoo d'Indianapolis
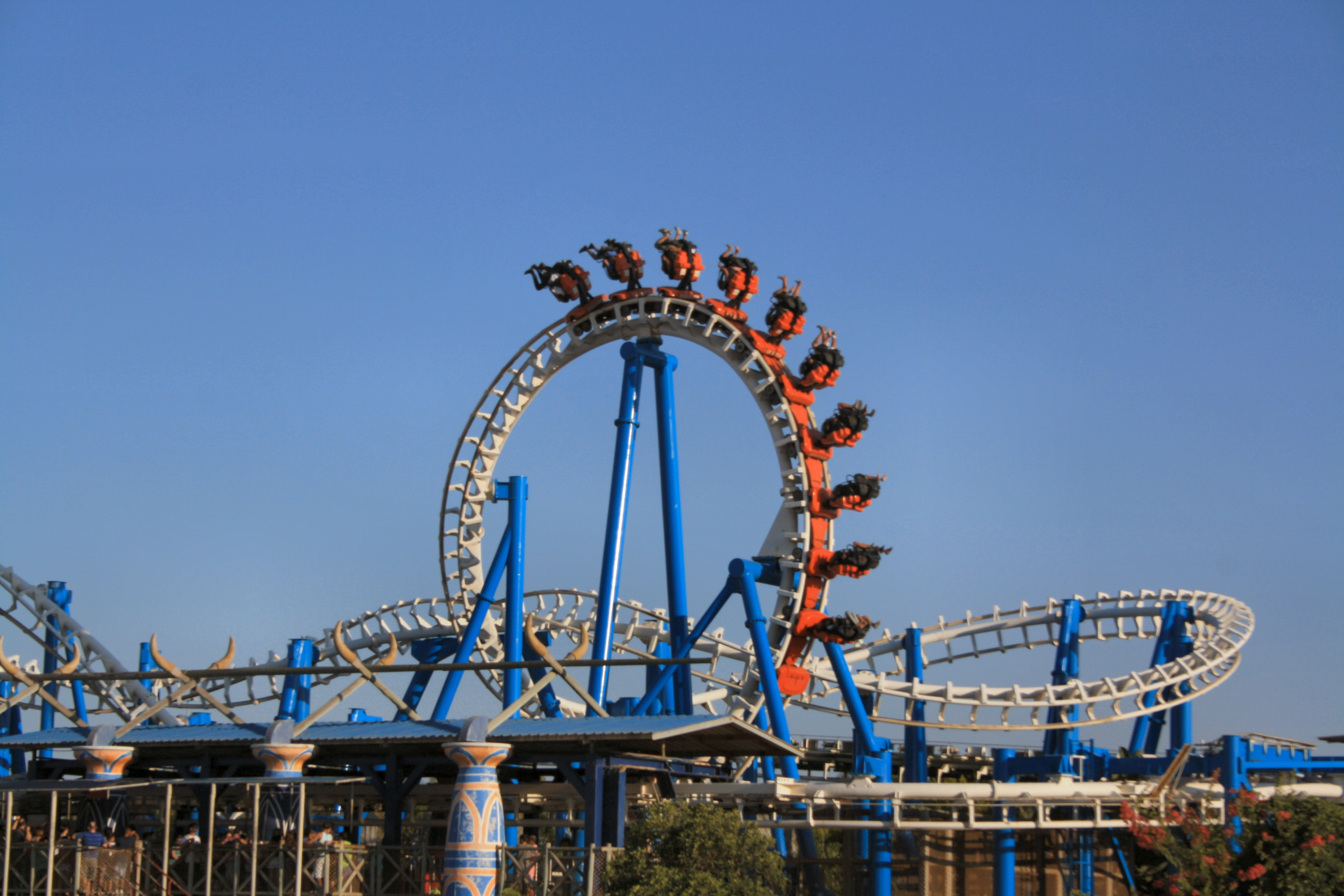
Kumba à Superland
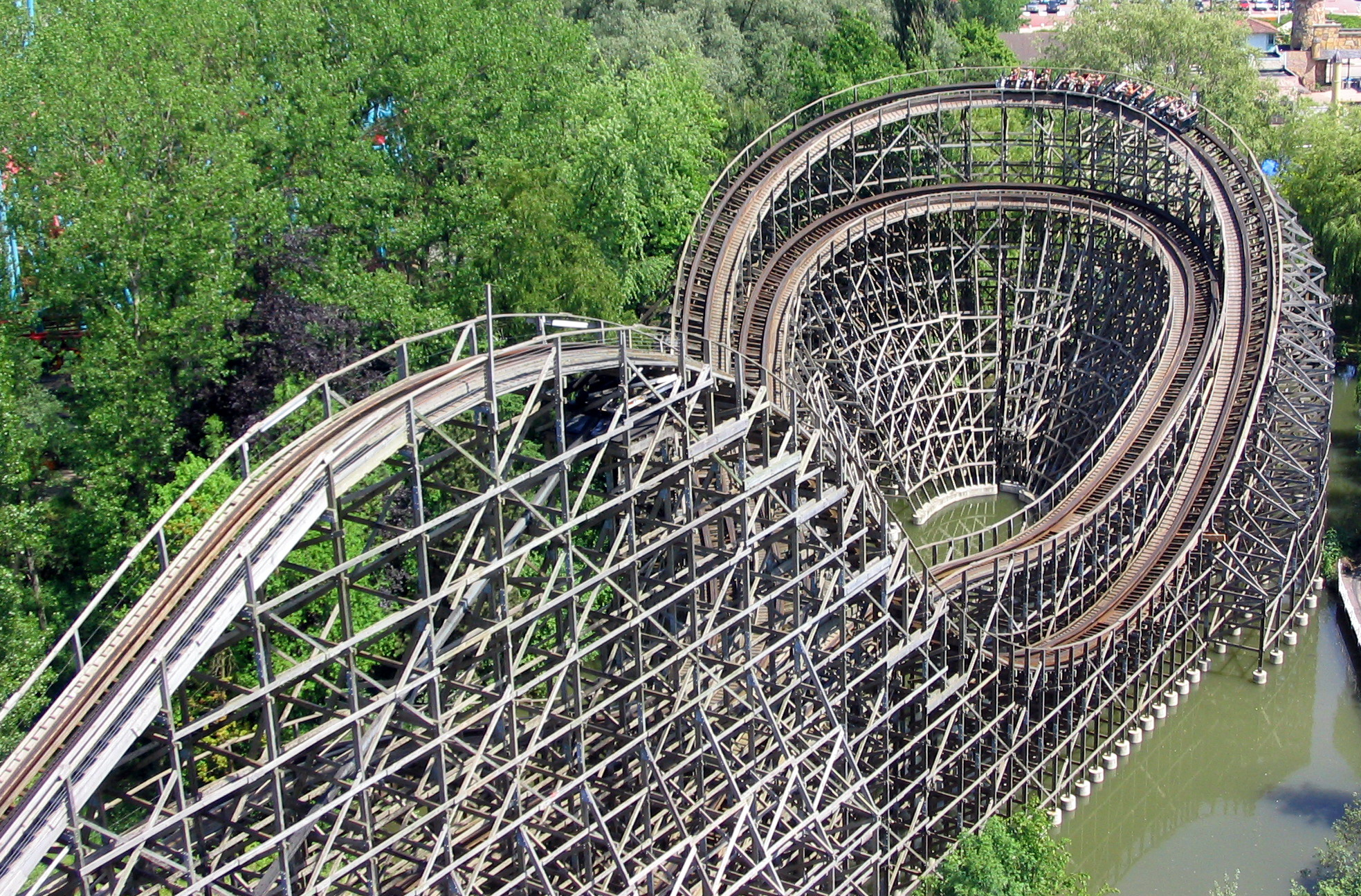
Loup Garou à Six Flags Belgium
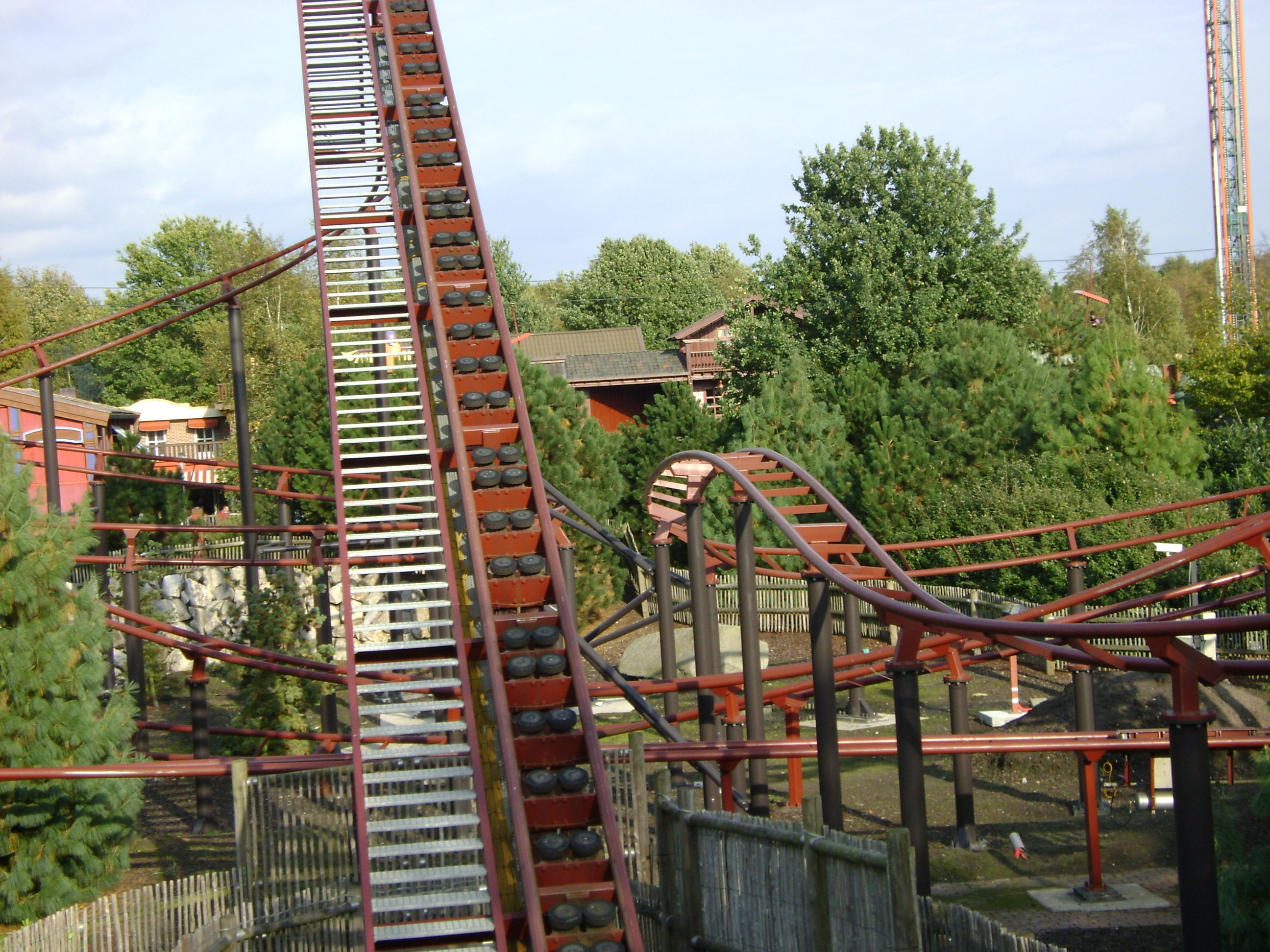
Mine Train à Attractiepark Slagharen
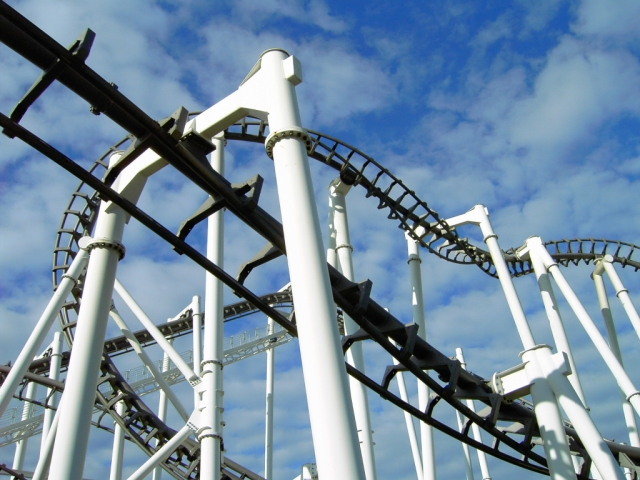
MP Xpress à Warner Bros. Movie World Germany
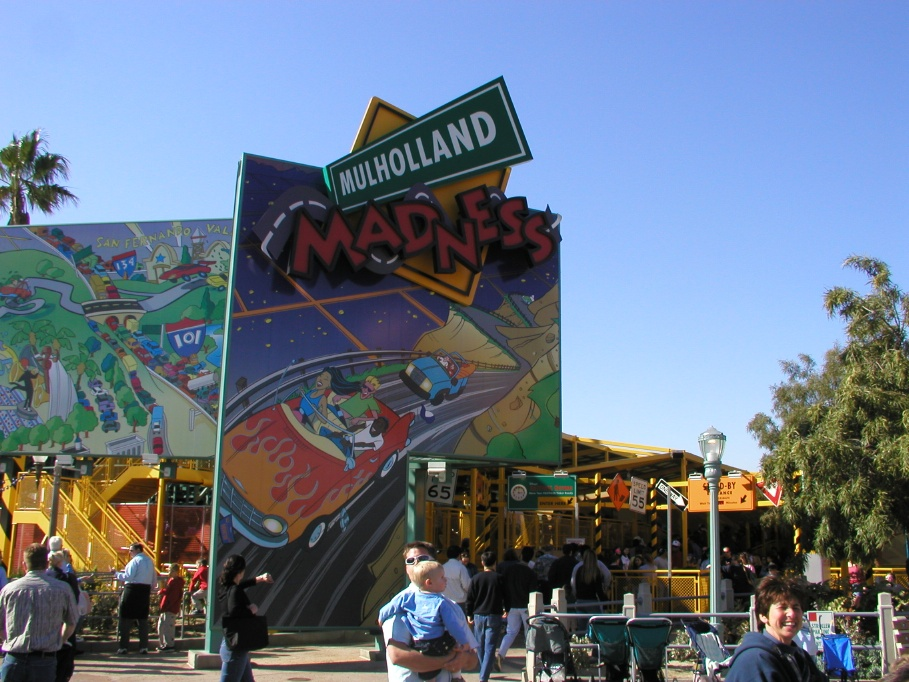
Entrée de Mulholland Madness à Disney's California Adventure
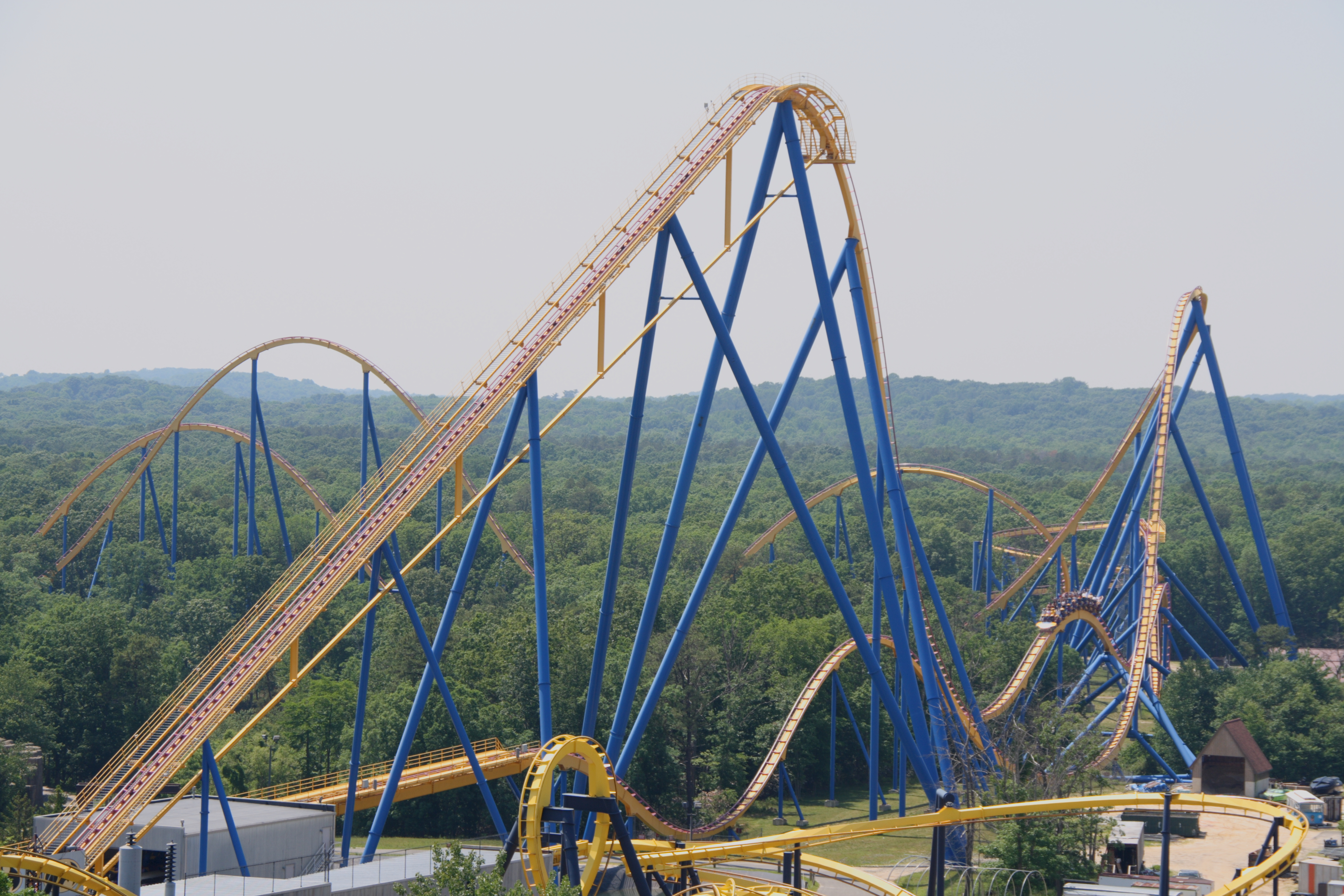
Nitro à Six Flags Great Adventure
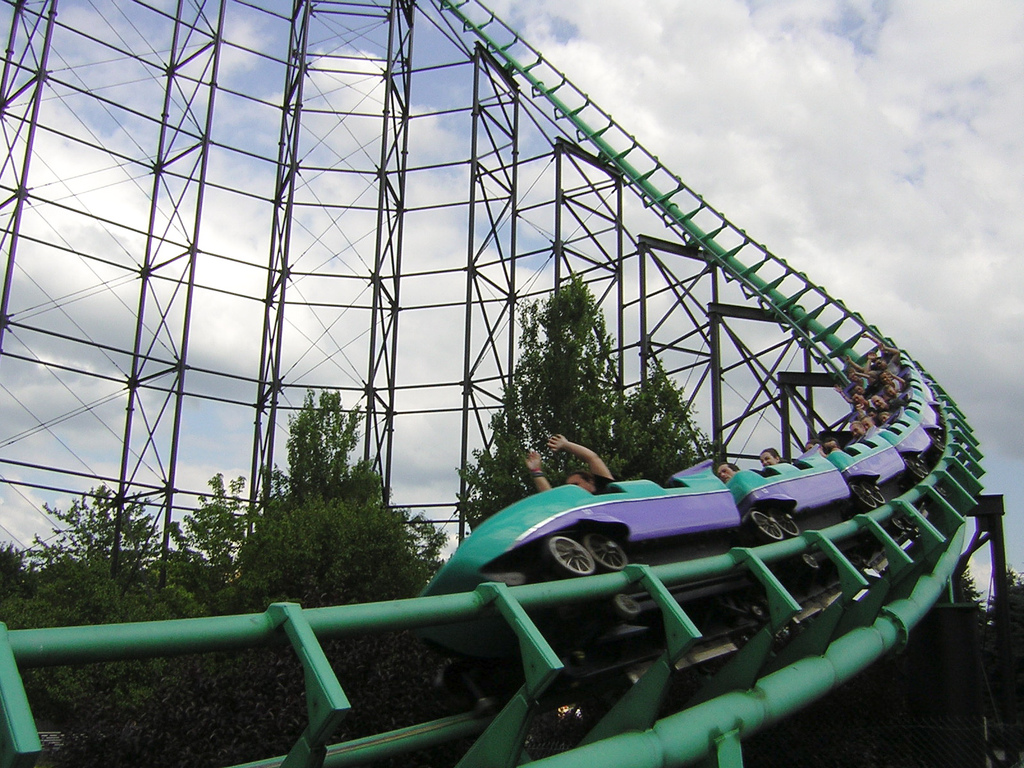
Phantom Revenge à Kennywood
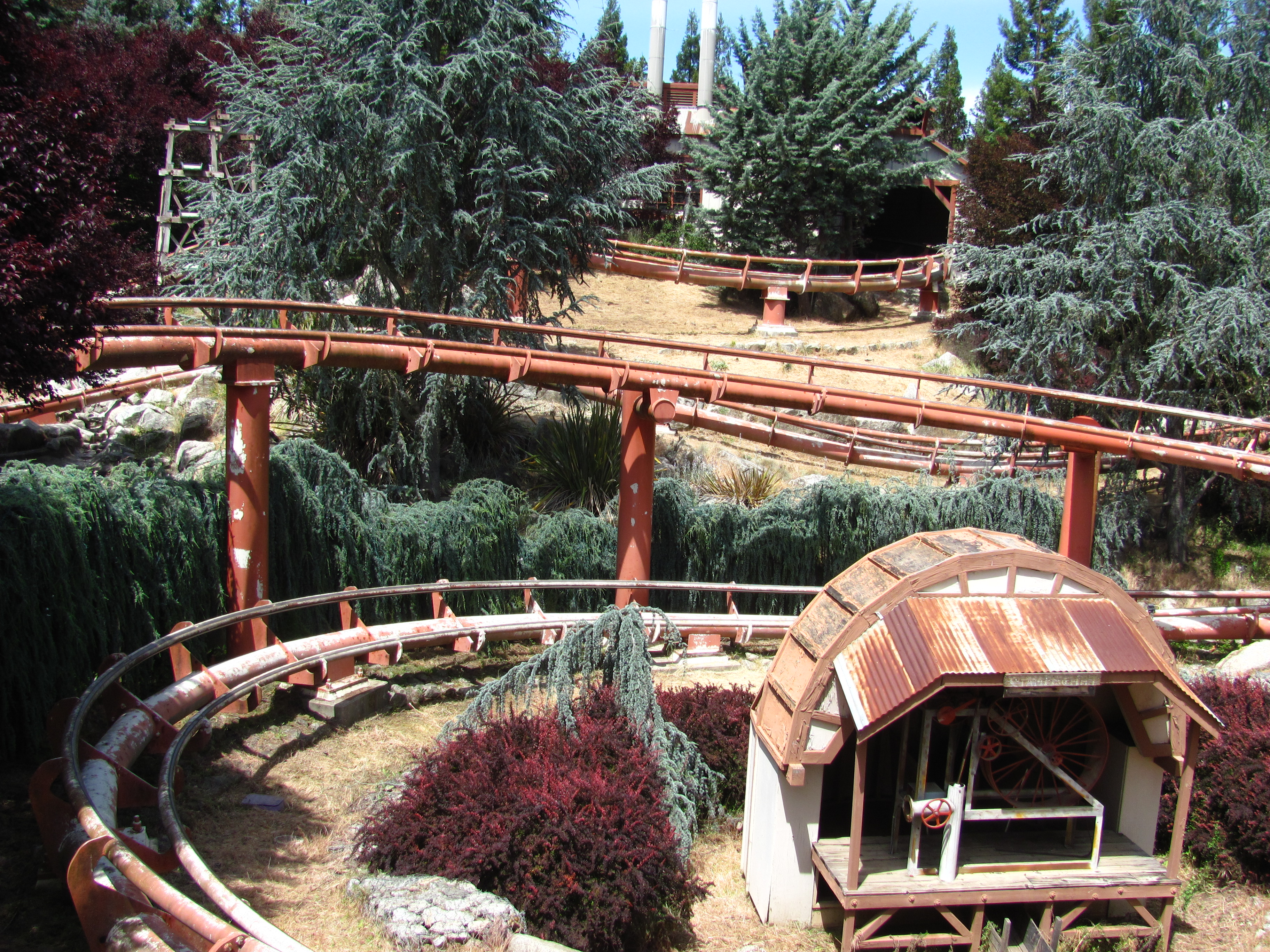
Quicksilver Express à Gilroy Gardens
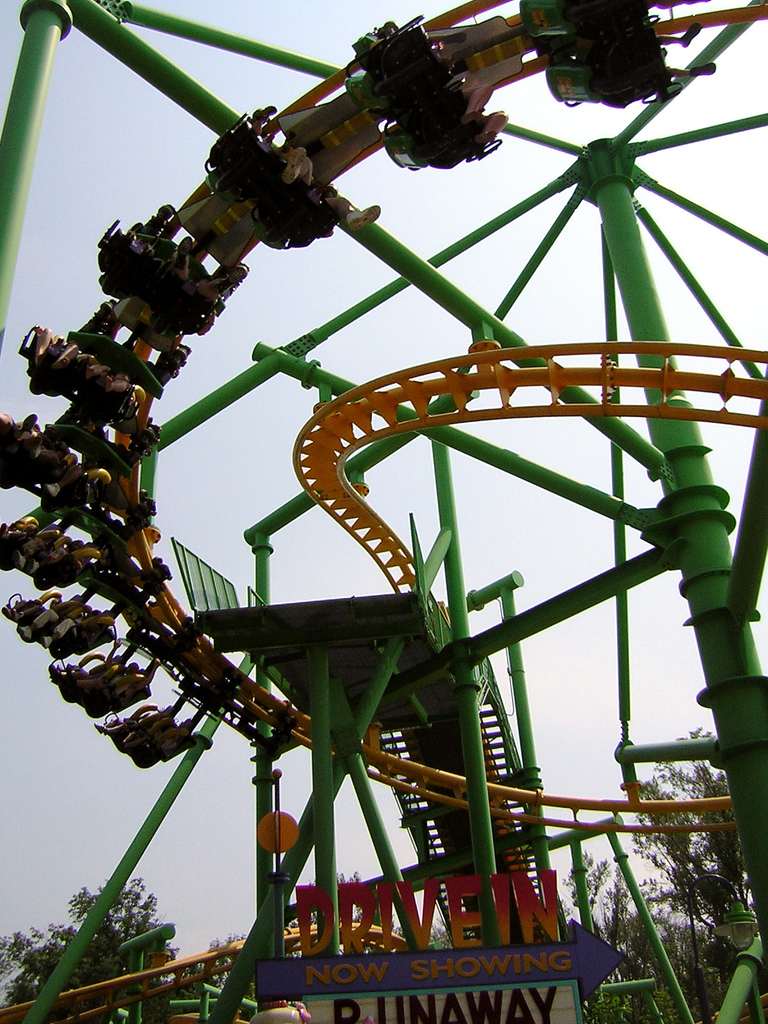
Rugrat's Runaway Reptar à Paramount's Kings Island
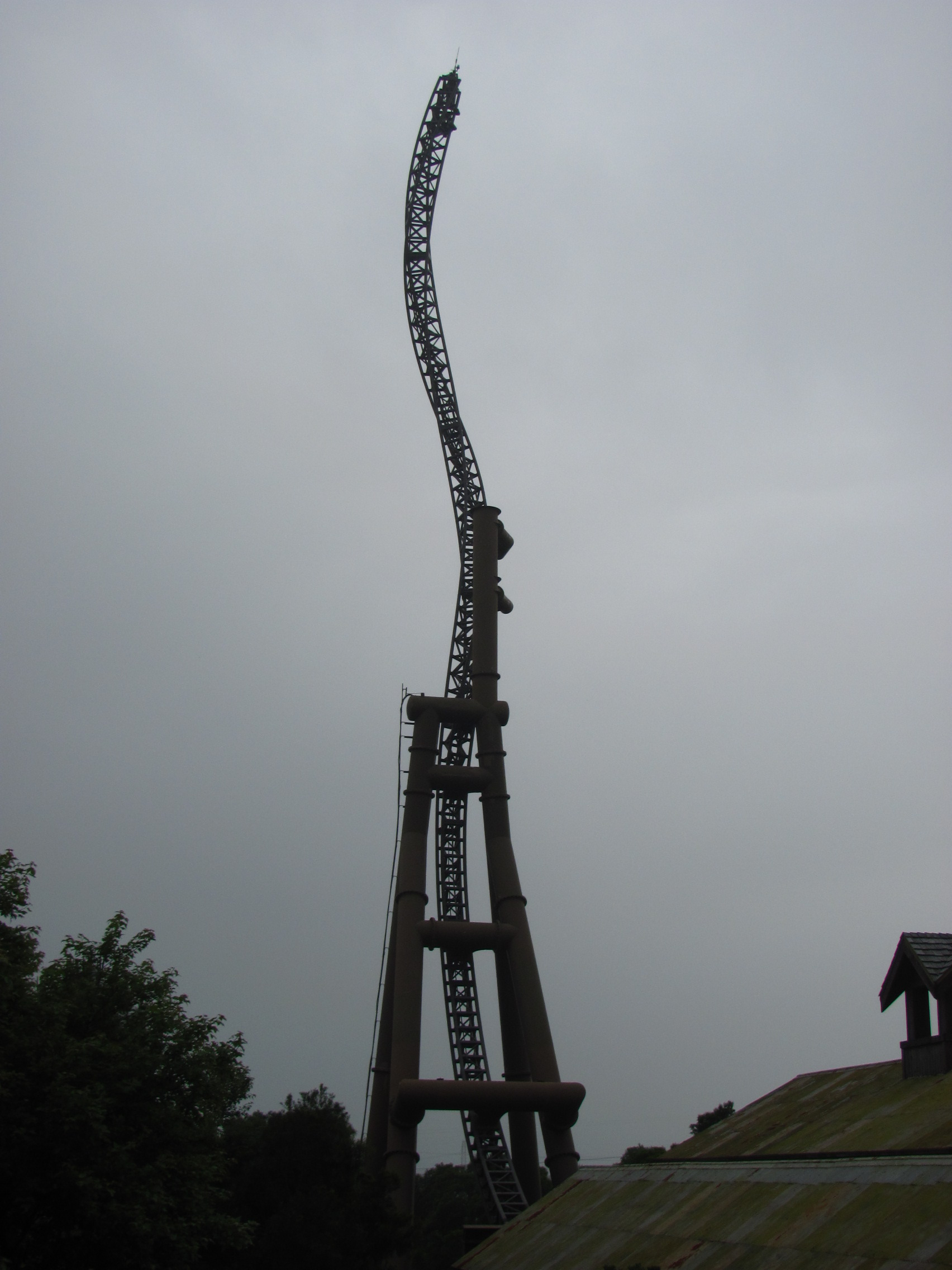
Screaming Condor à Leofoo Village Theme Park
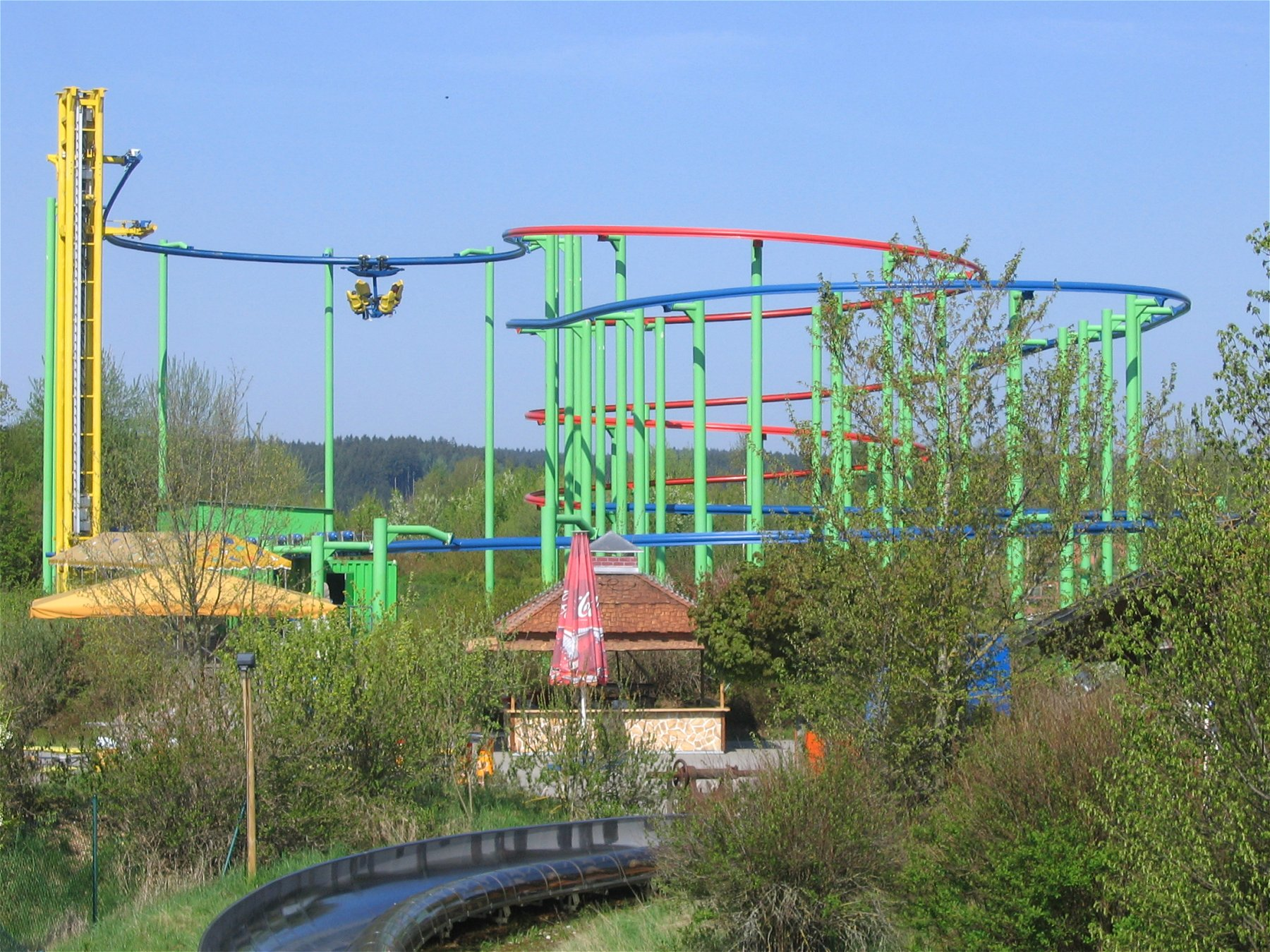
Sky Rider à Skyline Park
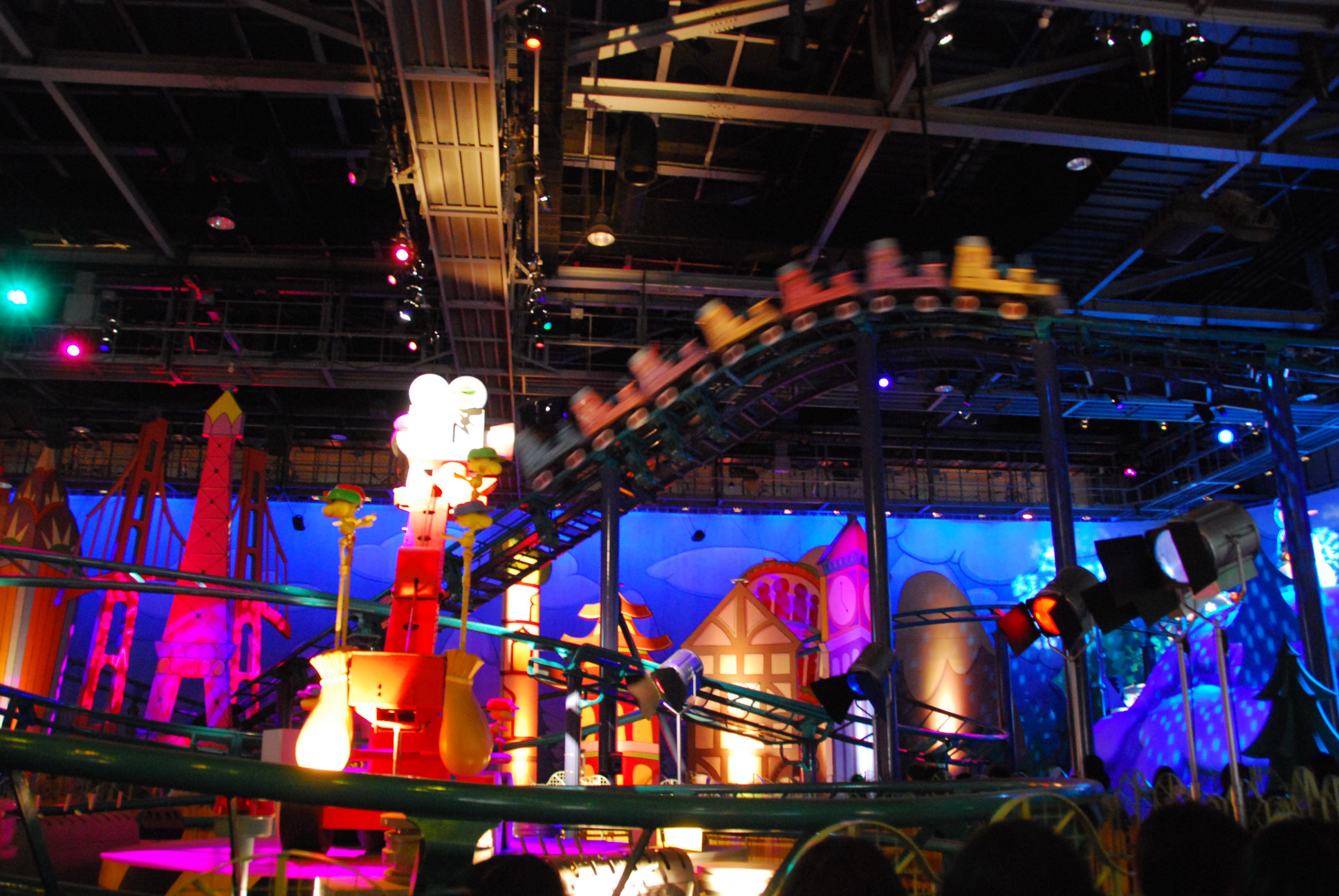
Snoopy's Great Race à Universal Studios Japan
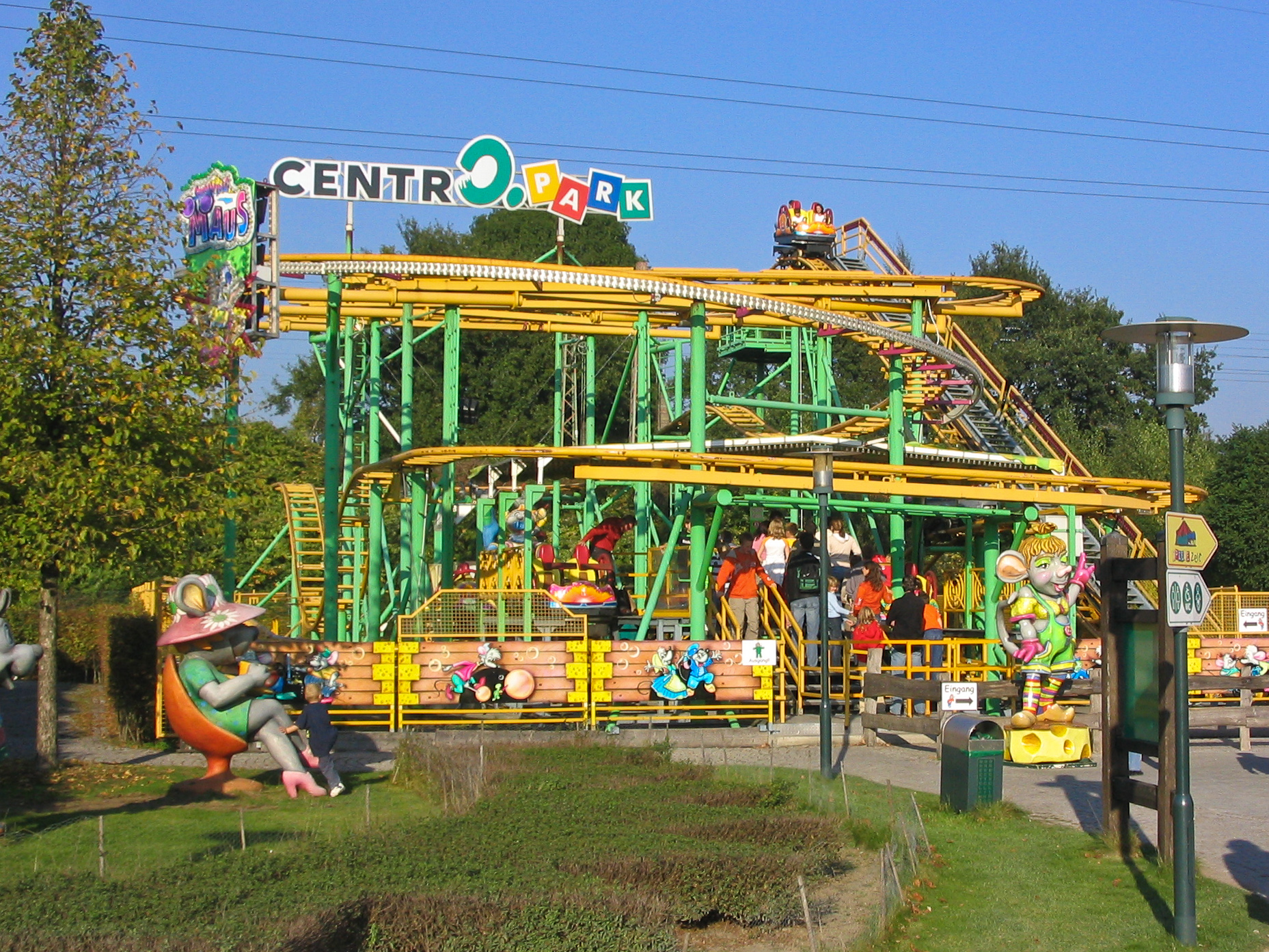
Speedy à CentrO.Park
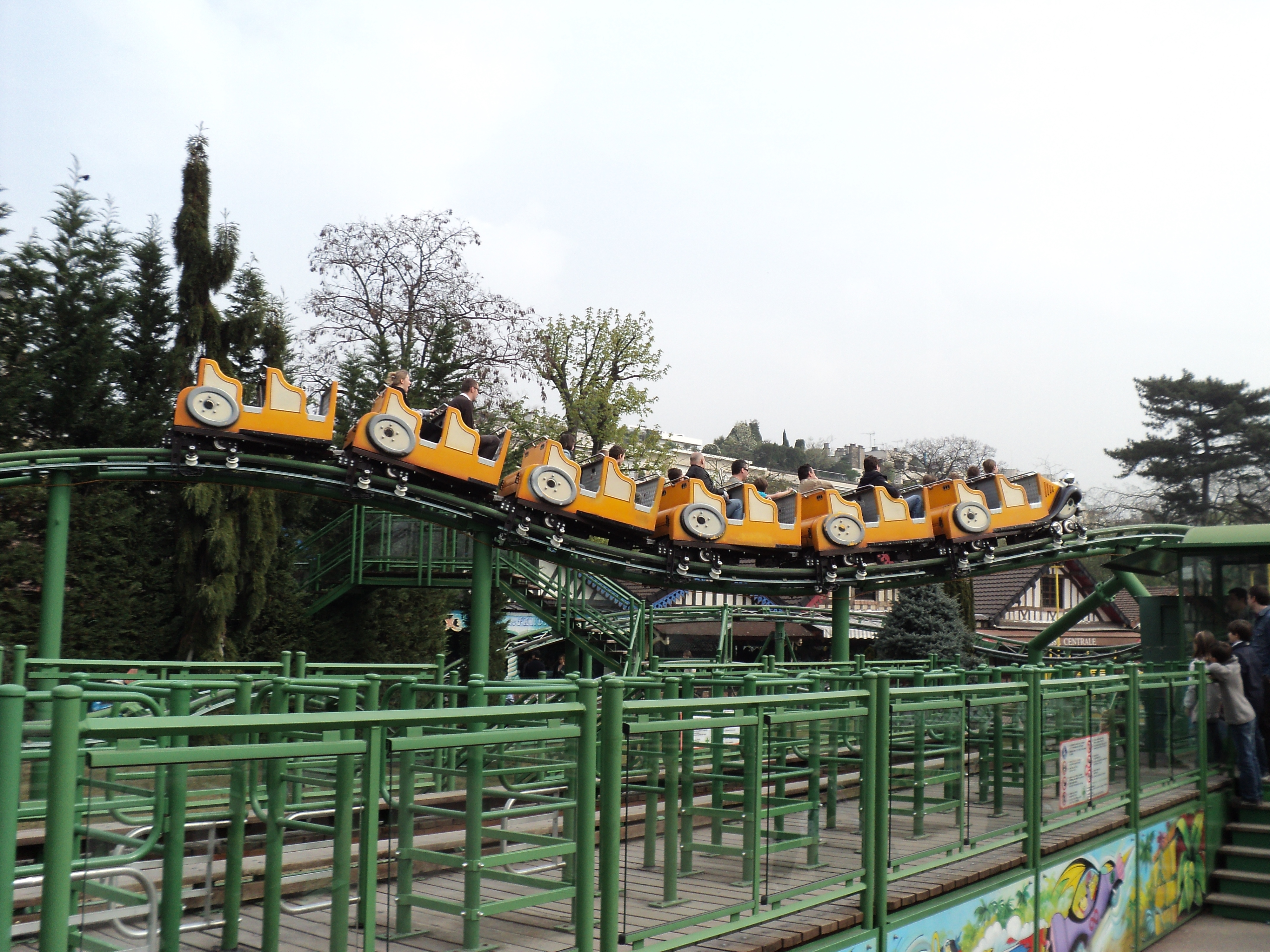
Tacot Express au Jardin d'acclimatation
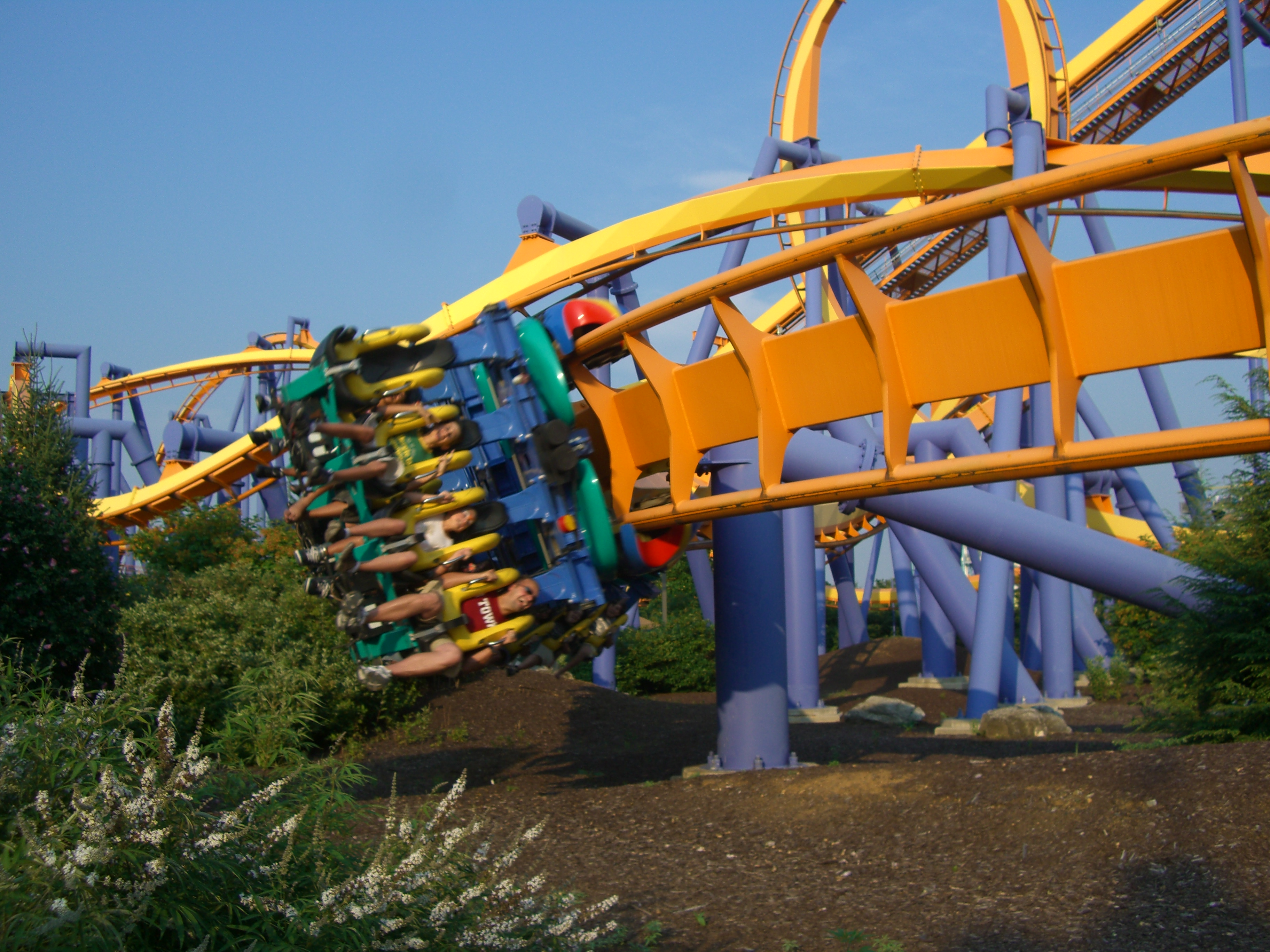
Talon à Dorney Park
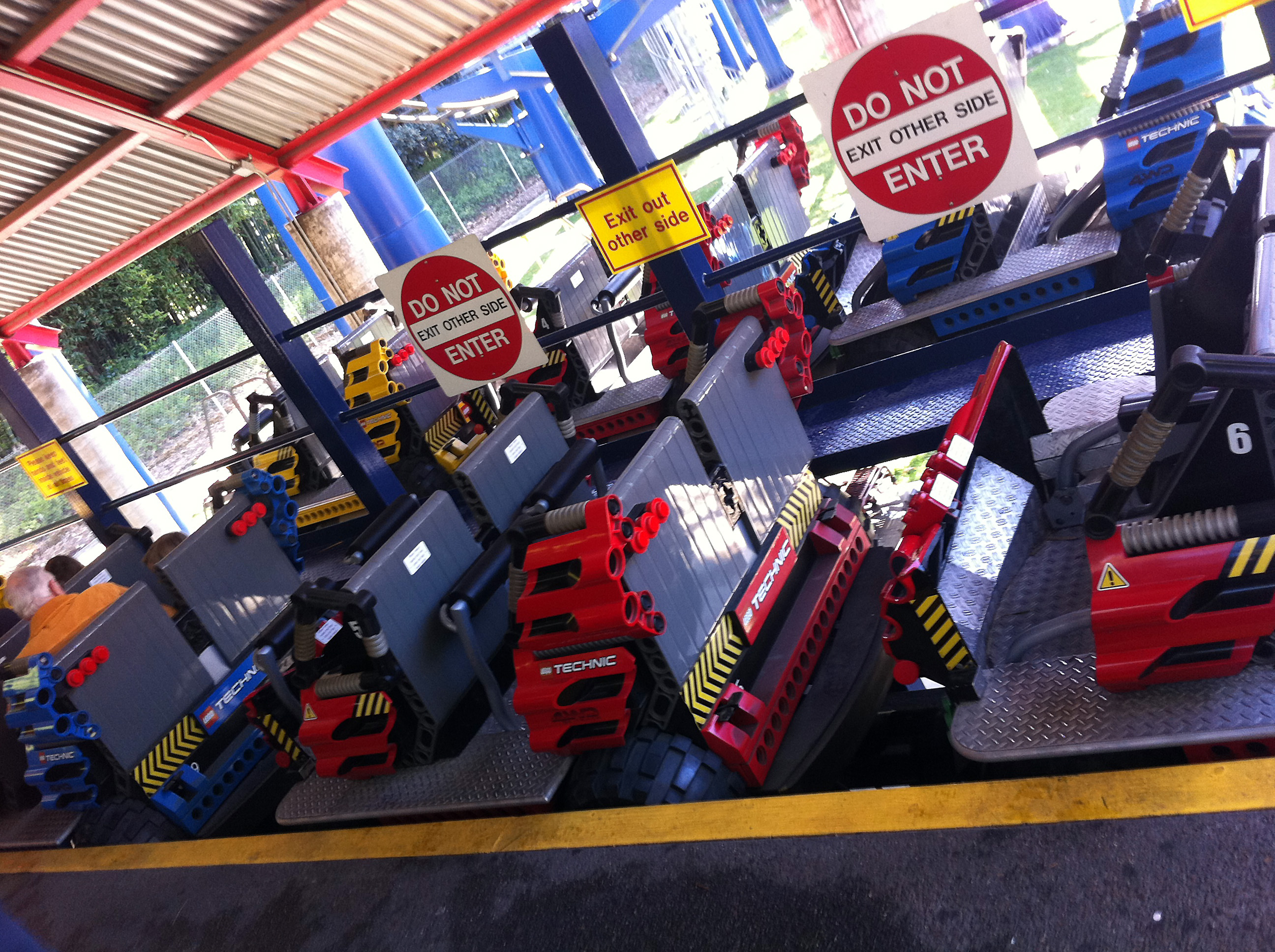
Technic Coaster à Legoland California
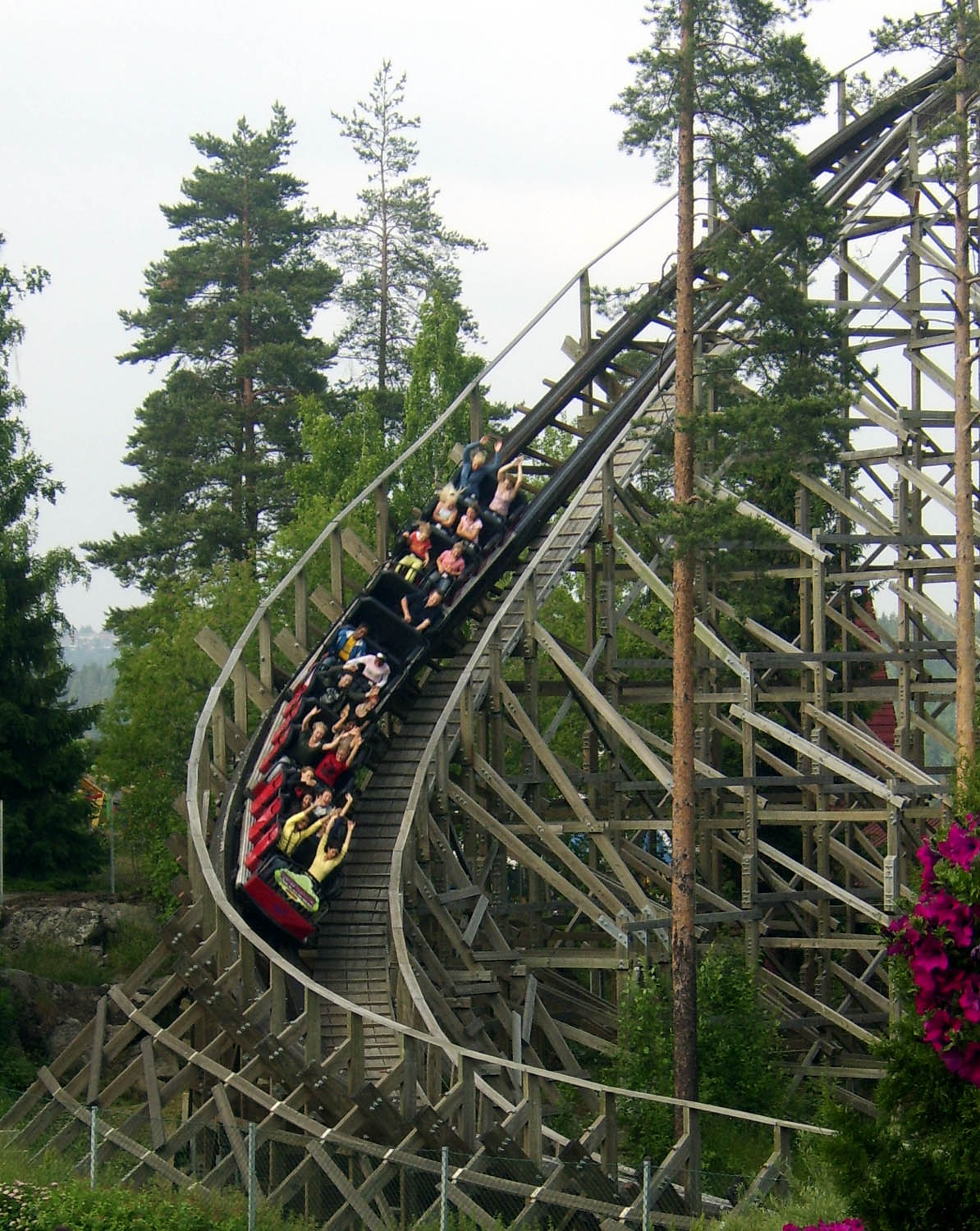
ThunderCoaster à TusenFryd
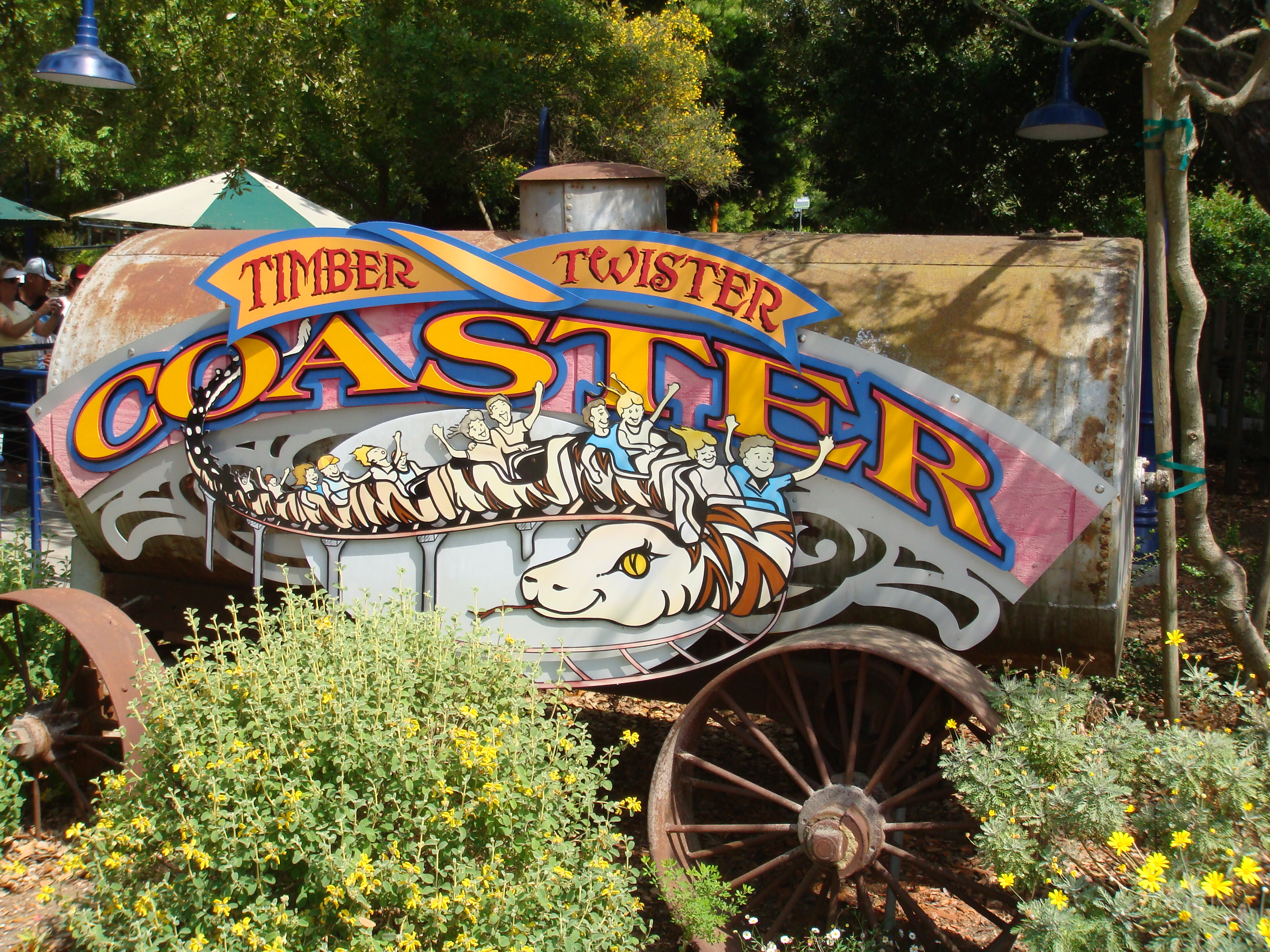
Timber Twister à Gilroy Gardens
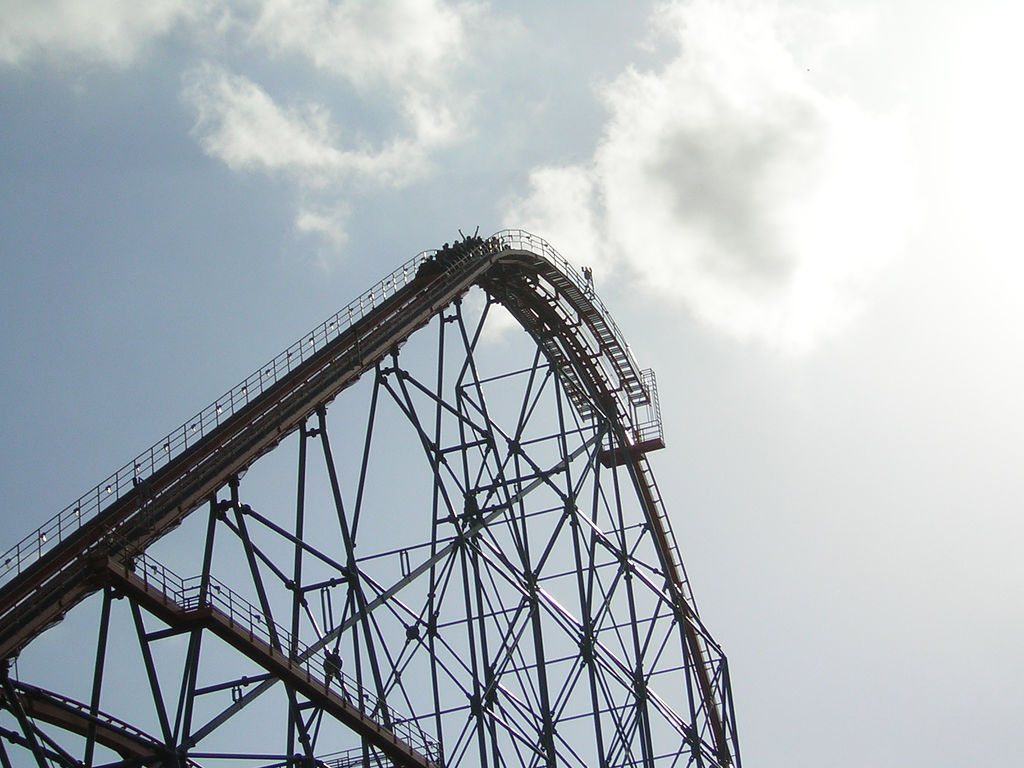
Titan à Six Flags Over Texas
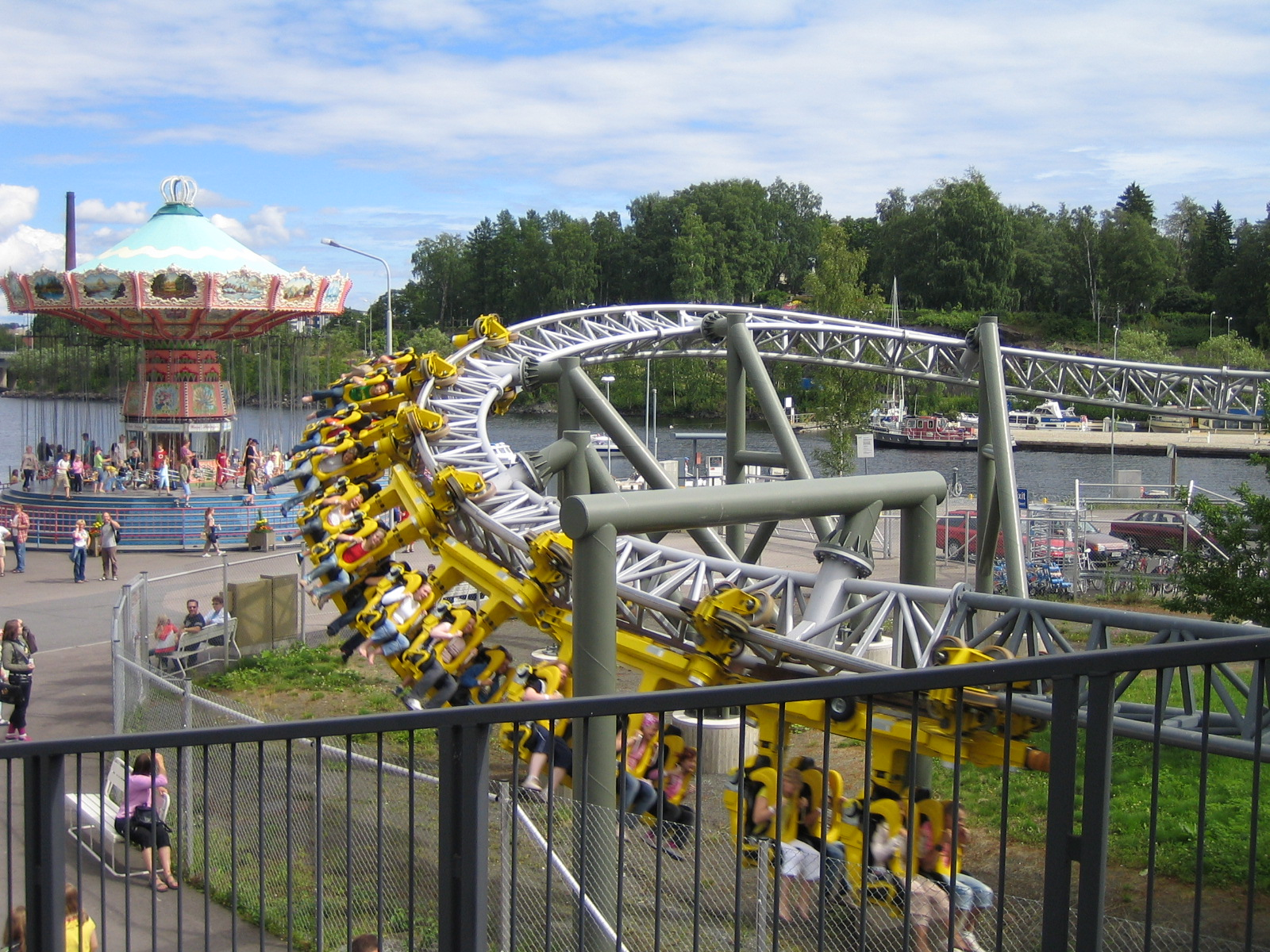
Tornado à Särkänniemi
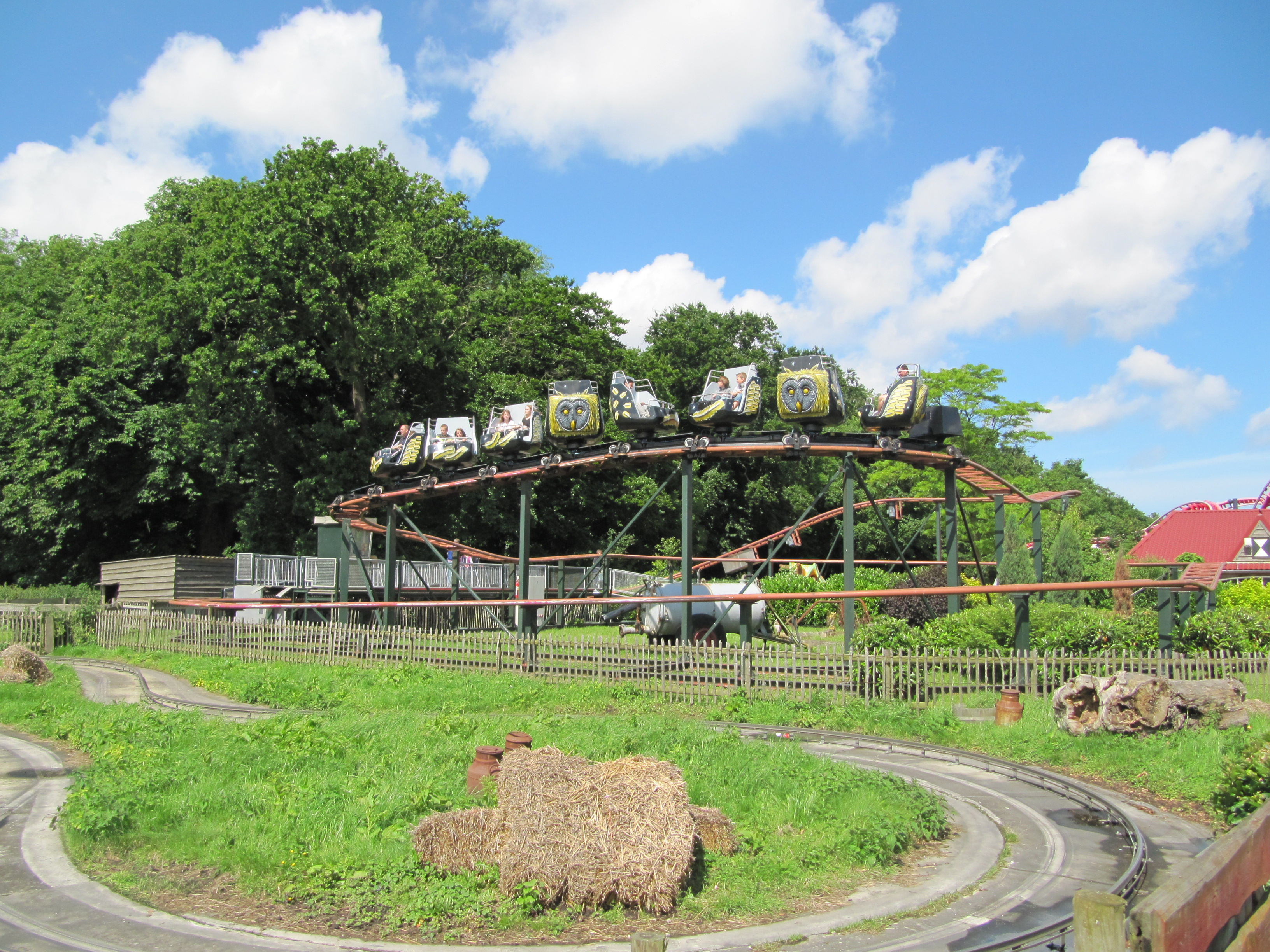
Twistrix à Drievliet
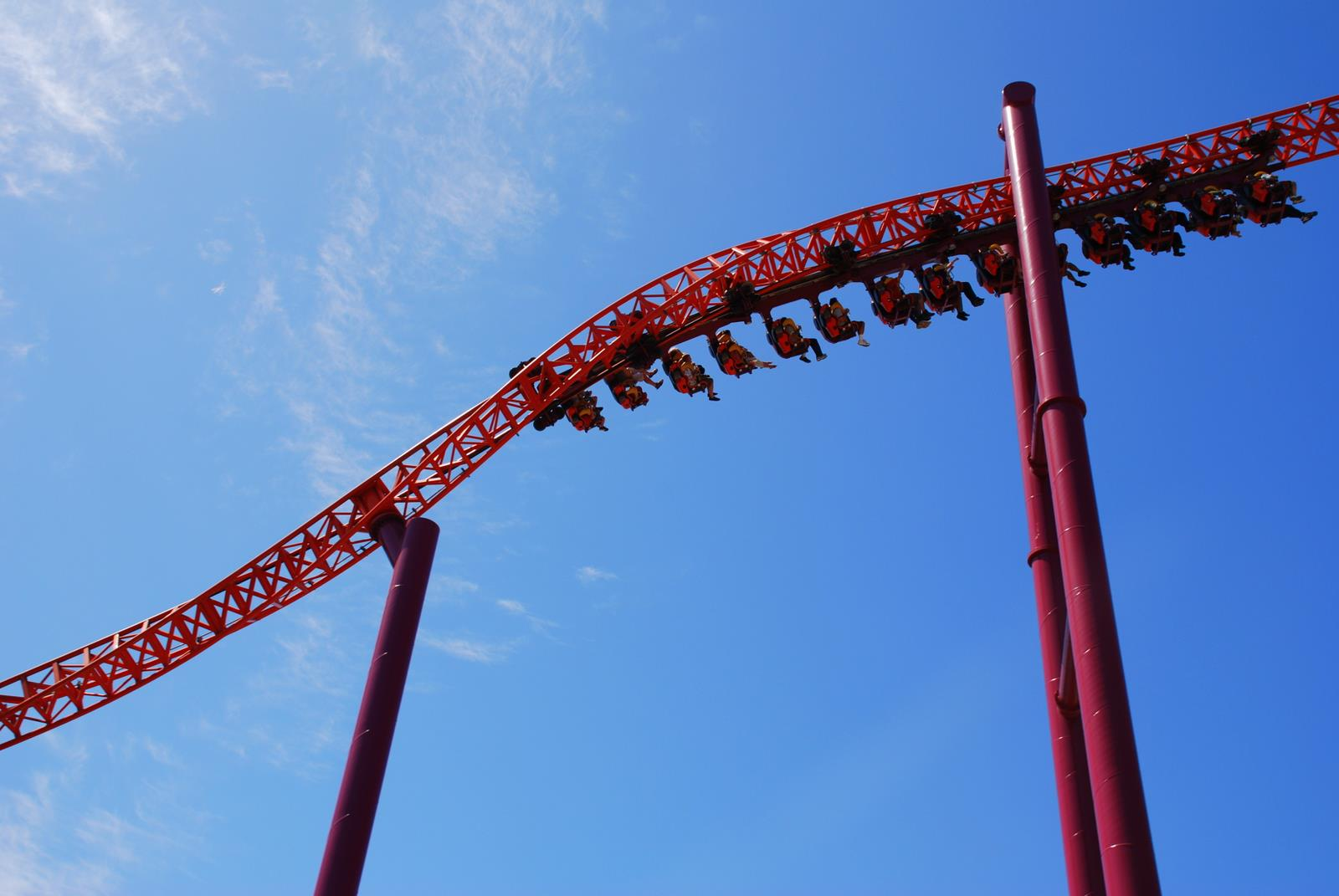
V2: Vertical Velocity à Six Flags Marine World
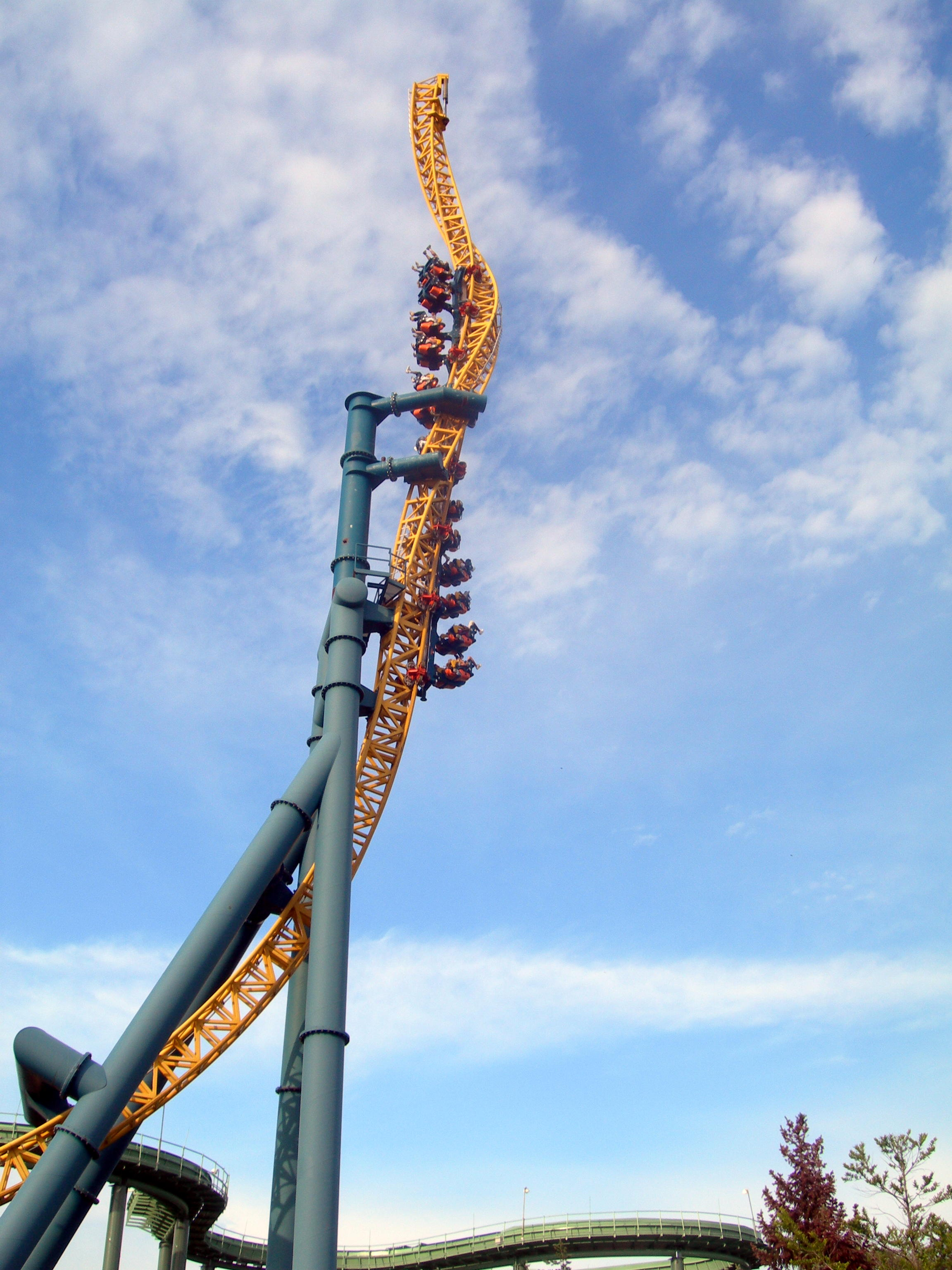
Vertical Velocity à Six Flags Great America
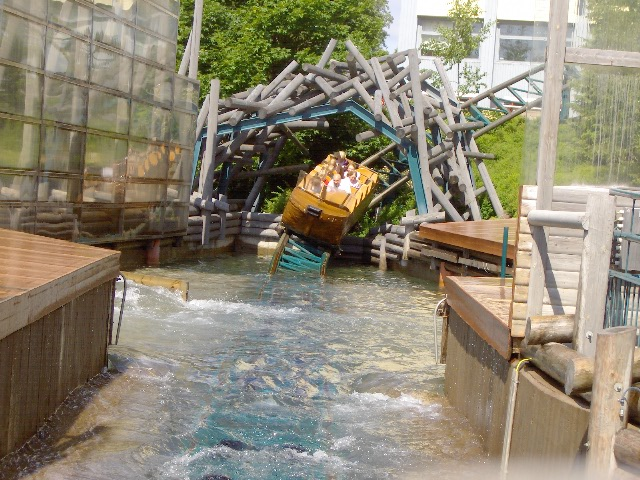
Vonkaputous à Linnanmäki
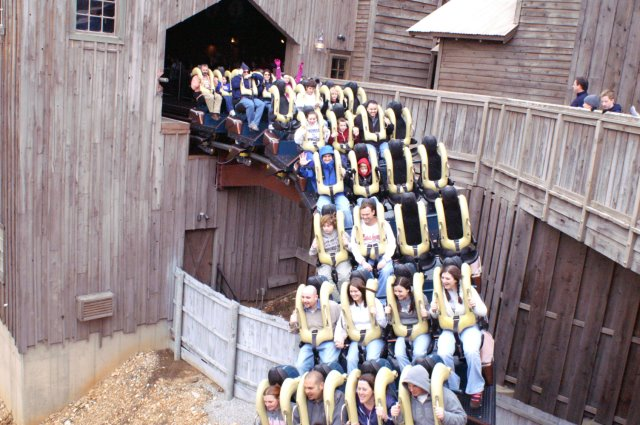
Wildfire à Silver Dollar City
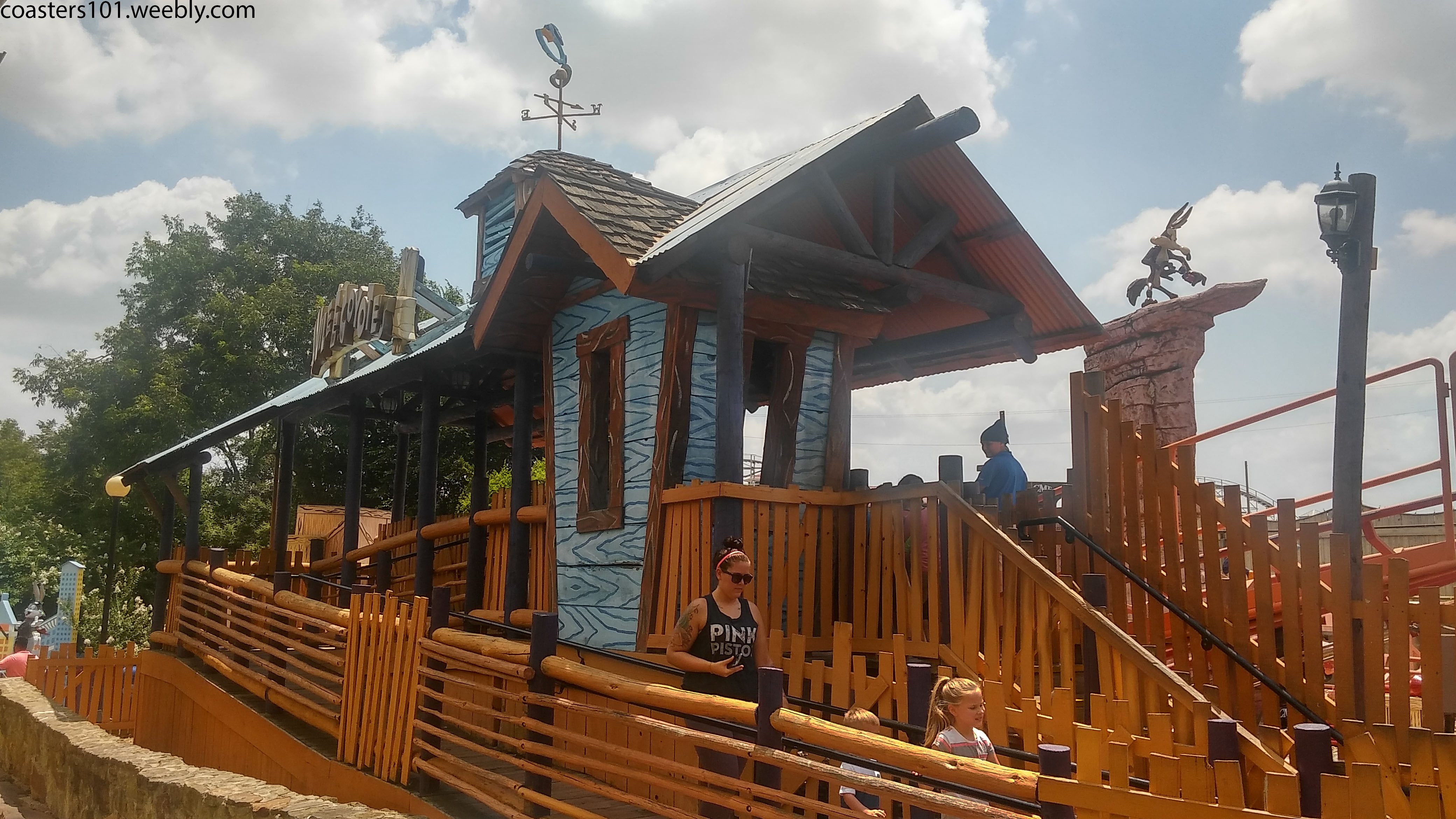
Wile E. Coyote's Canyon Blaster à Six Flags Over Texas
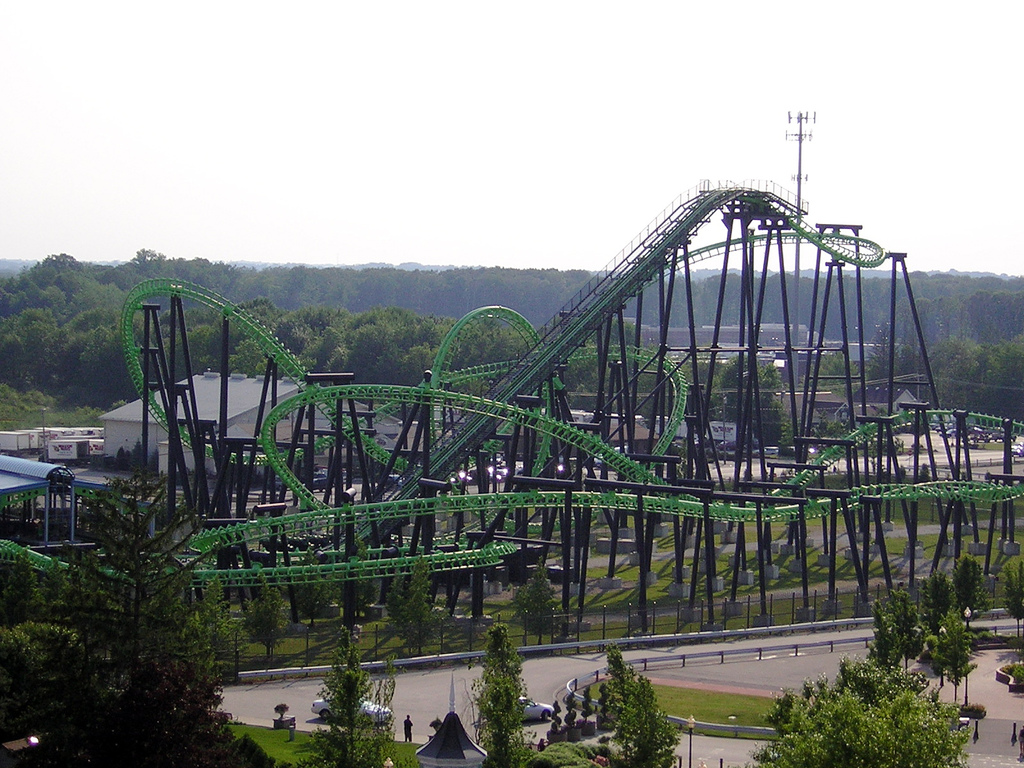
X-Flight à Geauga Lake

### Autres attractions
| Nom                                                              | Type                                 | Constructeur                                 | Parc                            | Pays        |
| ---------------------------------------------------------------- | ------------------------------------ | -------------------------------------------- | ------------------------------- | ----------- |
| 20,000 Leagues Under the Sea                                     | Parcours scénique                    | Walt Disney Imagineering                     | Tokyo DisneySea                 | Japon       |
| Airship Surfing                                                  | Shoot the Chute                      | Hopkins Rides                                | Guilin Merryland Theme Park     | Chine       |
| Aquatopia                                                        | Balade en bateau                     | Walt Disney Imagineering                     | Tokyo DisneySea                 | Japon       |
| Backdraft                                                        | Spectacle d'effets spéciaux          | Universal Creative                           | Universal Studios Japan         | Japon       |
| Balloon Race                                                     | Balloon Race                         | Zamperla                                     | Plopsaland De Panne             | Belgique    |
| Bee Bee                                                          | Manège d'abeilles                    | Huss Rides                                   | CentrO.Park                     | Allemagne   |
| Back to the Future: The Ride                                     | Cinéma dynamique                     | Intamin                                      | Universal Studios Japan         | Japon       |
| Bash Street Bus Devenu Jungle Bus                                | Crazy Bus                            | Zamperla                                     | Chessington World of Adventures | Royaume-Uni |
| Berry Bouncers Devenu Treetop Hoppers                            | Tour de chute junior                 | Zamperla                                     | Chessington World of Adventures | Royaume-Uni |
| Buzzsaw                                                          | Top Spin                             | Huss Rides                                   | Six Flags Belgium               | Belgique    |
| Caravan Carousel                                                 | Carrousel                            | Walt Disney Imagineering                     | Tokyo DisneySea                 | Japon       |
| Daffy's Capitol Tours                                            | Crazy Bus                            | SBF Visa Group                               | Six Flags Over Texas            | États-Unis  |
| Delirium                                                         | Revolution                           | Chance Morgan                                | Paramount's Great America       | États-Unis  |
| Detonator                                                        | Turbo Drop                           | Far Fabbri                                   | Thorpe Park                     | Royaume-Uni |
| El Desafío                                                       | Turbo Drop                           | Maurer Rides                                 | Isla Mágica                     | Espagne     |
| El Rio                                                           | Rivière rapide en bouées             | Hafema                                       | Bobbejaanland                   | Belgique    |
| E.T. Adventure                                                   | Parcours scénique                    | Far Fabbri                                   | Universal Studios Japan         | Japon       |
| French Cancan                                                    | Chaises volantes                     | Zierer                                       | Six Flags Belgium               | Belgique    |
| Golden Zephyr                                                    | Flying Scooters                      | Walt Disney Imagineering                     | Disney's California Adventure   | États-Unis  |
| Grizzly River Run                                                | Rivière rapide en bouées             | Walt Disney Imagineering                     | Disney's California Adventure   | États-Unis  |
| It's Tough to be a Bug!                                          | Cinéma en relief                     | Walt Disney Imagineering                     | Disney's California Adventure   | États-Unis  |
| Jaws                                                             | Croisière scénique                   | Ride and Show Engineering                    | Universal Studios Japan         | Japon       |
| Jim Henson's MuppetVision 3D                                     | Cinéma en relief                     | Walt Disney Imagineering                     | Disney's California Adventure   | États-Unis  |
| Journey to the Center of the Earth                               | Parcours scénique                    | Walt Disney Imagineering                     | Tokyo DisneySea                 | Japon       |
| Jumpin' Jellyfish                                                | Paratower                            | Walt Disney Imagineering et Intamin          | Disney's California Adventure   | États-Unis  |
| Jumpin' Jellyfish                                                | Paratower                            | Walt Disney Imagineering et Intamin          | Tokyo DisneySea                 | Japon       |
| Jungle River                                                     | Bûches                               | Reverchon Industries                         | Drievliet                       | Pays-Bas    |
| Jurassic Park River Adventure                                    | Shoot the Chute / Croisière scénique | Vekoma                                       | Universal Studios Japan         | Japon       |
| King Triton's Carousel Devenu Jessie's Critter Carousel en 2019. | Carrousel                            | Walt Disney Imagineering                     | Disney's California Adventure   | États-Unis  |
| Le Palais du génie                                               | Mad House                            | Vekoma                                       | Six Flags Belgium               | Belgique    |
| Magic Carpets of Aladdin                                         | Manège                               | Walt Disney Imagineering                     | Magic Kingdom                   | États-Unis  |
| Maliboomer                                                       | Space Shot                           | Walt Disney Imagineering et S&S Worldwide    | Disney's California Adventure   | États-Unis  |
| Mystery Warehouse                                                | Parcours scénique                    |                                              | Fort Fun Abenteuerland          | Allemagne   |
| Orange Stinger Devenu Silly Symphony Swings en 2010.             | Chaises volantes                     | Walt Disney Imagineering et Zierer           | Disney's California Adventure   | États-Unis  |
| Piratenschiff                                                    | Bateau à bascule                     | Huss Rides                                   | CentrO.Park                     | Allemagne   |
| Playland Plunge                                                  | Shoot the Chute                      | Hopkins Rides                                | Playland                        | États-Unis  |
| Le Raft                                                          | Rivière rapide en bouées             | Hafema                                       | Parc Bagatelle                  | France      |
| Raponsje                                                         | Conte dans le Bois des contes        | Efteling                                     | Efteling                        | Pays-Bas    |
| Regenbogen Riesenrad                                             | Grande roue                          | Ronald Bussink                               | CentrO.Park                     | Allemagne   |
| Rhino Rally                                                      | Safari                               | Vekoma                                       | Busch Gardens Tampa Bay         | États-Unis  |
| Rodeo                                                            | Breakdance                           | Huss Rides                                   | CentrO.Park                     | Allemagne   |
| Route 66 Bumper Cars                                             | Auto-tamponneuse junior              | SBF Visa Group                               | Six Flags Over Texas            | États-Unis  |
| Salsa Y Fiesta                                                   | Tasses                               | Chance Morgan                                | Six Flags Belgium               | Belgique    |
| Scooby-Doo's Haunted Mansion                                     | Parcours scénique                    | Sally Corporation                            | Carowinds                       | États-Unis  |
| Shanghai Express                                                 | Train panoramique                    |                                              | CentrO.Park                     | Allemagne   |
| Shockwave                                                        | Top Scan                             | Mondial Rides                                | Paramount Canada's Wonderland   | Canada      |
| Silver Mine                                                      | Parcours scénique interactif         | IE Park                                      | Gulliver's Land                 | Royaume-Uni |
| Sindbad's Storybook Voyage                                       | Parcours scénique                    | Walt Disney Imagineering                     | Tokyo DisneySea                 | Japon       |
| Soarin' Over California                                          | Simulateur de vol                    | Walt Disney Imagineering, Dynamic Structures | Disney's California Adventure   | États-Unis  |
| Splash Mountain                                                  | Bûches                               | Reverchon Industries                         | OK Corral                       | France      |
| Storm op Zee                                                     | Music Express                        | Mack Rides                                   | Plopsaland De Panne             | Belgique    |
| StormRider                                                       | Cinéma dynamique                     | Walt Disney Imagineering                     | Tokyo DisneySea                 | Japon       |
| Sun Wheel Devenu Mickey's Fun Wheel en 2009.                     | Grande roue                          | Walt Disney Imagineering et Intamin          | Disney's California Adventure   | États-Unis  |
| Superstar Limo                                                   | Parcours scénique                    | Walt Disney Imagineering                     | Disney's California Adventure   | États-Unis  |
| Sylvester & Tweety's State Fair-is Wheel                         | Grande roue junior                   | Zamperla                                     | Six Flags Over Texas            | États-Unis  |
| Taz's New York Adventure                                         | Tour de chute junior                 | SBF Visa Group                               | Six Flags Over Texas            | États-Unis  |
| Templo Del Fuego                                                 | Walkthrough                          | Thinkwell Group et Universal Creative        | Universal Studios Port Aventura | Espagne     |
| Turtles                                                          | Jump Around                          | Zamperla                                     | Parc Bagatelle                  | France      |
| The Temple of the Crystal Skull                                  | Parcours scénique                    | Walt Disney Imagineering                     | Tokyo DisneySea                 | Japon       |
| Viaje en el Tiempo                                               | Parcours scénique                    | Proescen                                     | Dinópolis                       | Espagne     |
| Vortex                                                           | Afterburner                          | KMG                                          | Thorpe Park                     | Royaume-Uni |
| Wildwasserbahn                                                   | Bûches                               | Mack Rides                                   | Taunus Wunderland               | Allemagne   |
| Yosemite Sam's Texas Tea Cups                                    | Tasses junior                        | SBF Visa Group                               | Six Flags Over Texas            | États-Unis  |
| Zodiac                                                           | Enterprise                           | Huss Rides                                   | Thorpe Park                     | Royaume-Uni |

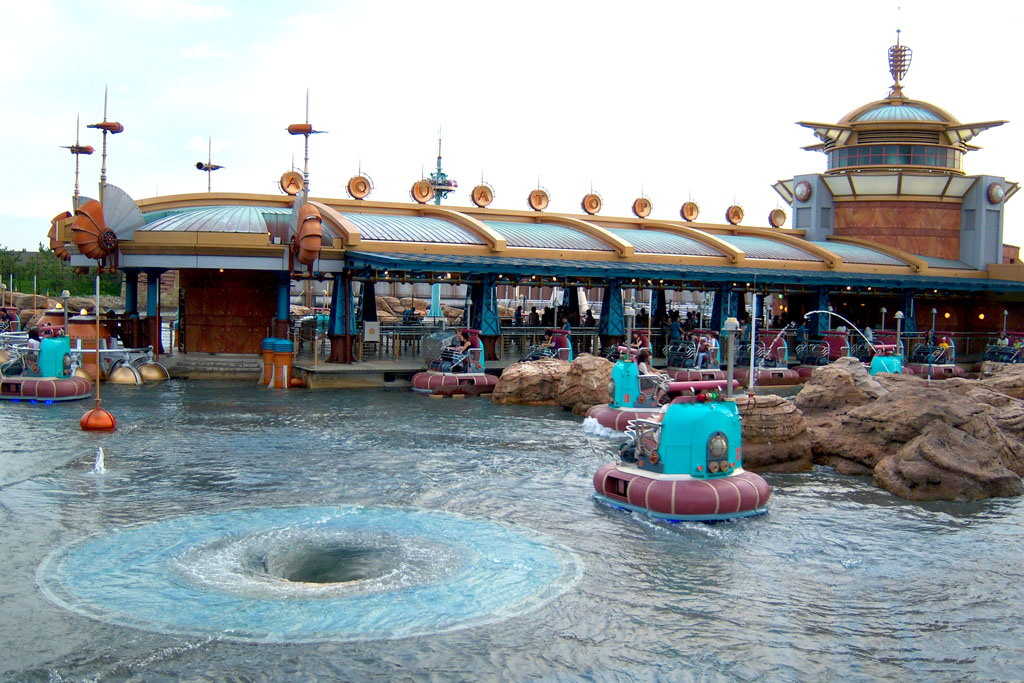
Aquatopia à Tokyo DisneySea
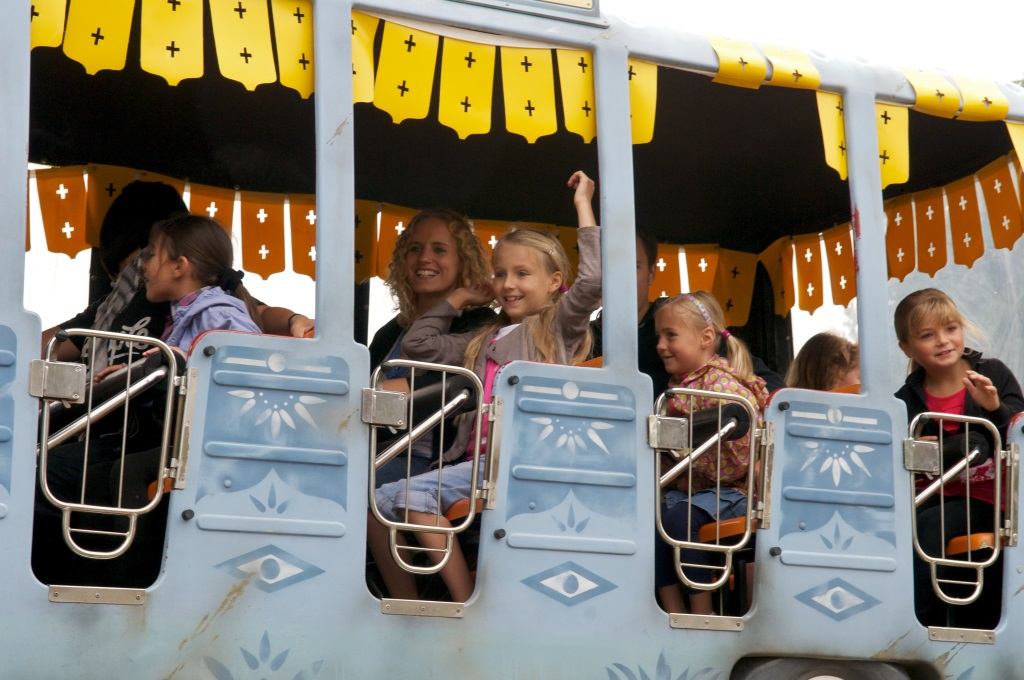
Bash Street Bus à Chessington World of Adventures
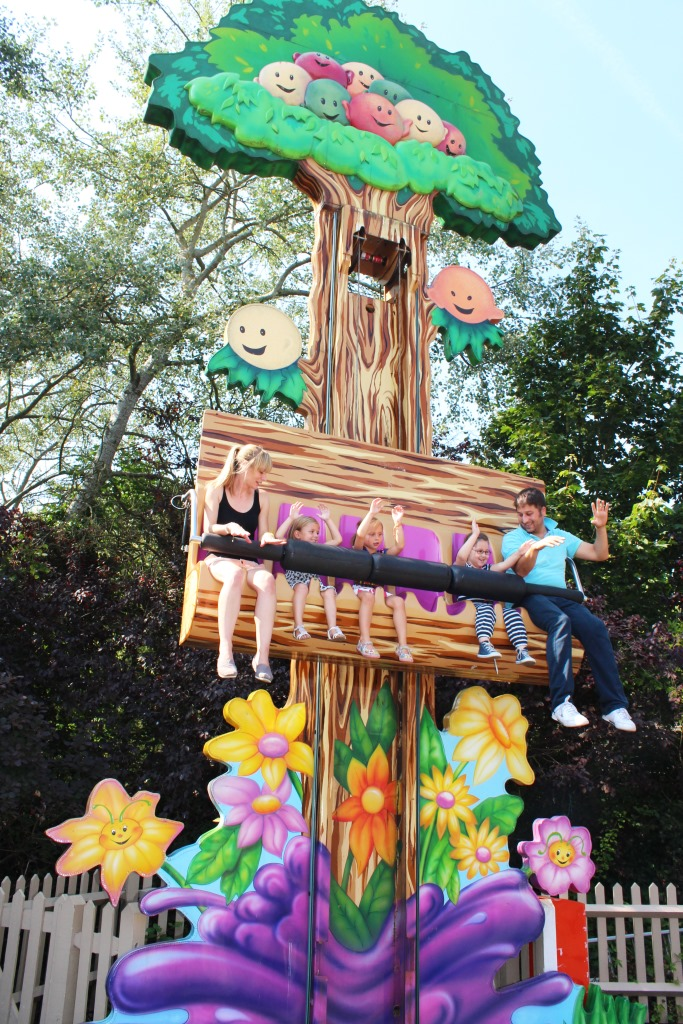
Berry Bouncers à Chessington World of Adventures
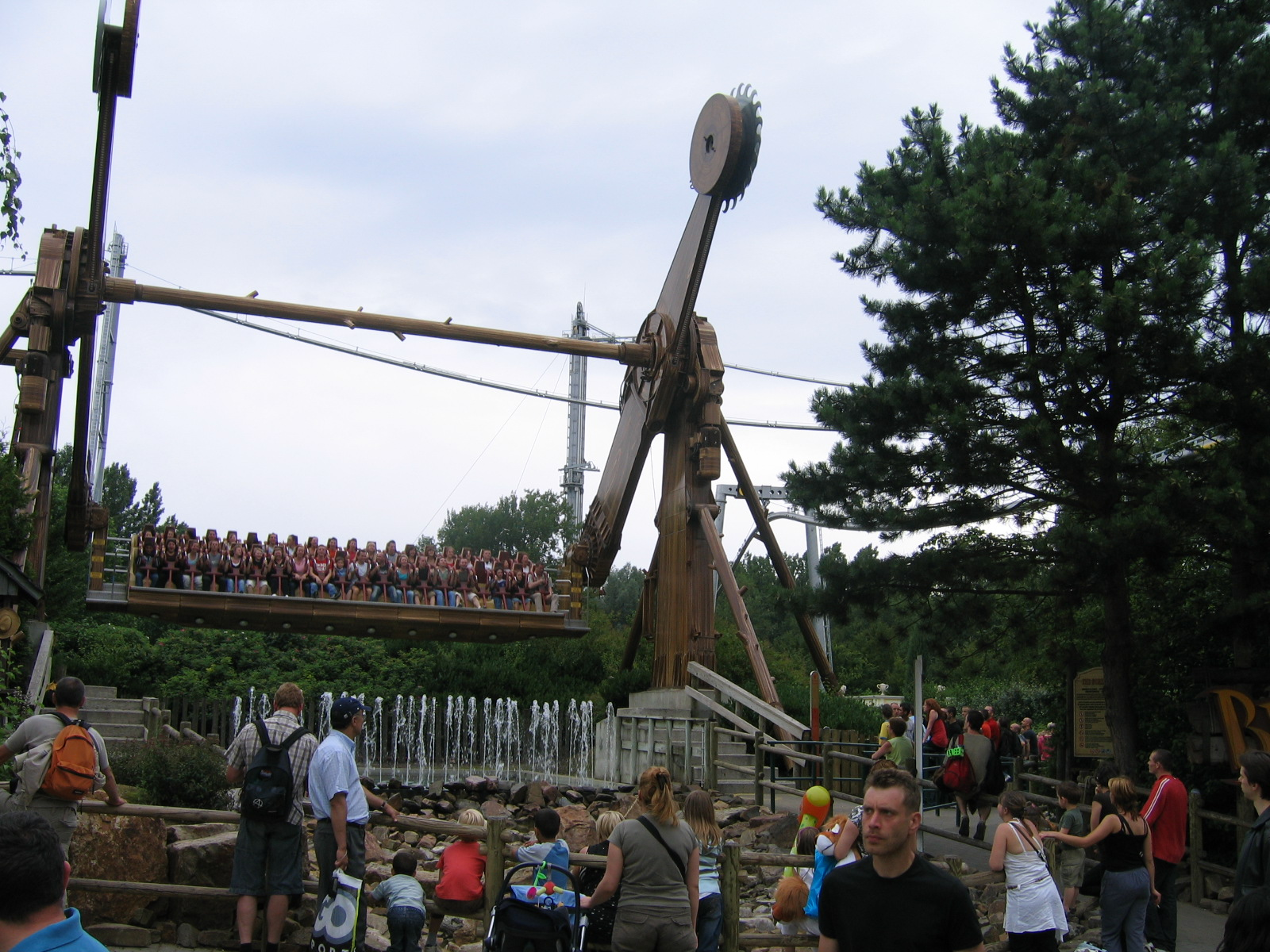
Buzzsaw à Six Flags Belgium
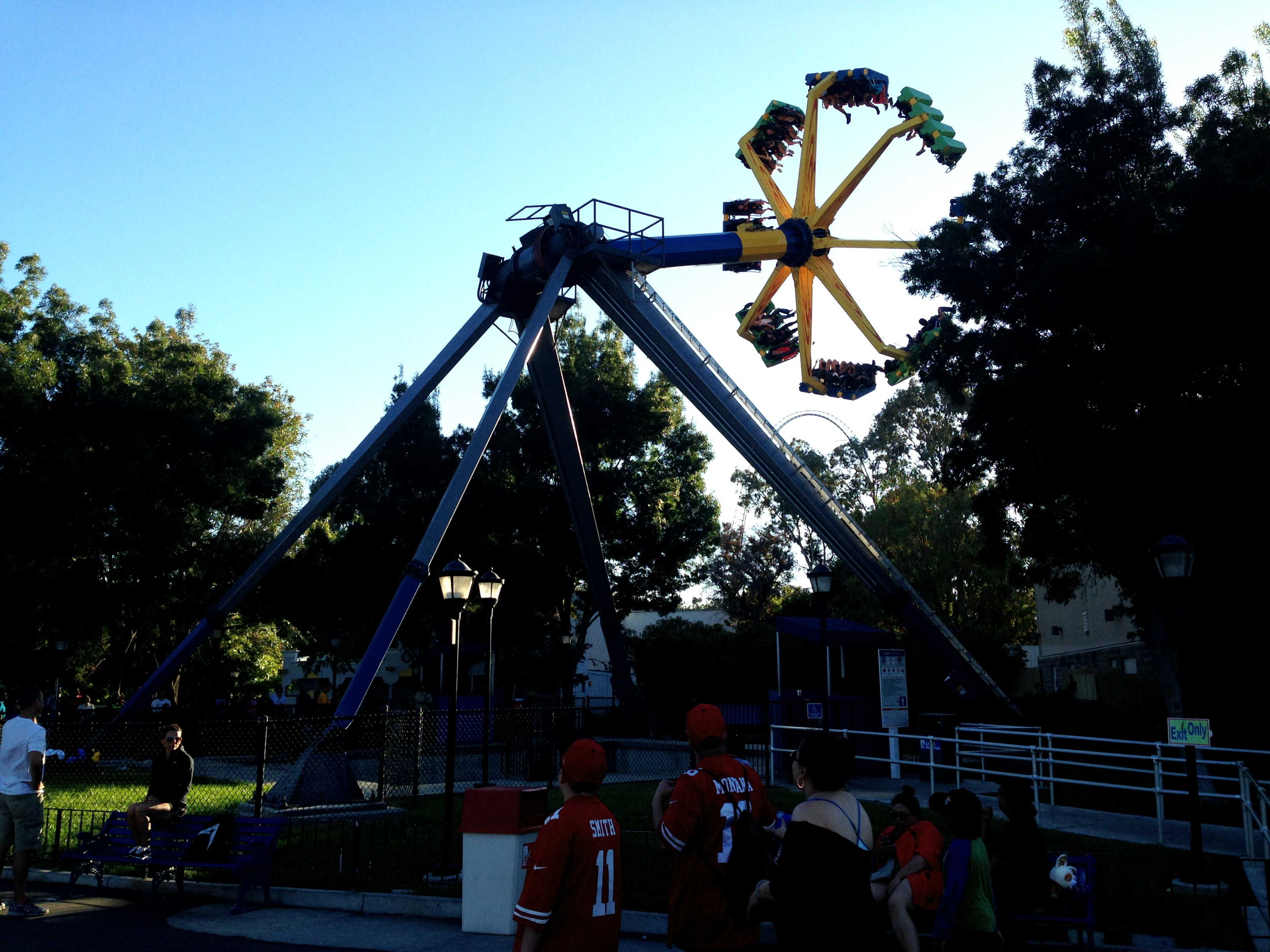
Delirium à Paramount's Great America
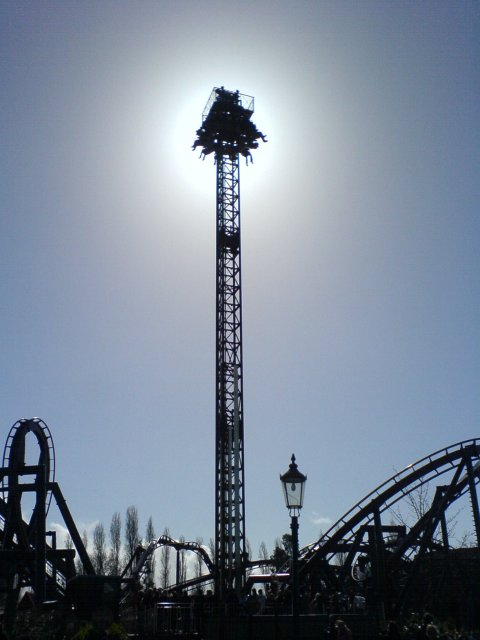
Detonator à Thorpe Park
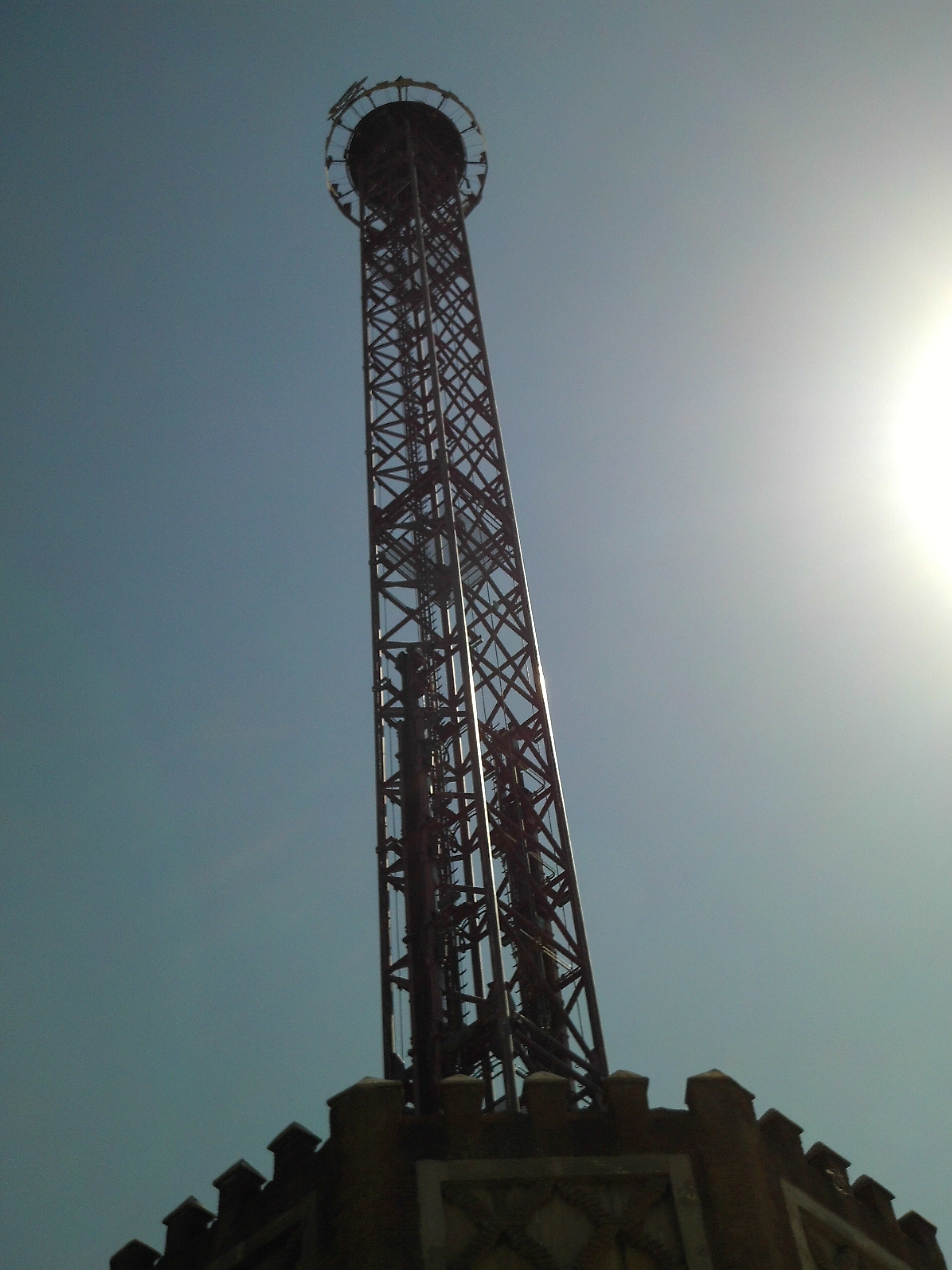
El Desafío à Isla Mágica
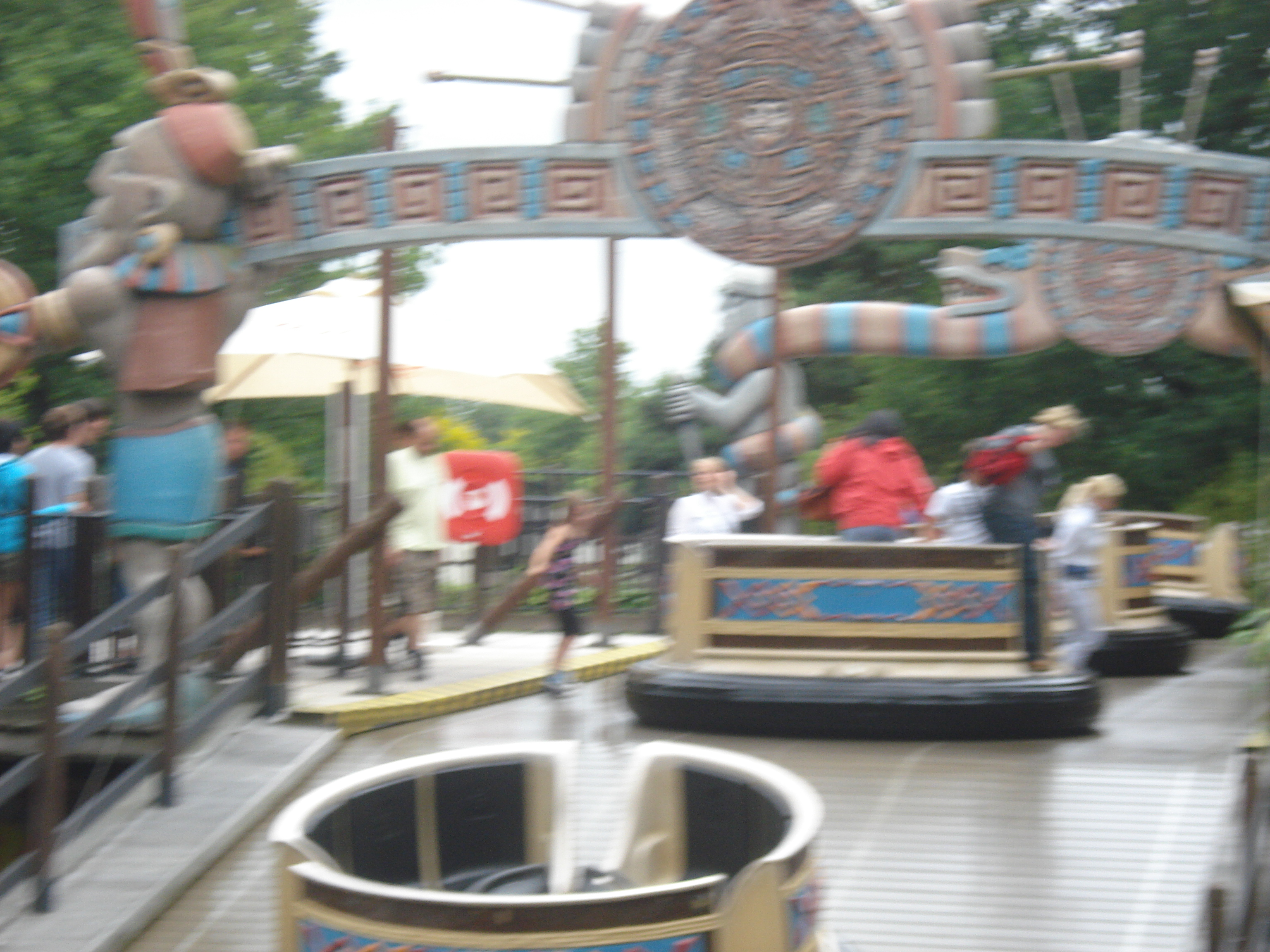
El Rio à Bobbejaanland
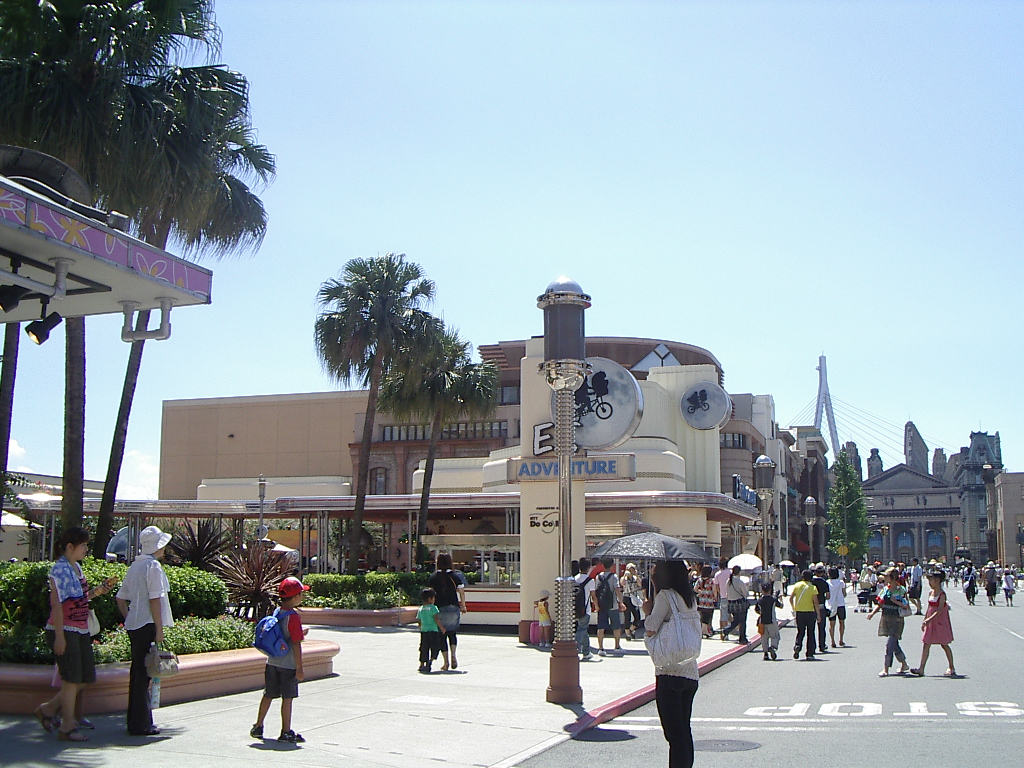
E.T. Adventure à Universal Studios Japan
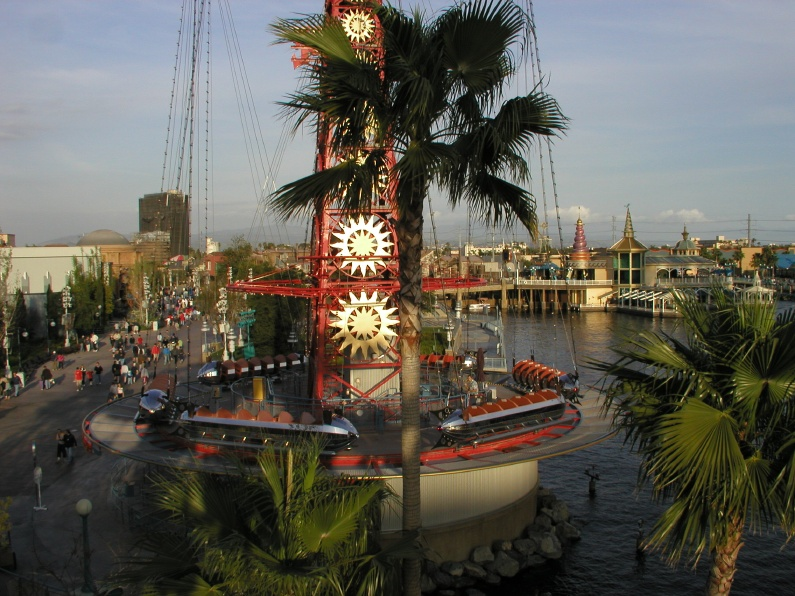
Golden Zephyr à Disney's California Adventure
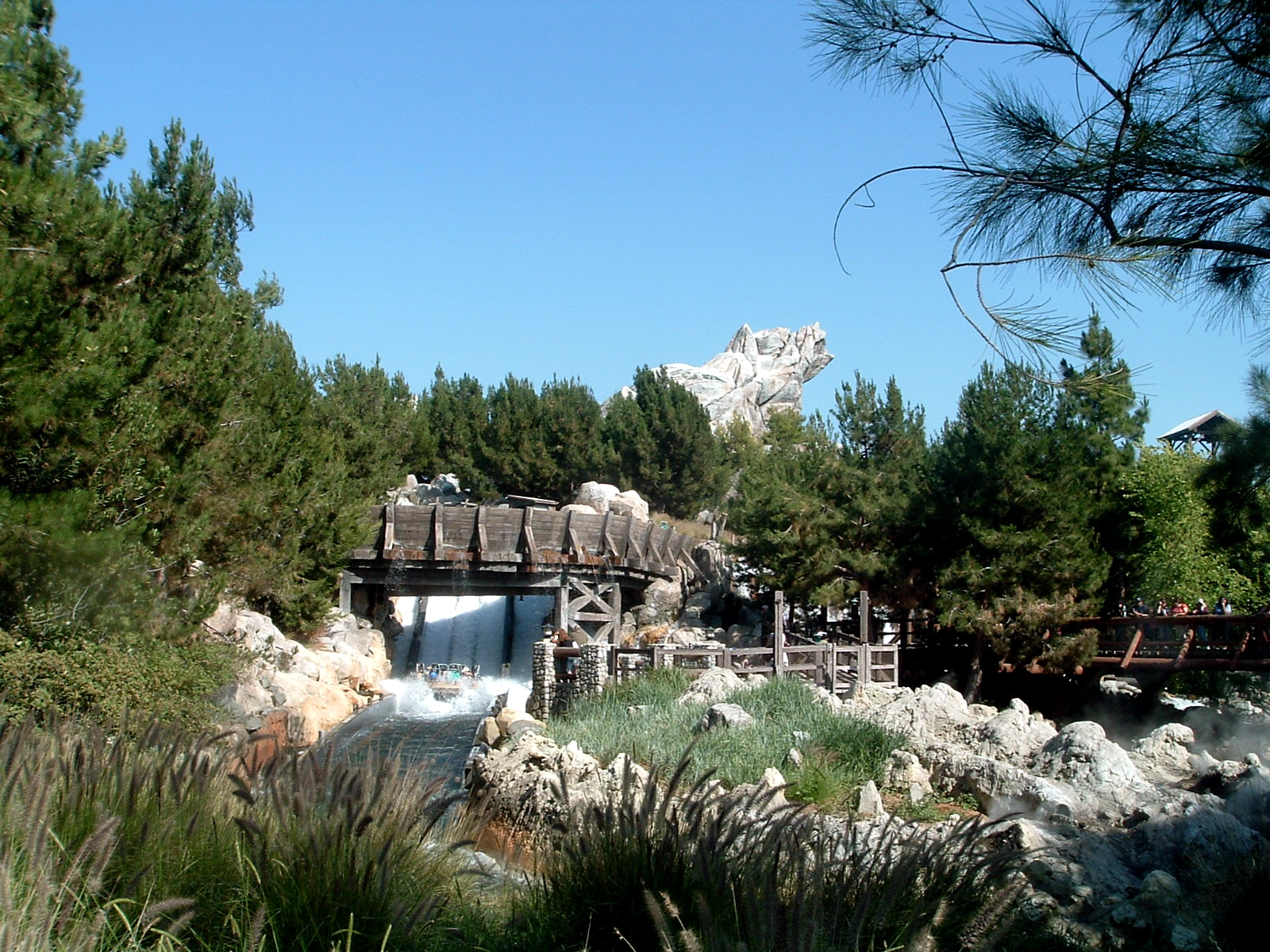
Grizzly River Run à Disney's California Adventure
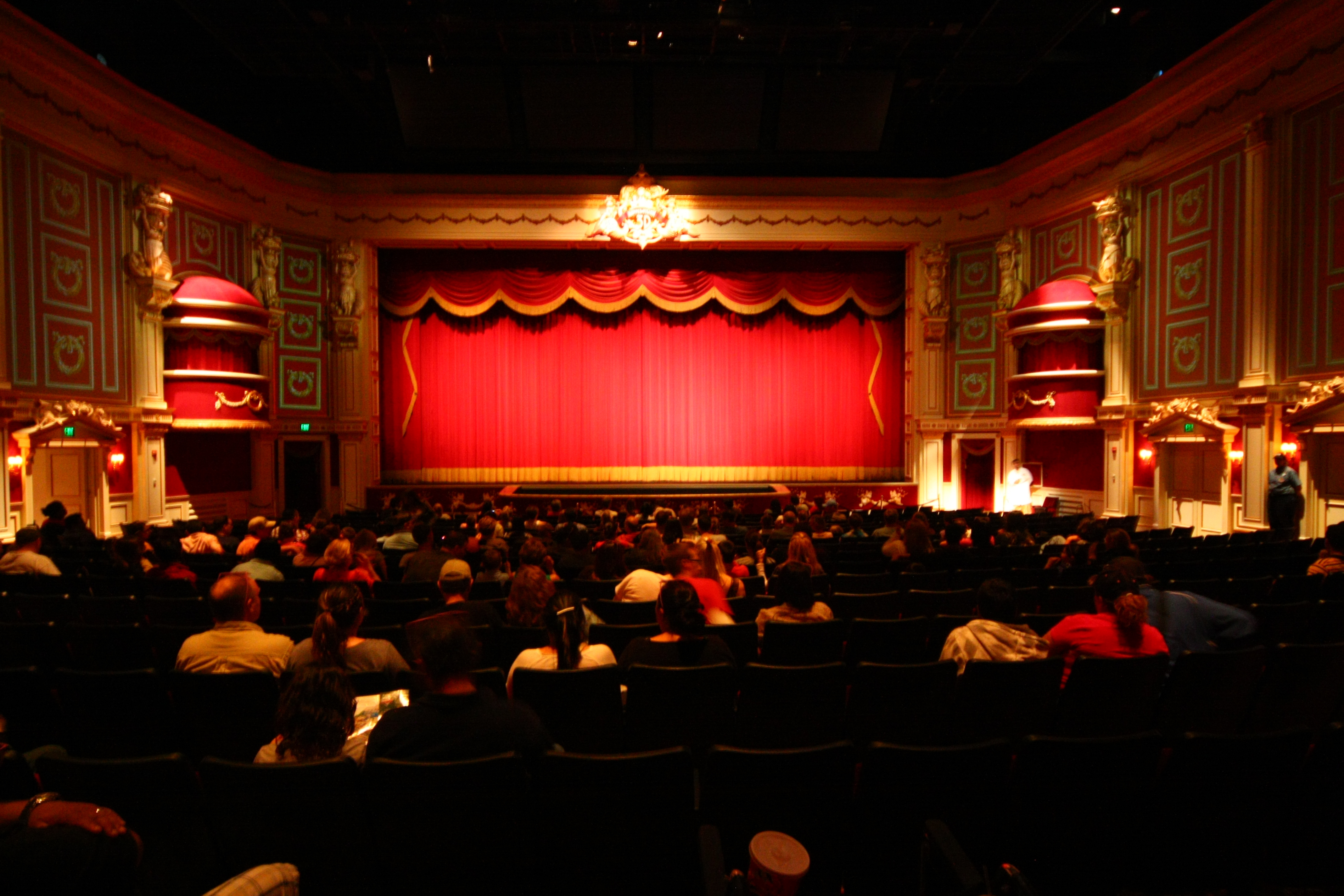
Jim Henson's MuppetVision 3D à Disney's California Adventure
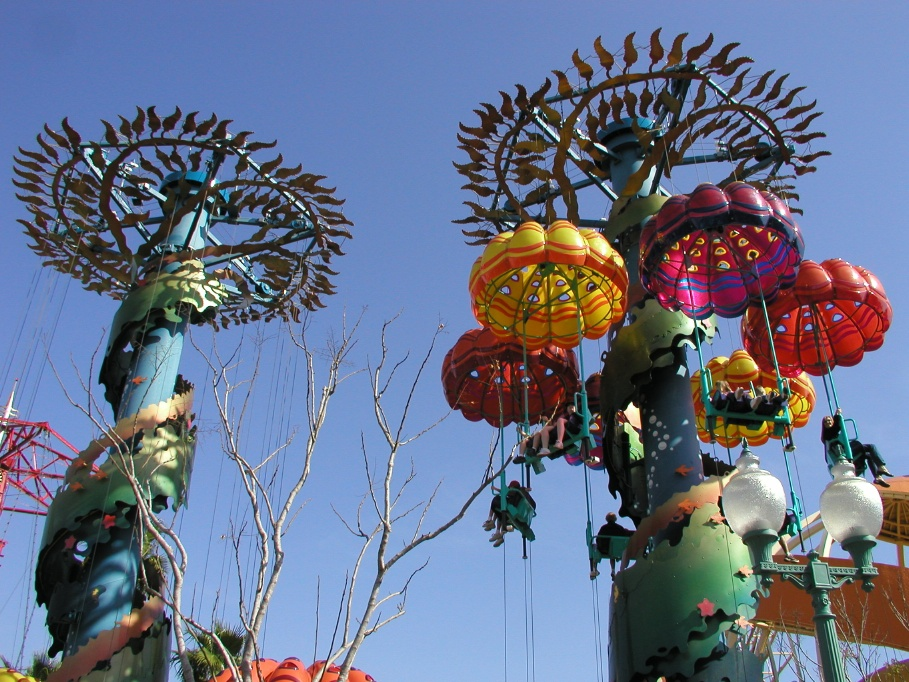
Jumpin' Jellyfish à Disney's California Adventure
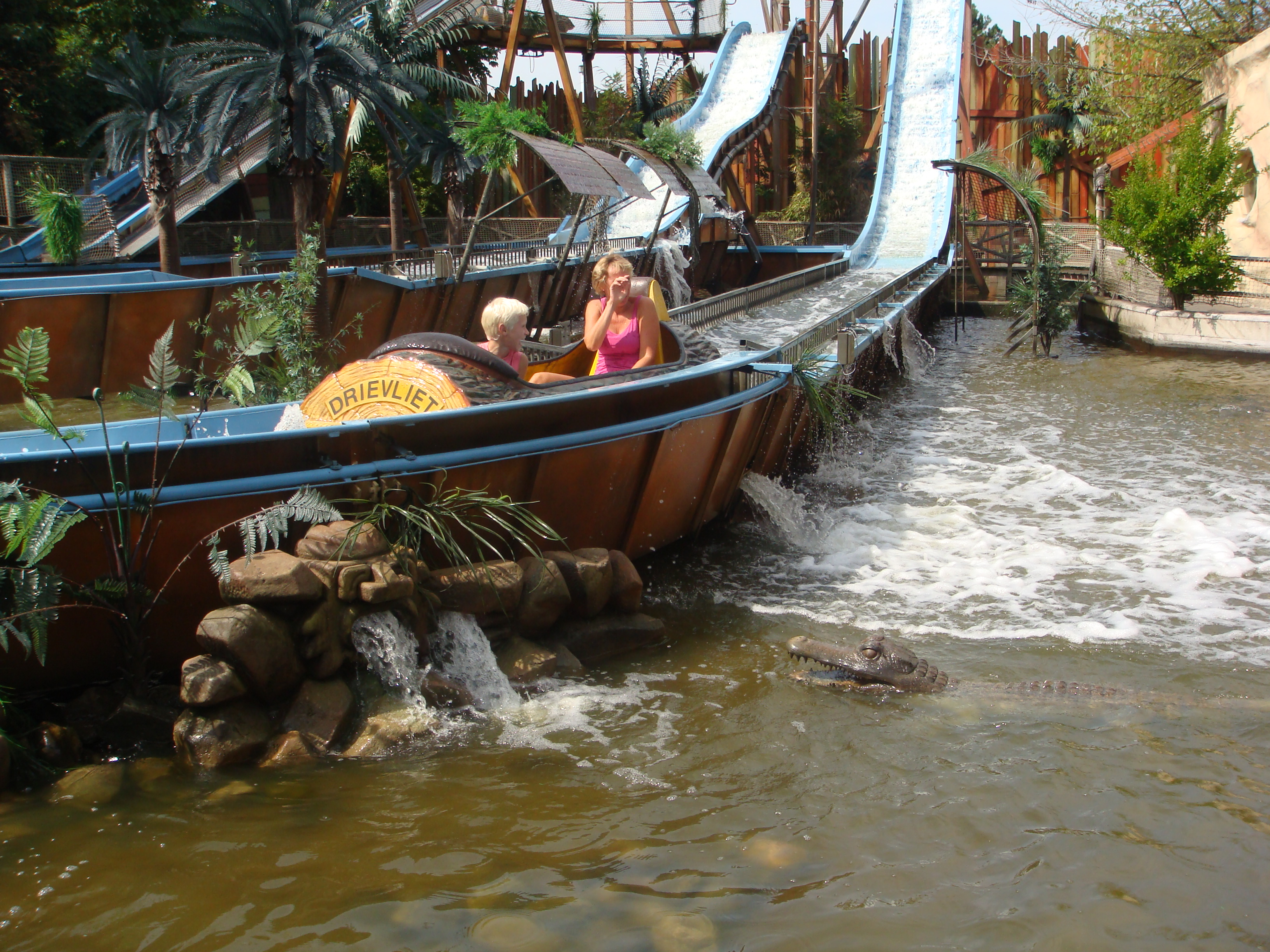
Jungle River à Drievliet
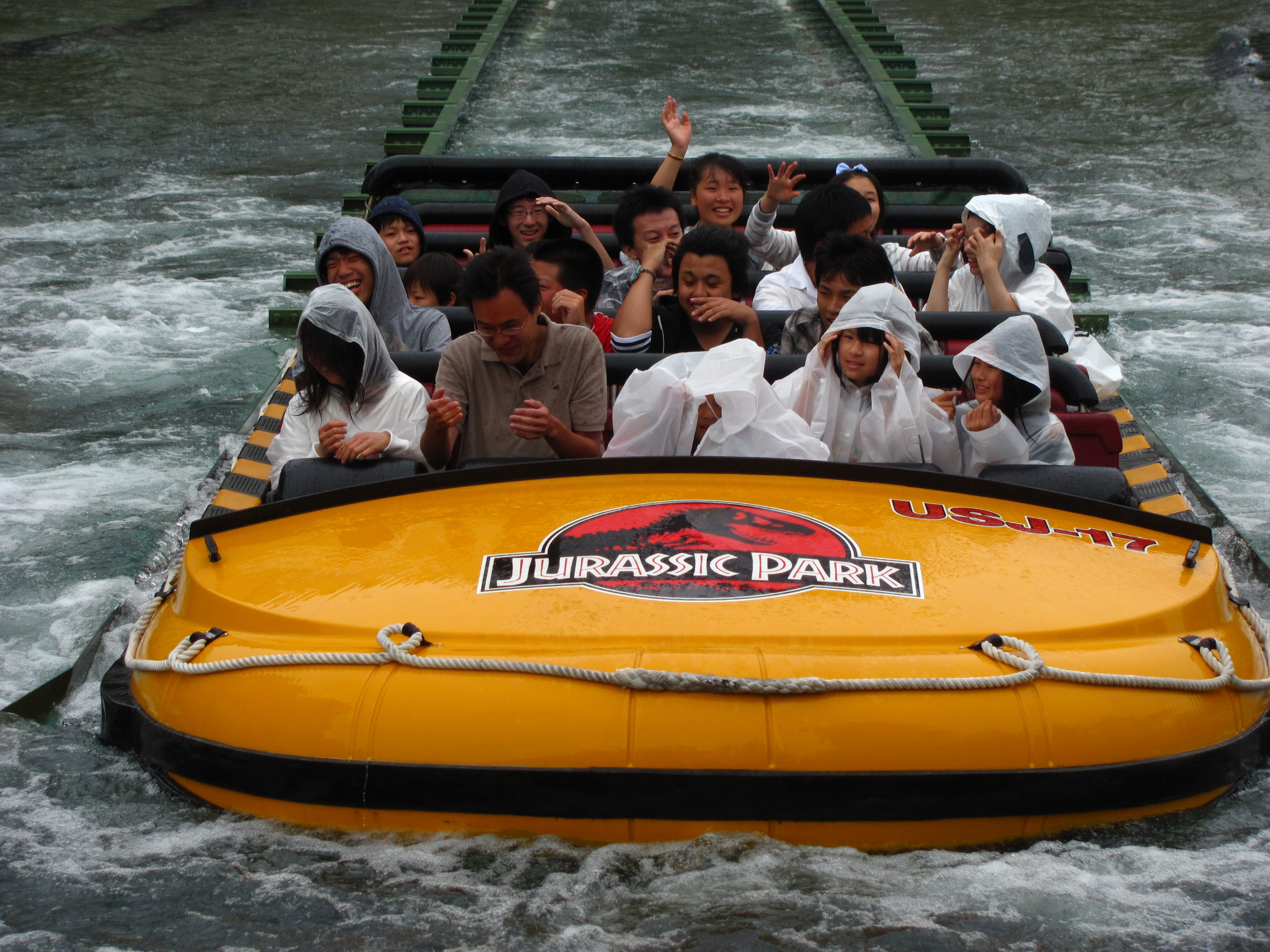
Jurassic Park River Adventure à Universal Studios Japan
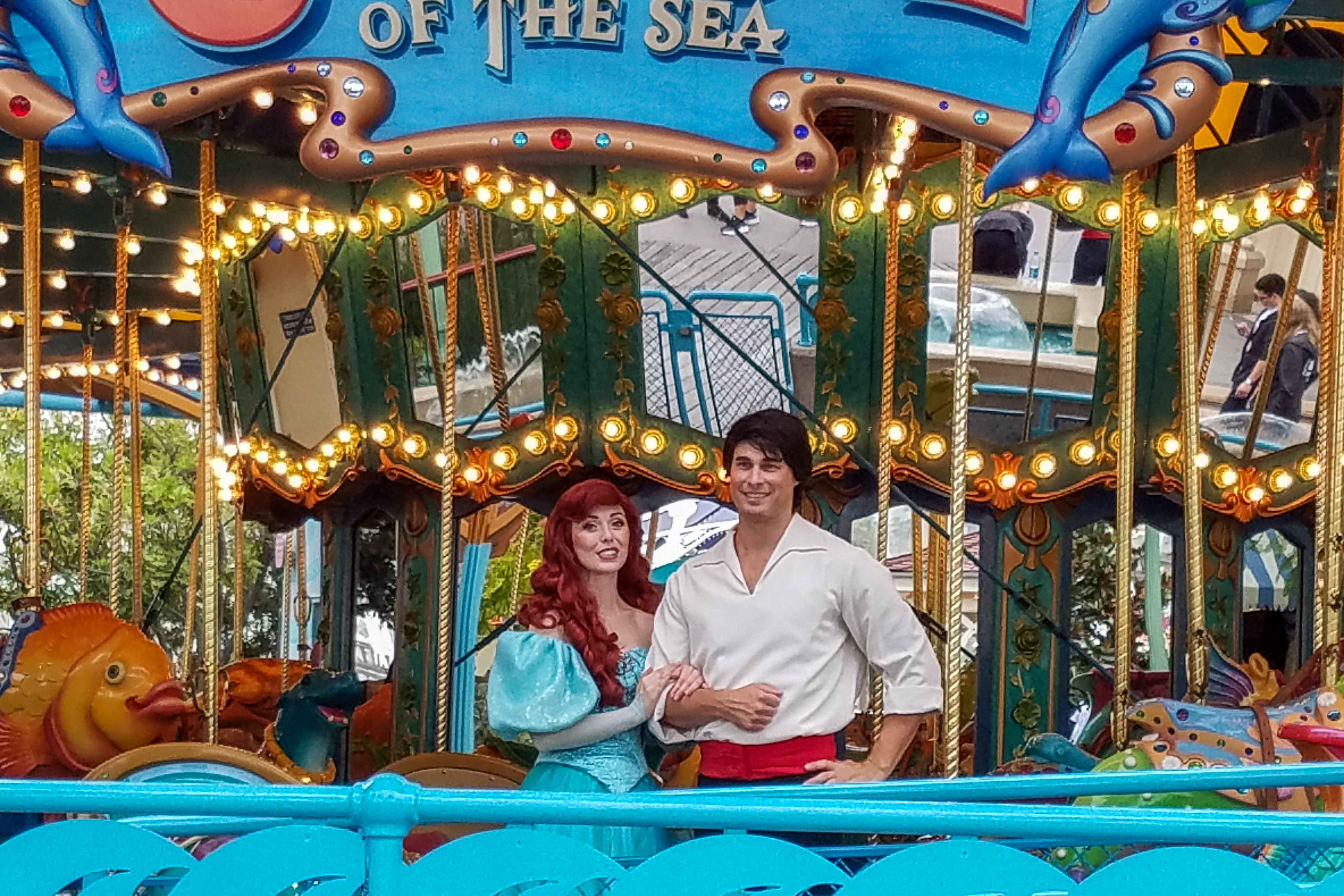
King Triton's Carousel à Disney California Adventure
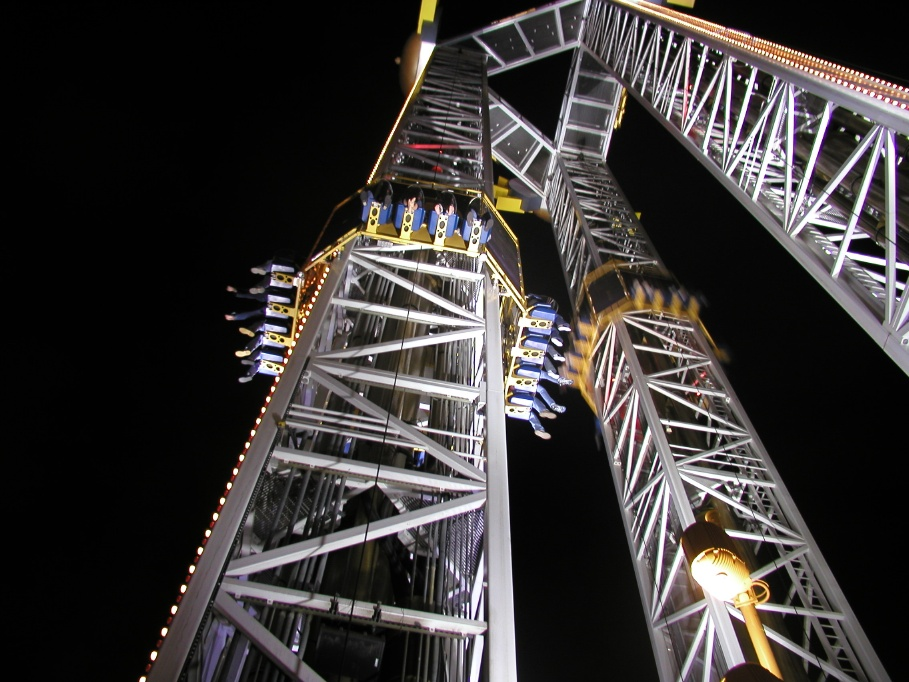
Maliboomer à Disney's California Adventure
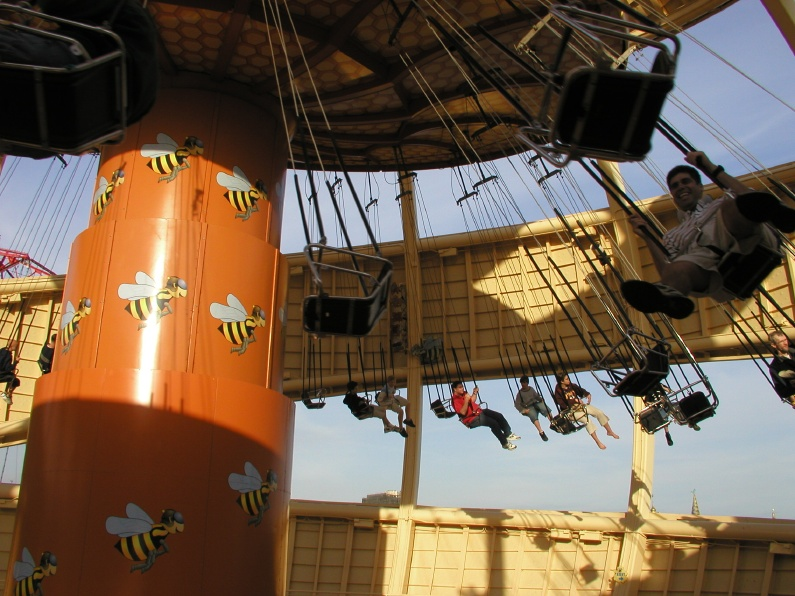
Orange Stinger à Disney's California Adventure
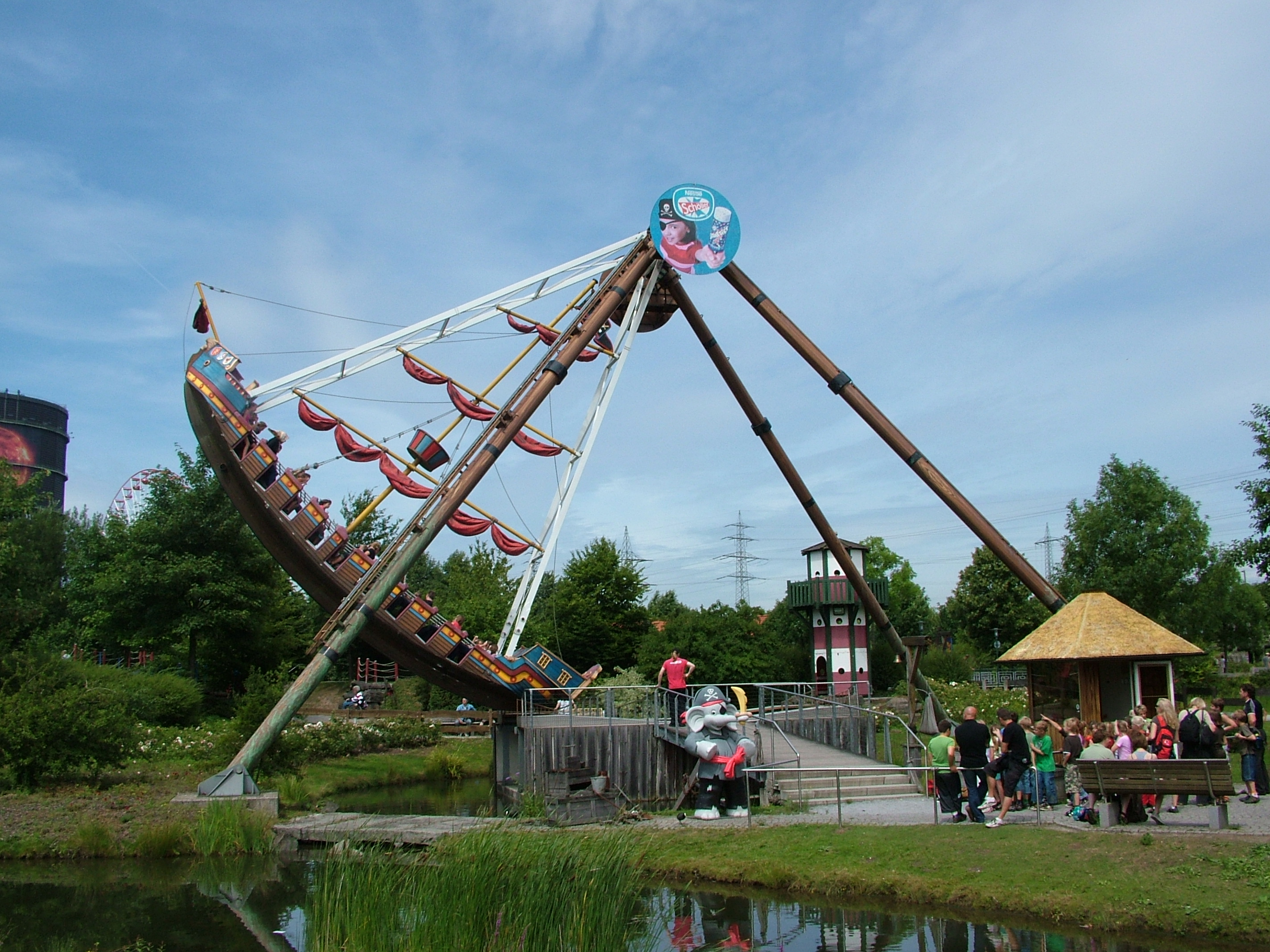
Piratenschiff à CentrO.Park
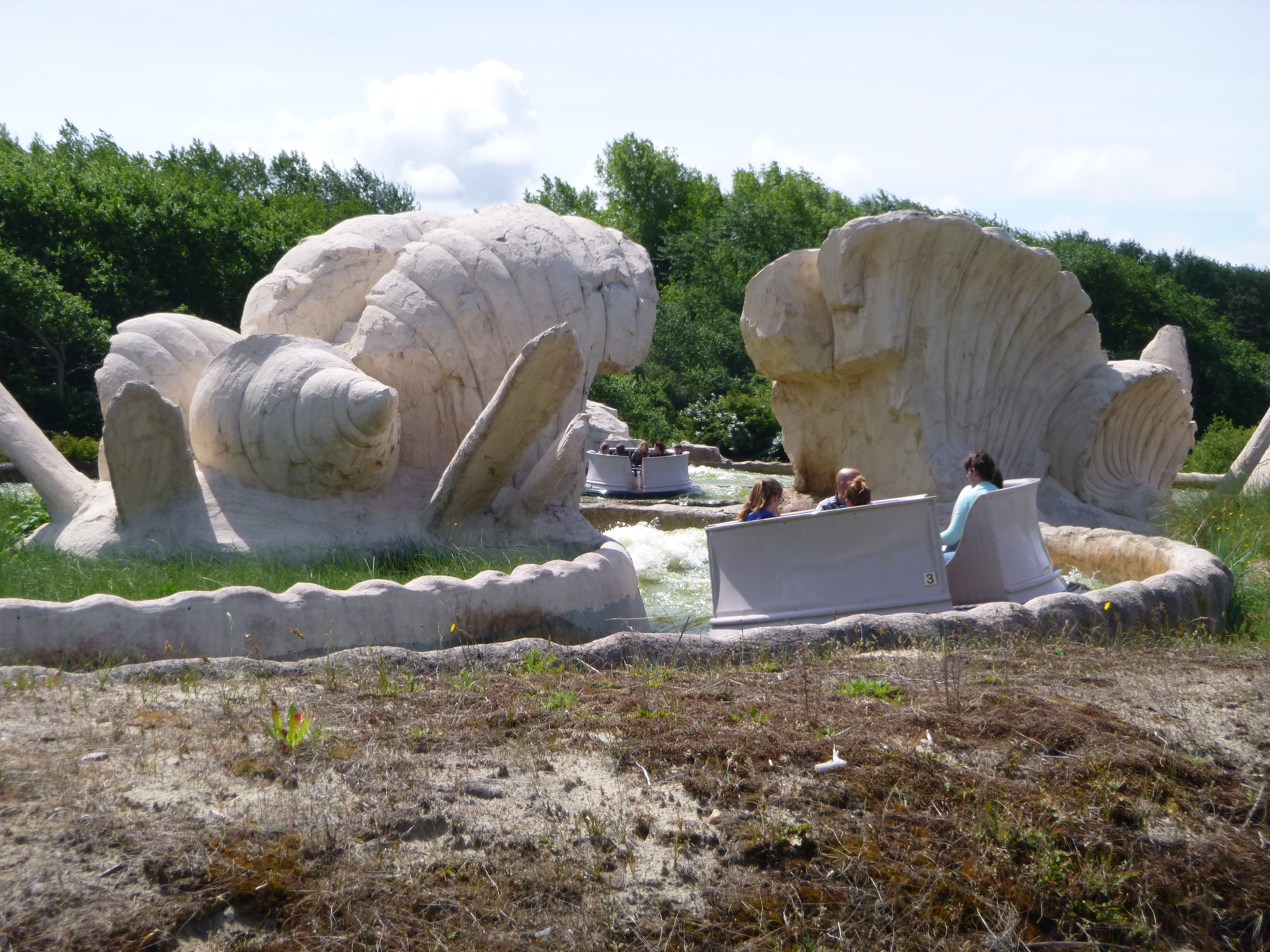
Raft au parc Bagatelle
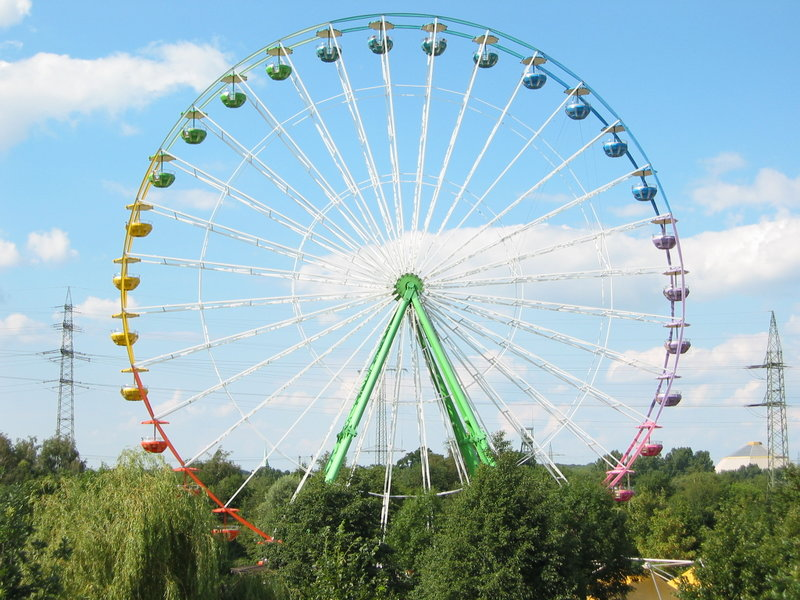
Regenbogen Riesenrad à CentrO.Park
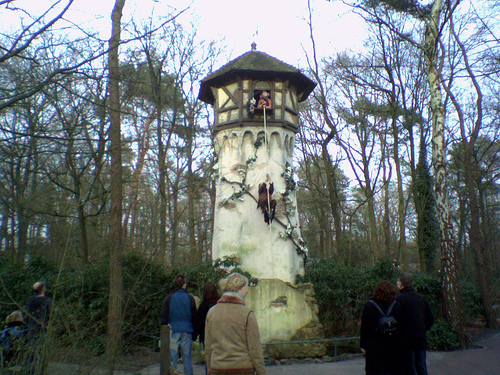
Représentation du conte de Raponsje à Efteling
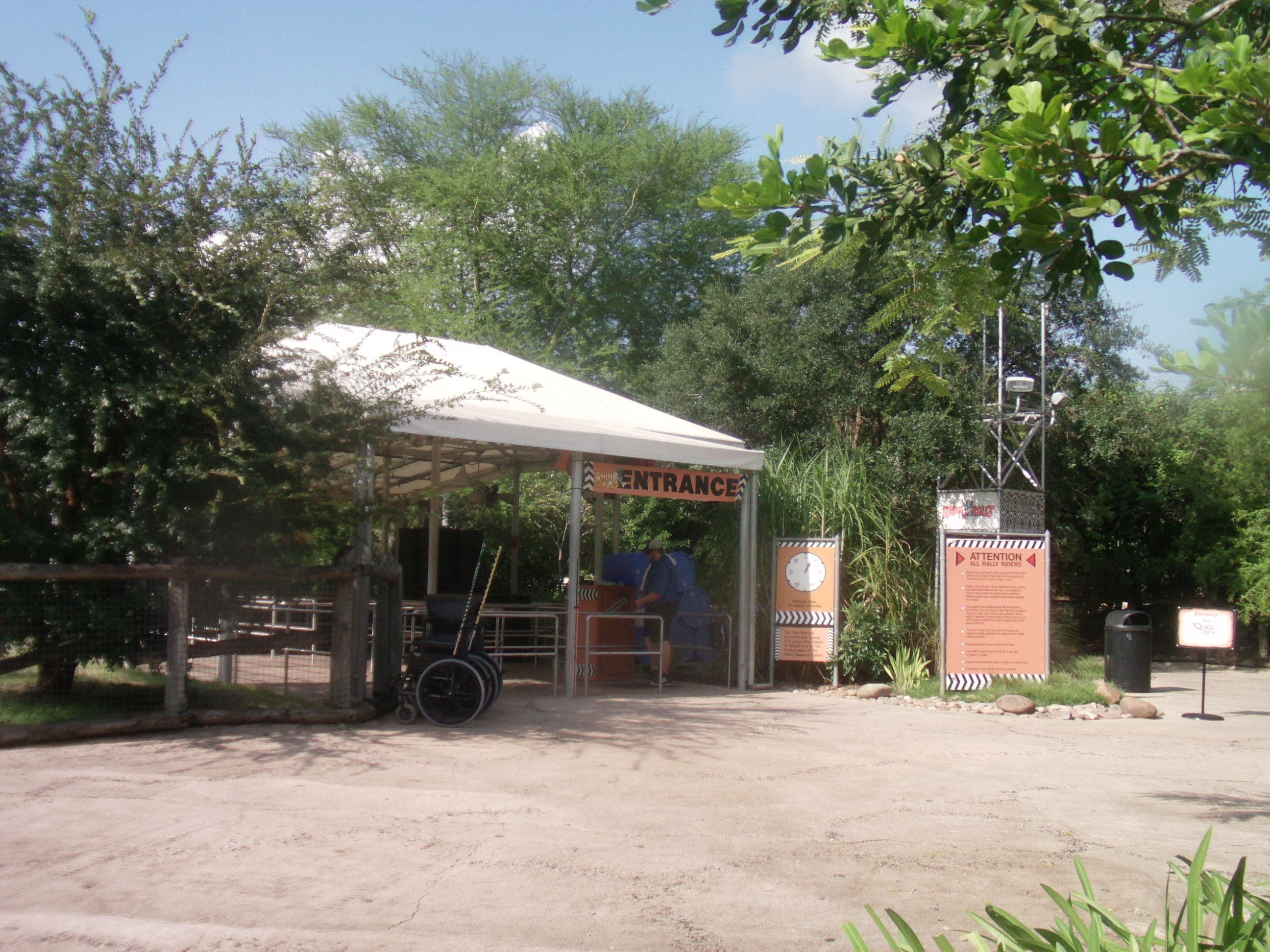
Rhino Rally à Busch Gardens Tampa Bay
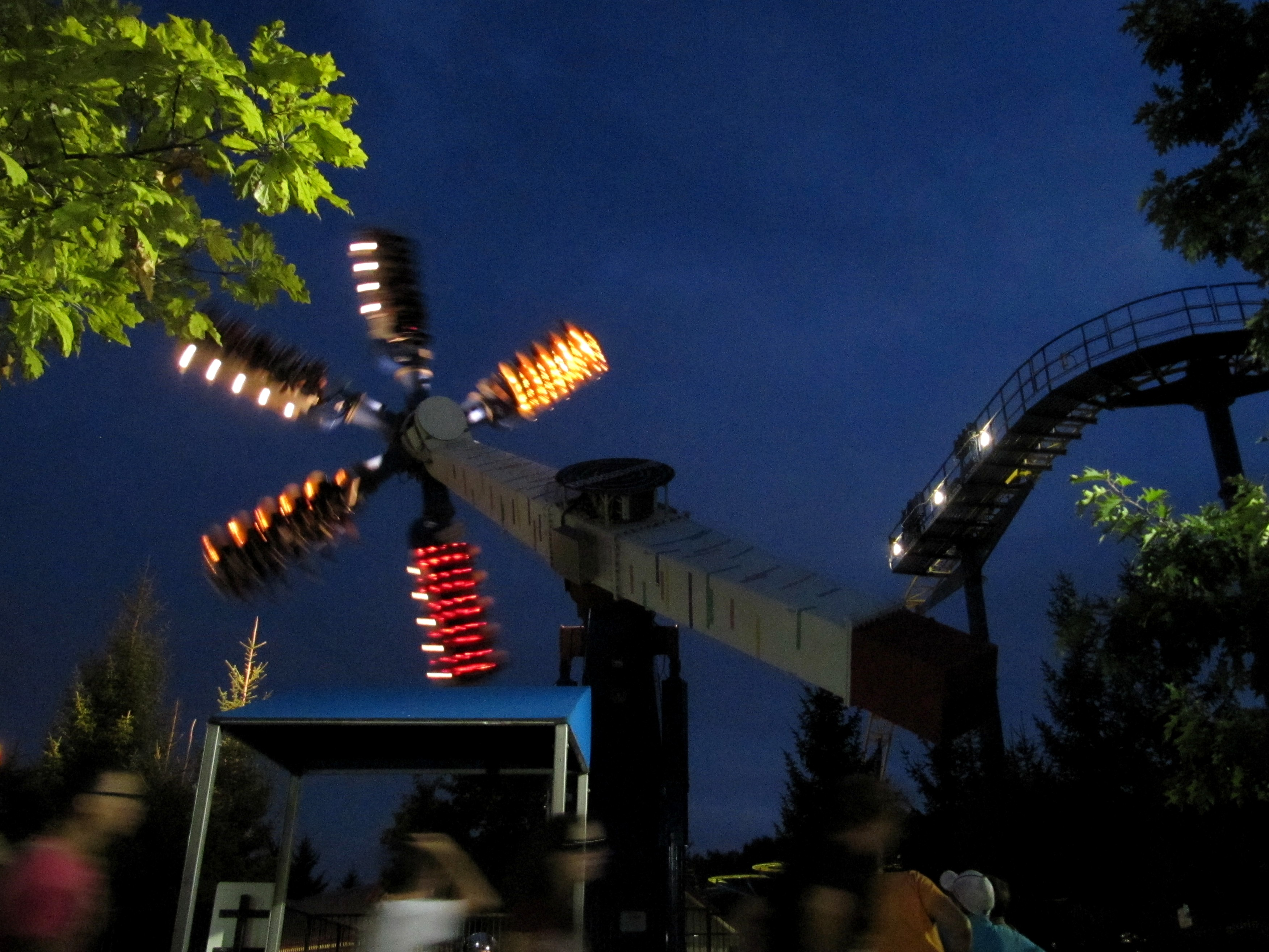
Shockwave à Paramount Canada's Wonderland
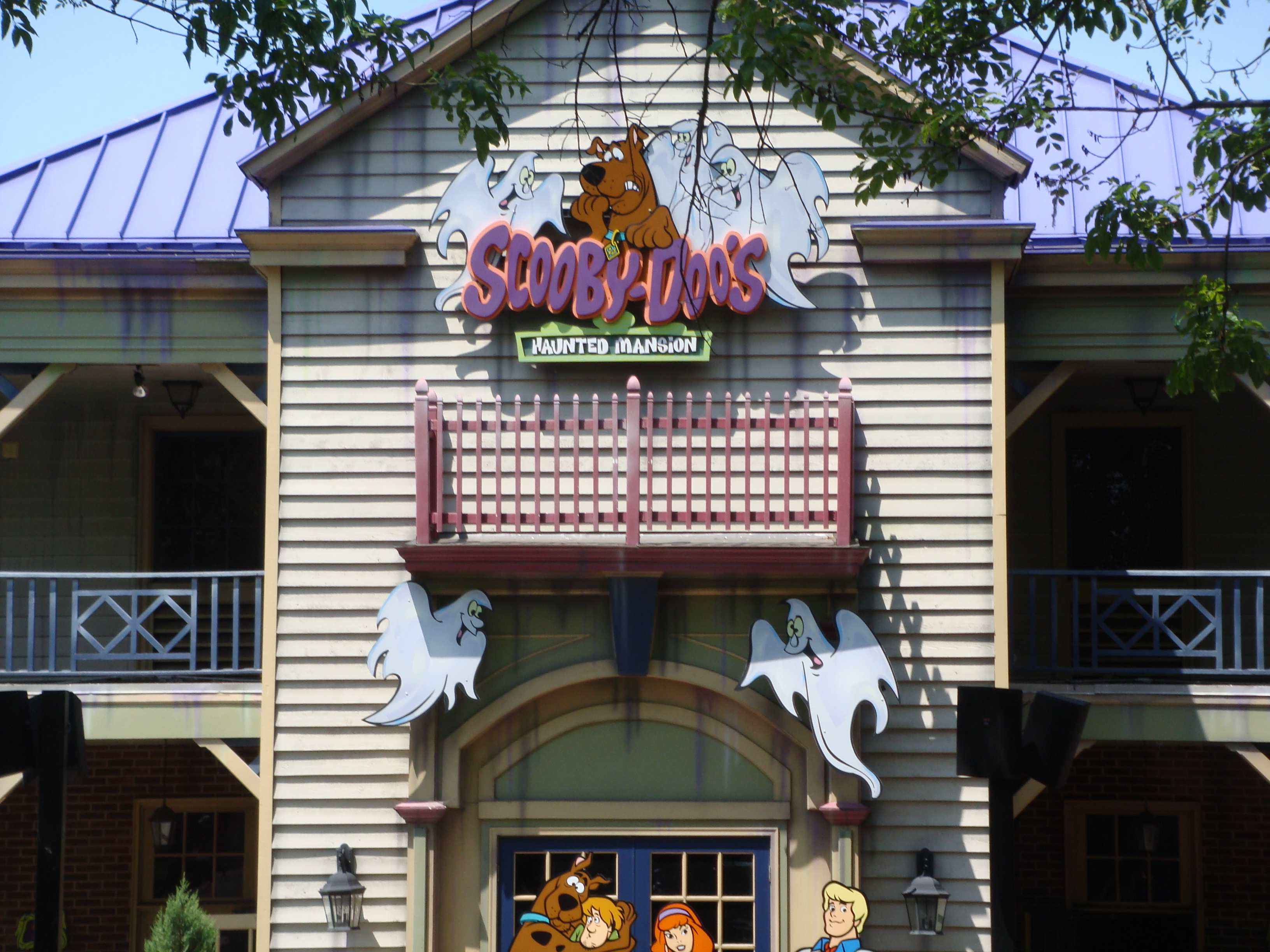
Scooby-Doo's Haunted Mansion à Carowinds
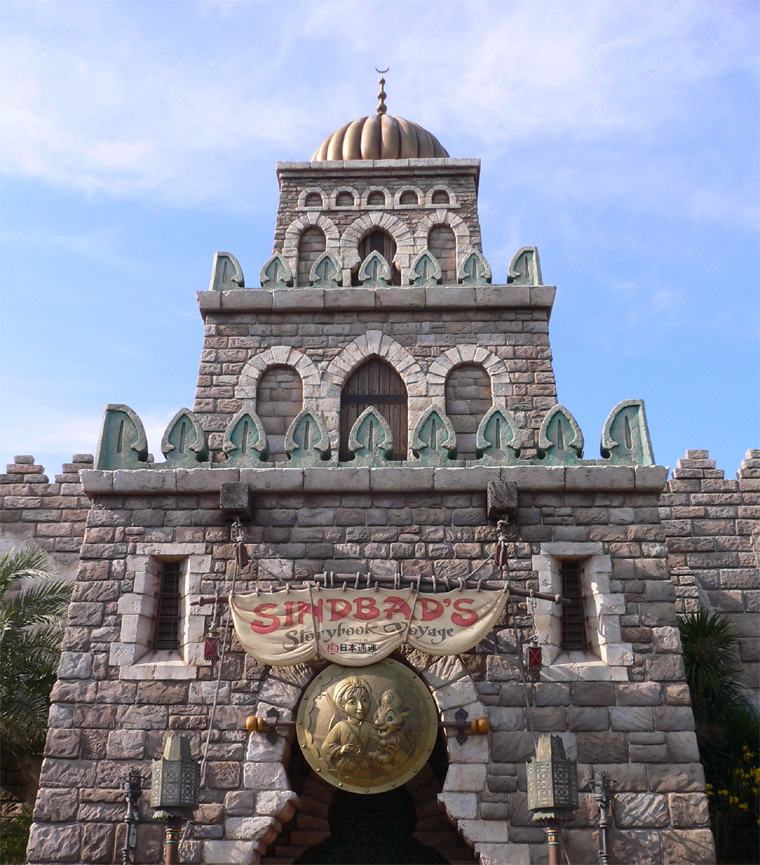
Sindbad's Storybook Voyage à Tokyo DisneySea
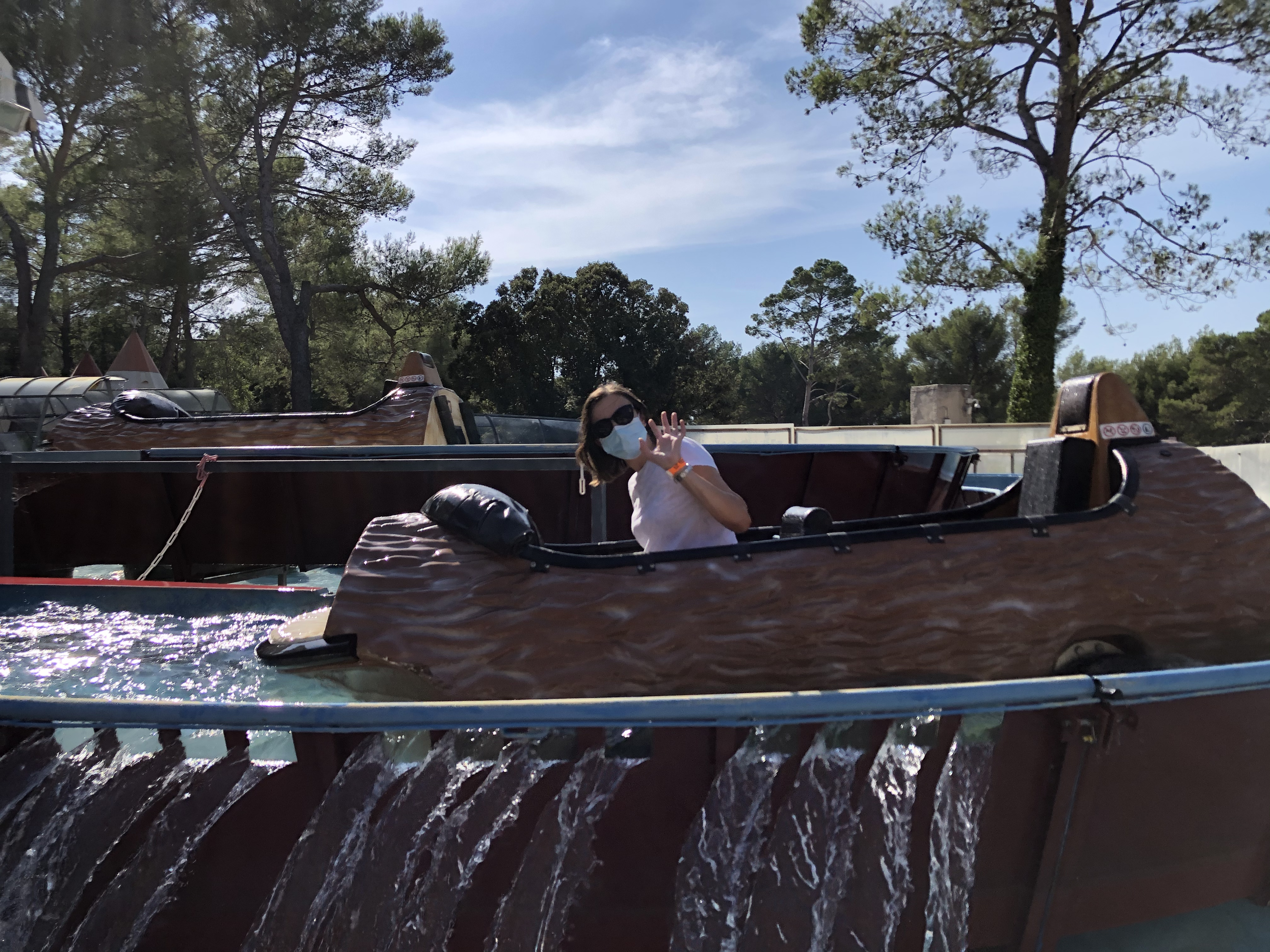
Splash Mountain à OK Corral
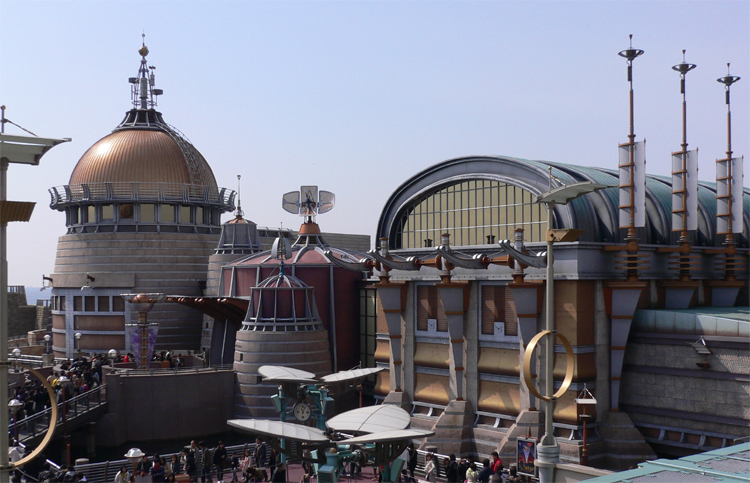
StormRider à Tokyo DisneySea
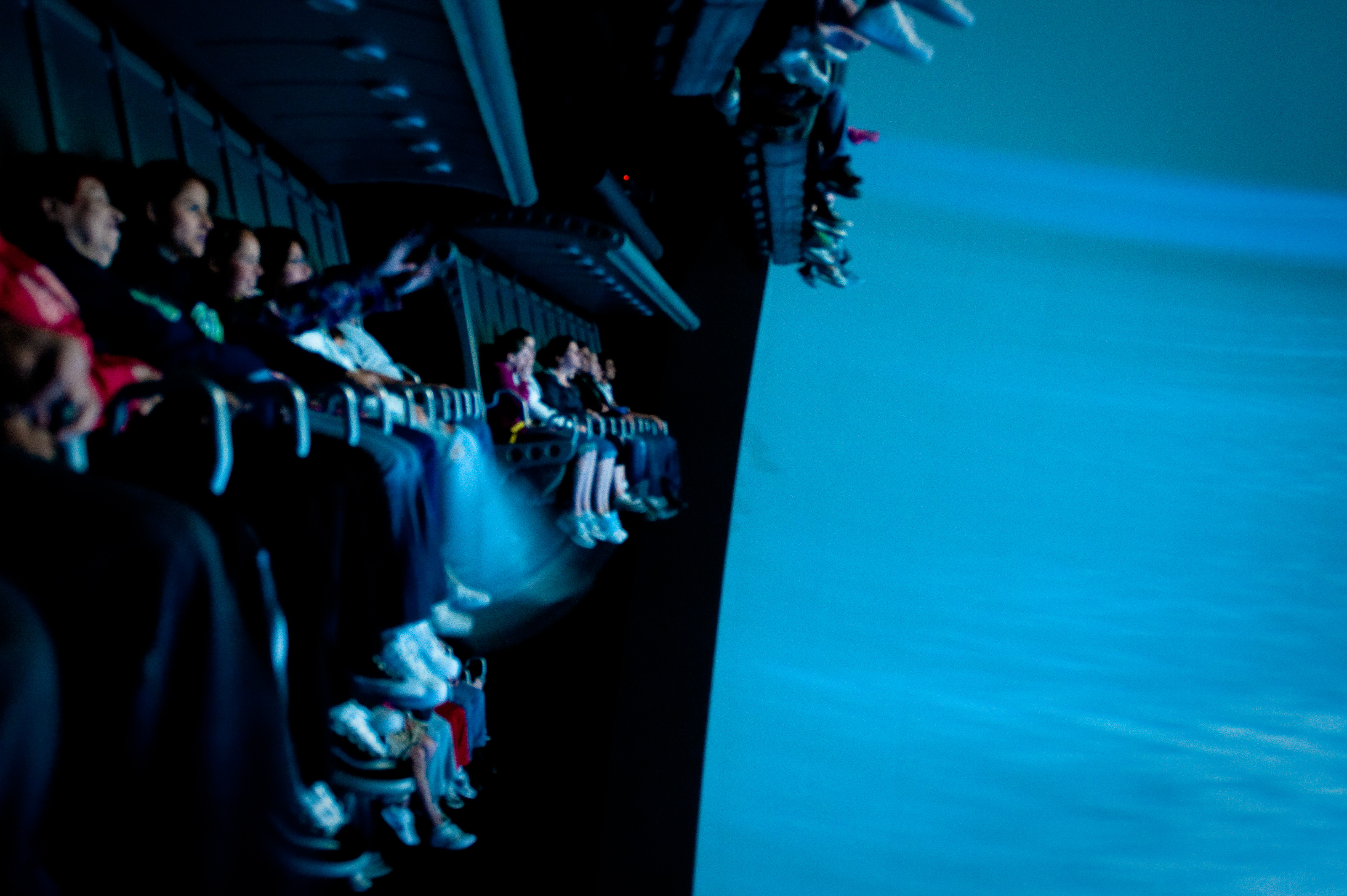
Soarin' Over California à Disney's California Adventure
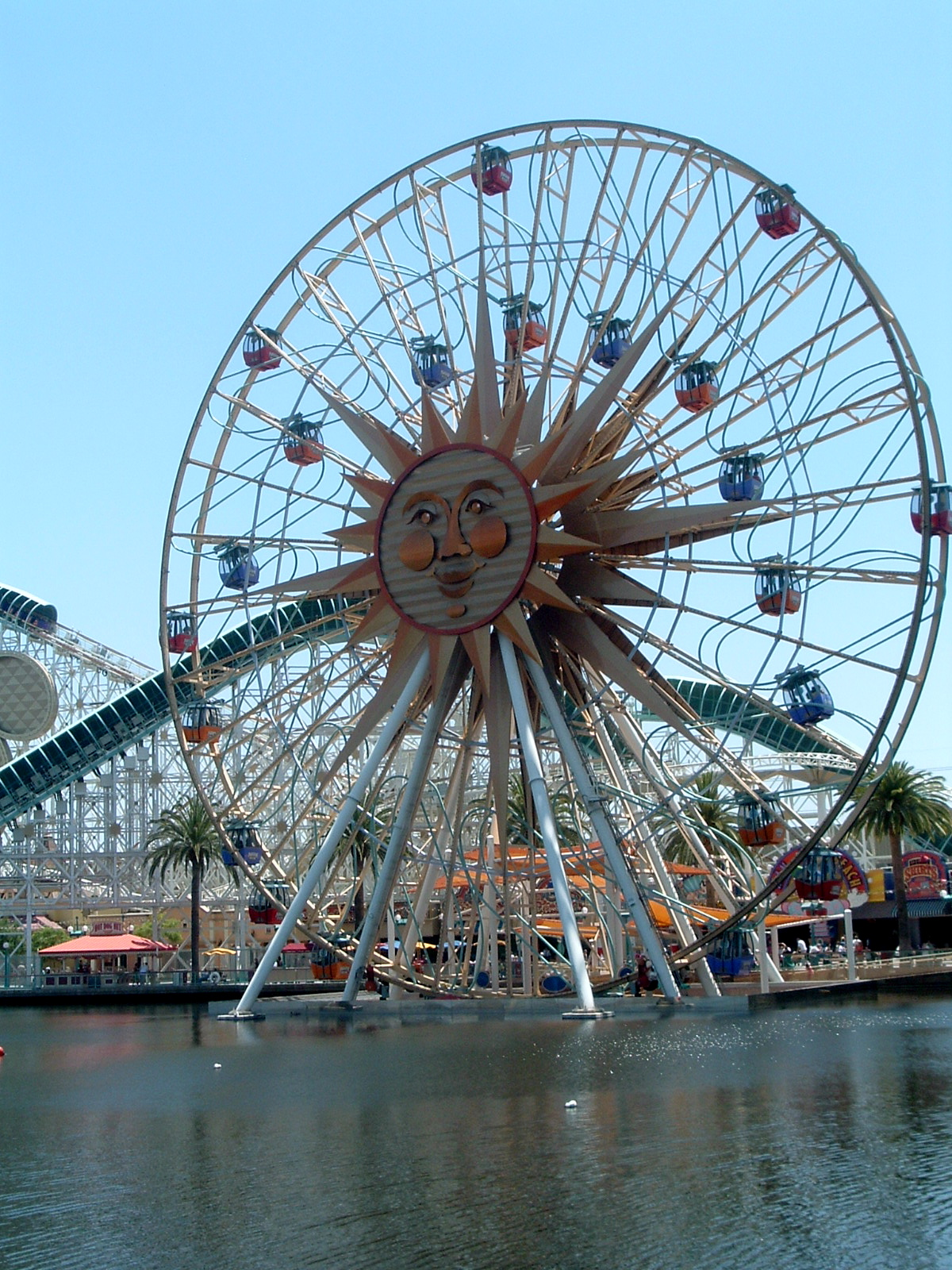
Sun Wheel à Disney's California Adventure
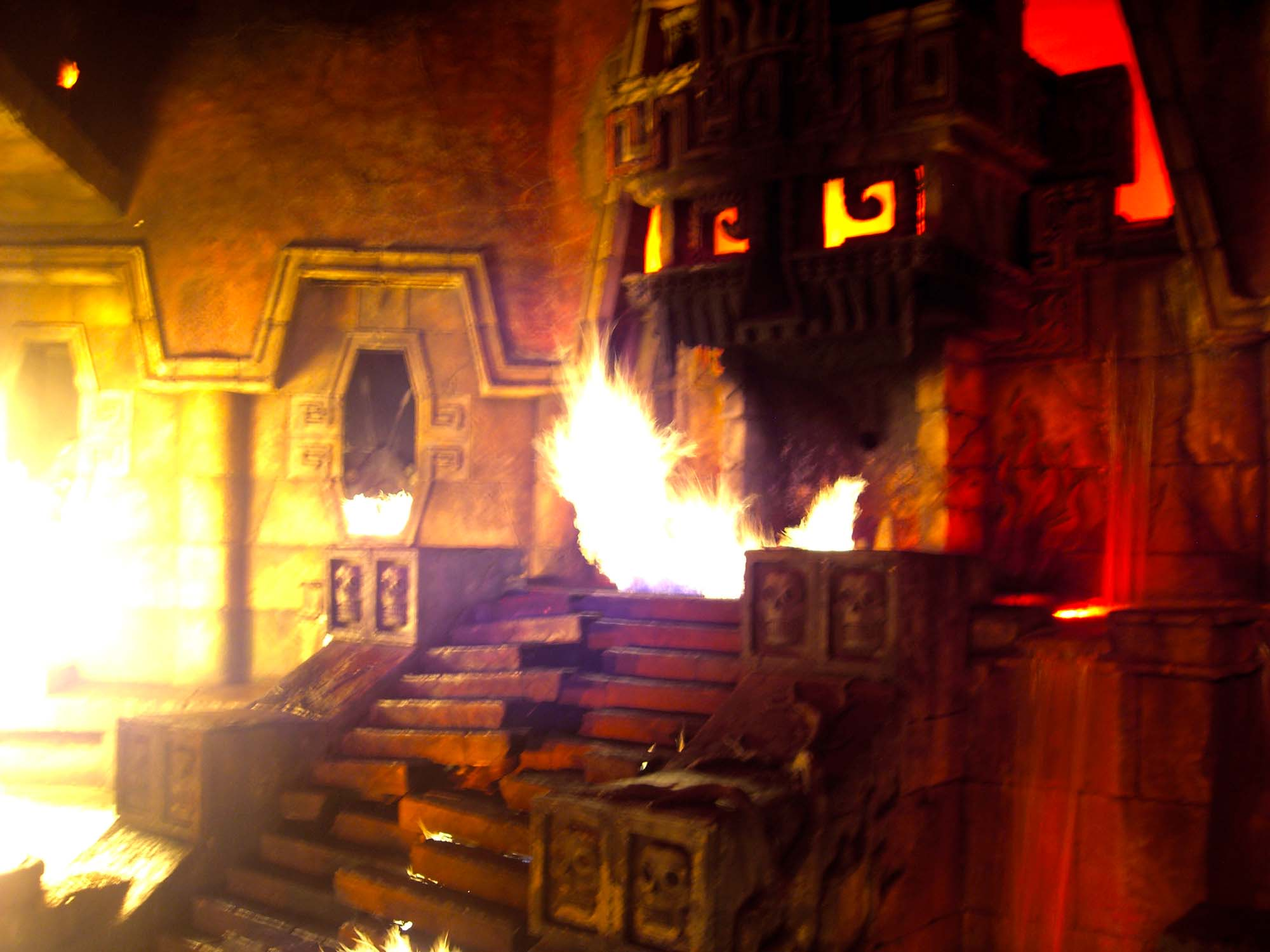
Templo Del Fuego à Universal Studios Port Aventura
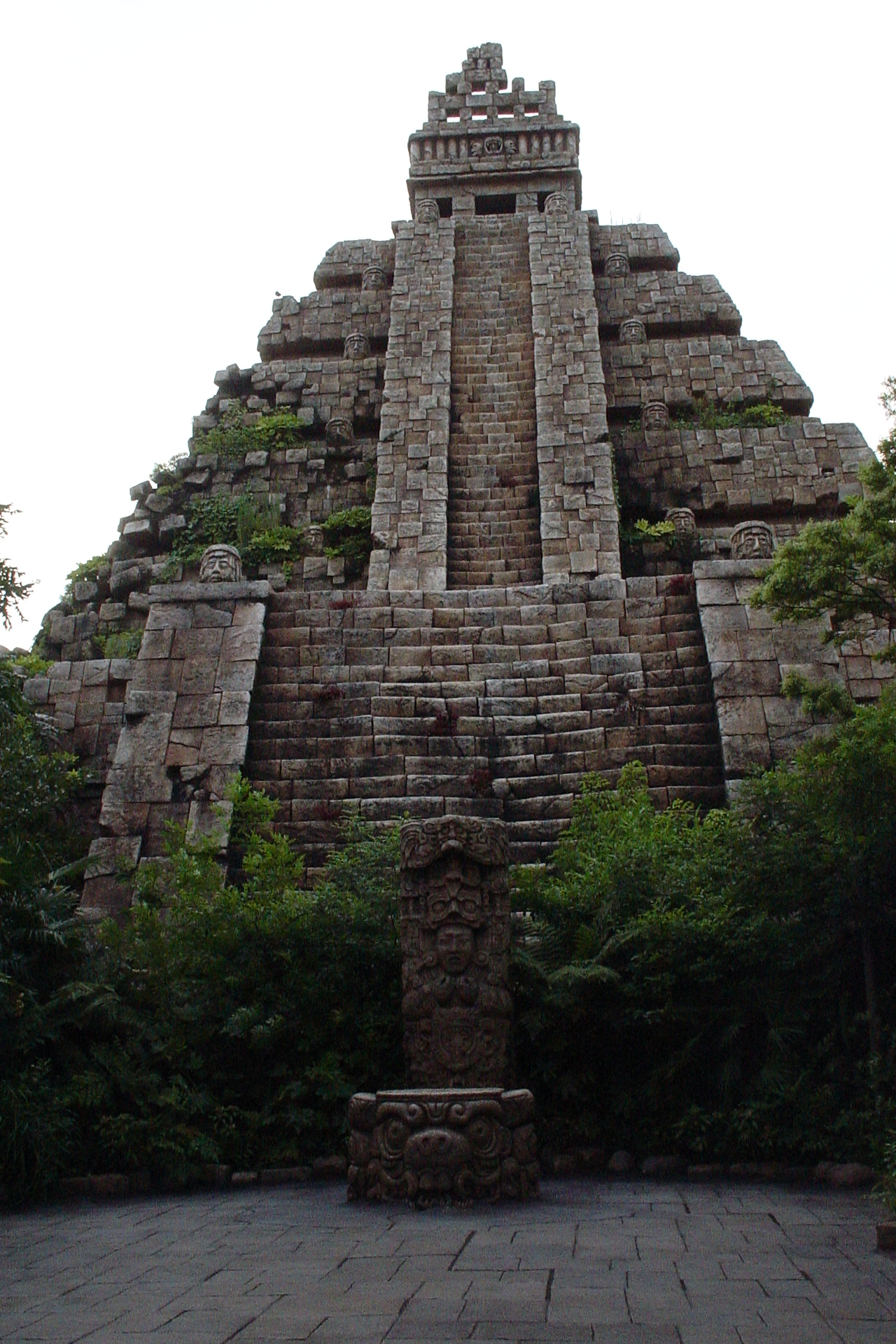
Entrée de The Temple of the Crystal Skull à Tokyo DisneySea
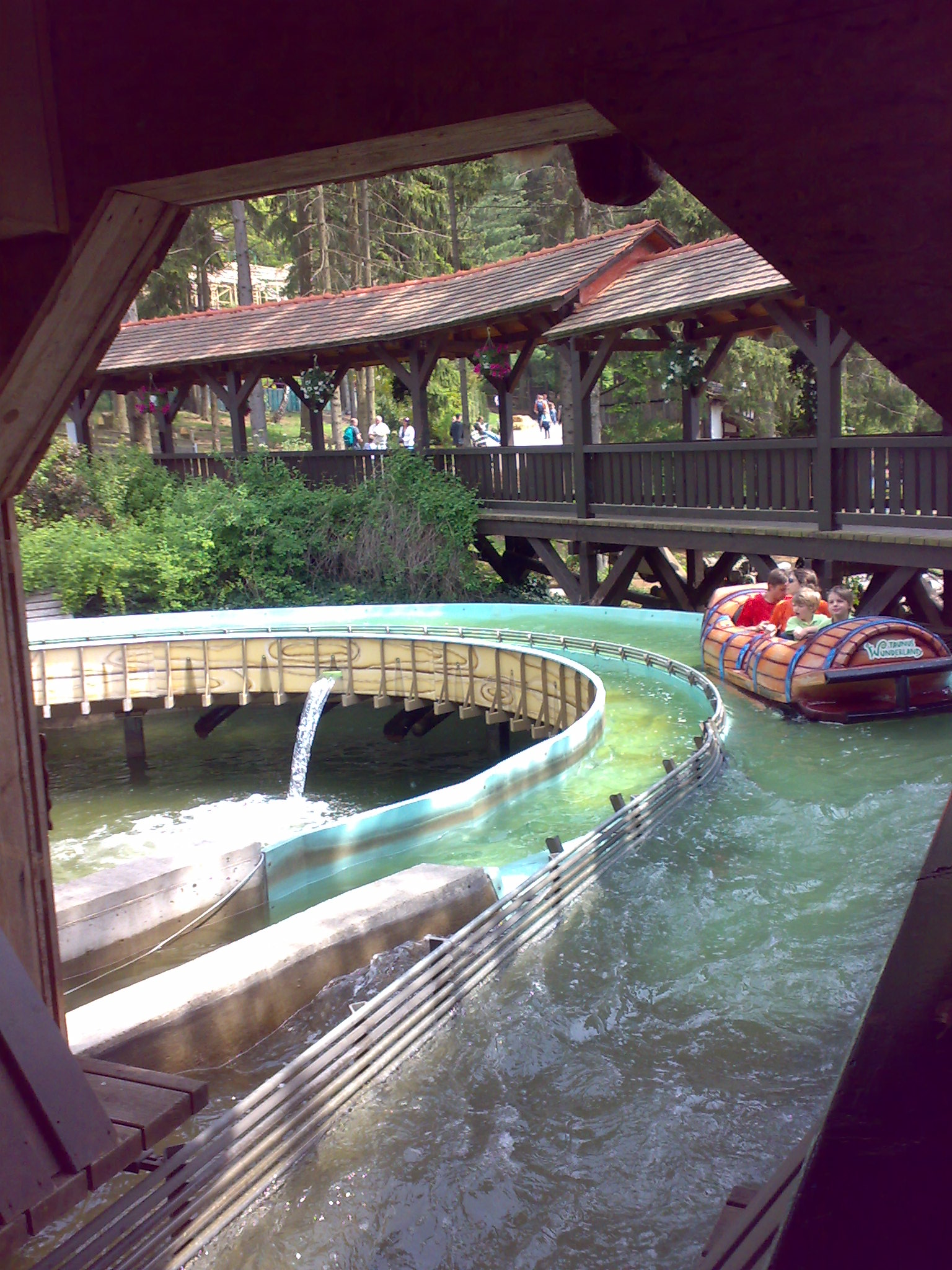
Wildwasserbahn à Taunus Wunderland
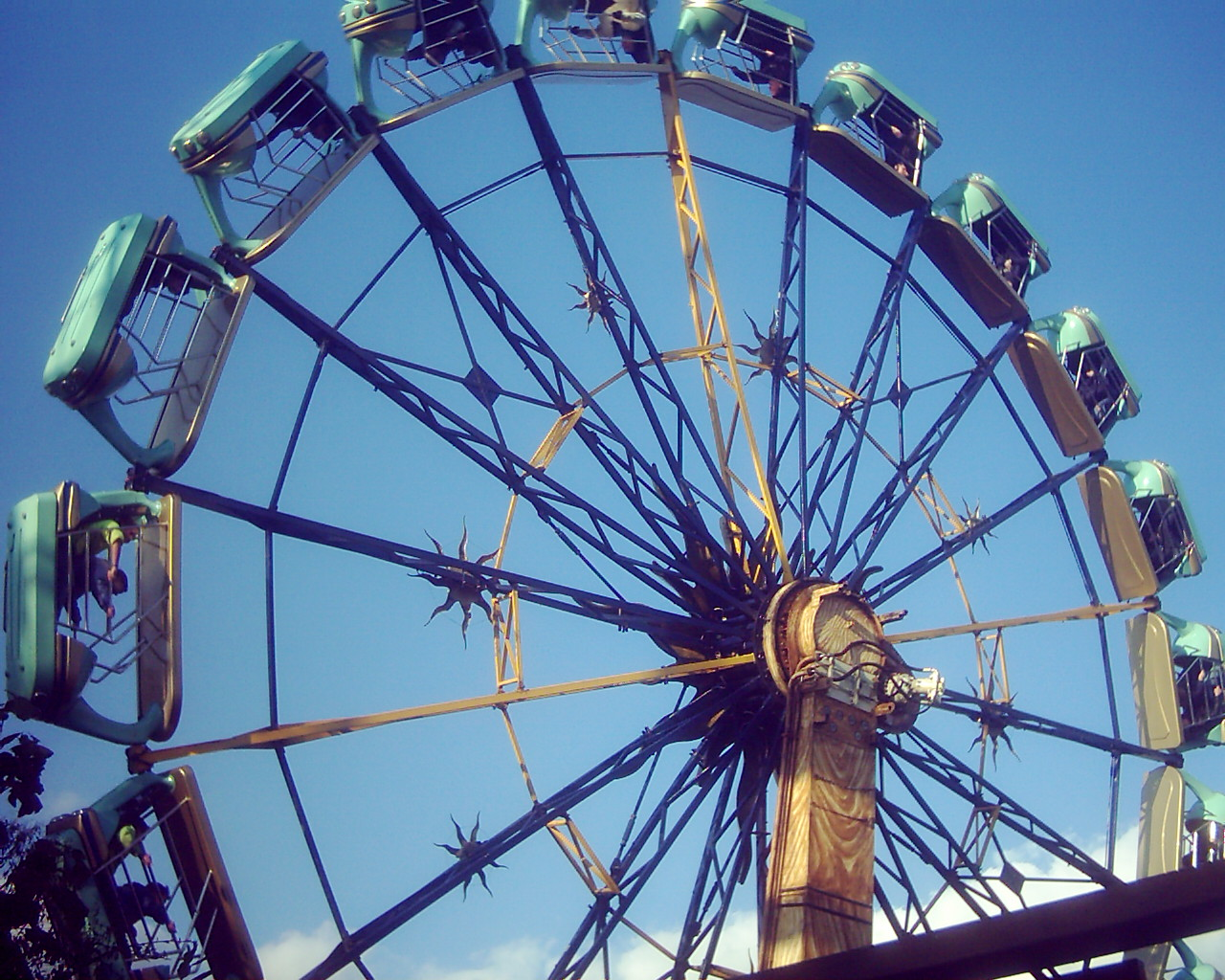
Zodiac à Thorpe Park

## Hôtels
- Chimelong Hotel au Guangzhou Chimelong Tourist Resort ( Chine)
- Disney's Animal Kingdom Lodge au Walt Disney World Resort ( États-Unis)
- Disney's Grand Californian Resort au Disneyland Resort ( États-Unis)
- Disney's Hotel Miracosta au Tokyo Disney Resort ( Japon)

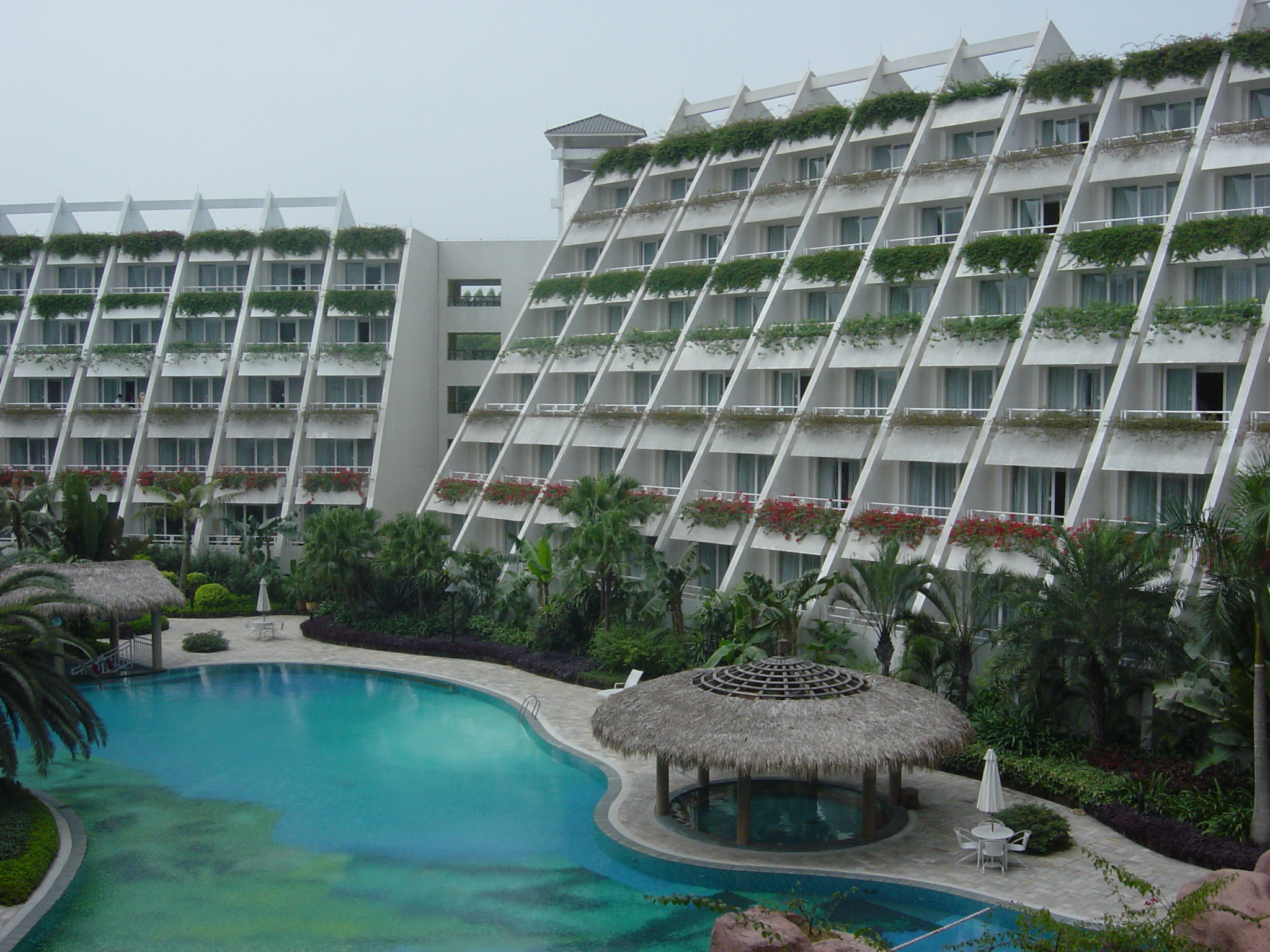
Chimelong Hotel au Guangzhou Chimelong Tourist Resort
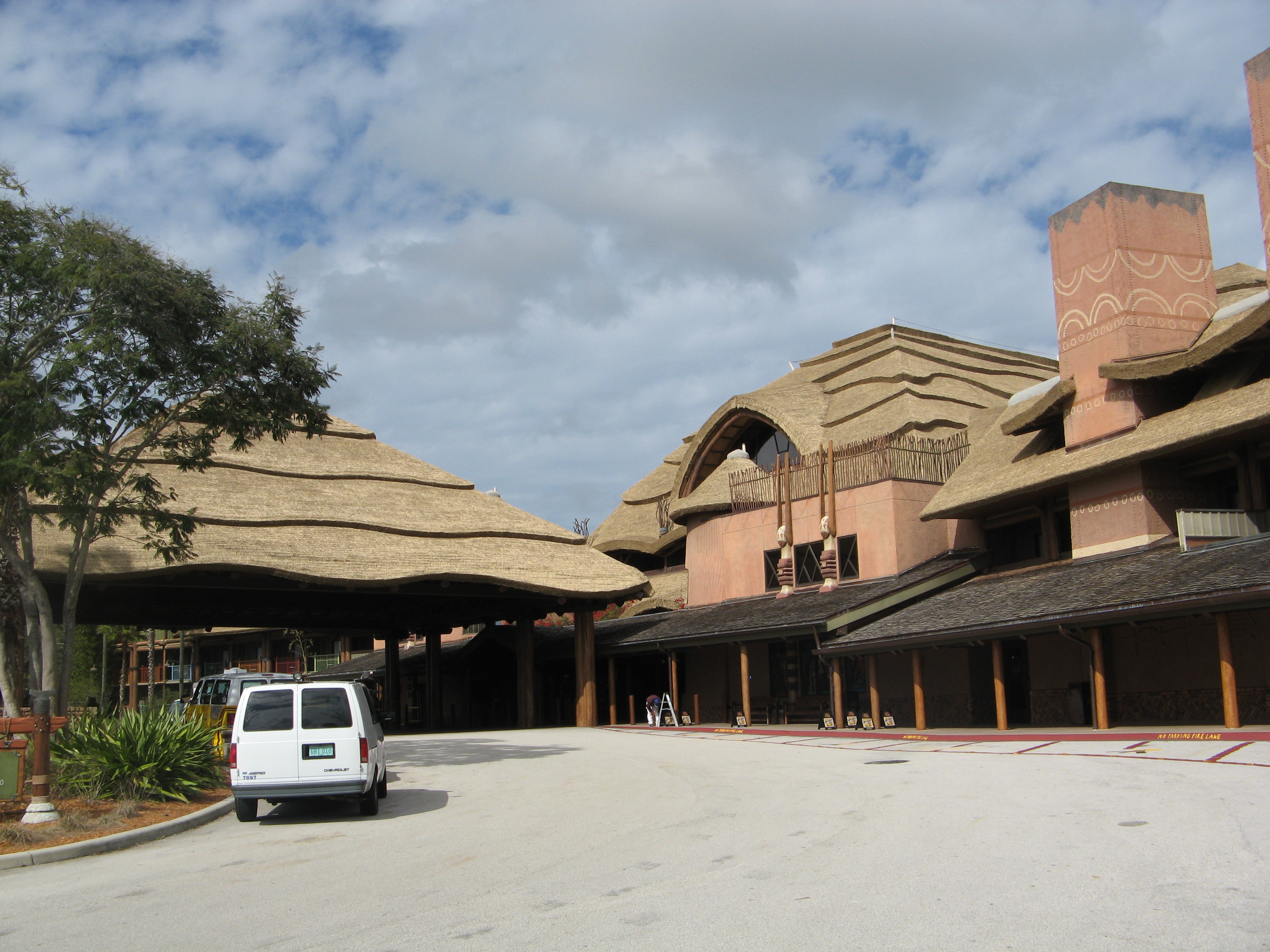
Disney's Animal Kingdom Lodge au Walt Disney World Resort
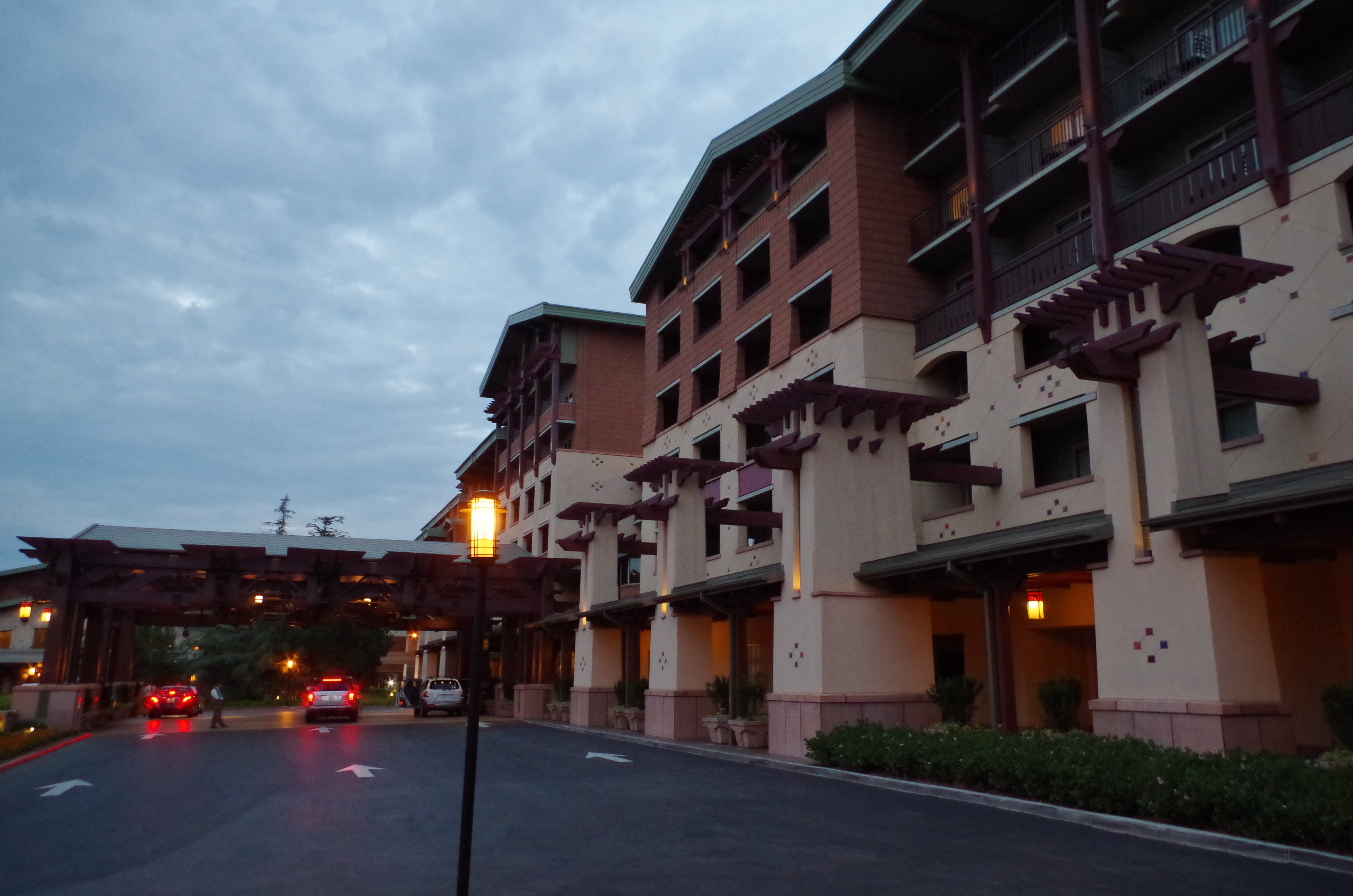
Disney's Grand Californian Resort au Disneyland Resort
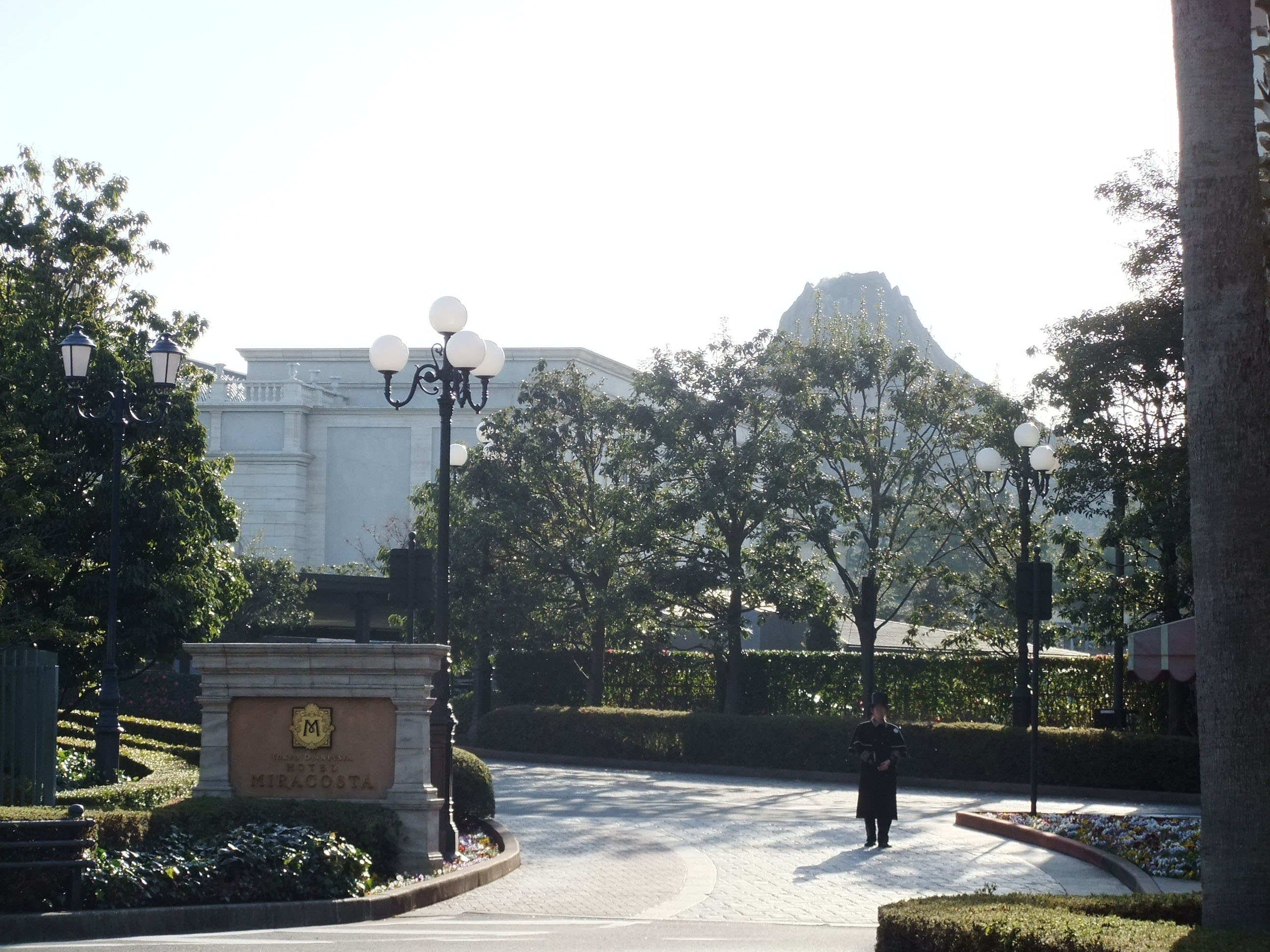
Disney's Hotel Miracosta au Tokyo Disney Resort